# 相鉄バス
相鉄バス株式会社（そうてつバス）は、神奈川県横浜市西区に本社を置く、相鉄グループのバス会社である。相模鉄道沿線の横浜市内および神奈川県央地域県央部で、路線バス・中距離高速バスなどを運行する。相鉄ホールディングスの完全子会社。
相模鉄道が直営で行ってきたバス事業（相模鉄道自動車部）を分社化し、運営の効率化と収益改善を図るために設立された。
本項では、相模鉄道および相鉄ホールディングスのバス部門など、相鉄バスの起源となった組織・事業についても記述する。

## 概要
主な運行エリアは、相模鉄道沿線の横浜市（神奈川区・港北区・緑区・旭区・戸塚区・瀬谷区・西区・保土ケ谷区・中区・南区）、神奈川県央地域（大和市、海老名市、綾瀬市、座間市、高座郡寒川町）を基盤とする。
かつては横浜駅西口 - 和田町 - 二俣川駅北口、二俣川駅北口 - 桜木町駅・県庁前、二俣川駅北口 - 本厚木駅などの長距離系統もあったが、1980年代から2000年代にかけて不採算路線の大部分が整理され廃止された。この結果、1996年の再編時に本厚木駅乗り入れ路線が消滅して厚木市内には路線を持たなくなった。現行路線は鉄道駅同士を結ぶ路線、各駅と住宅街を結ぶ路線が多くを占める。また複数営業所が共管する路線はなくなり、1つの系統は全て同一の営業所が単独運行している。
他社にはみられない特徴として以下のものがある。
- 一般路線の系統番号は「営業所の略文字+数字1 - 2桁」とされ、営業所の略文字は、横浜営業所は「浜」、旭営業所は「旭」、綾瀬営業所は「綾」である（例：浜1、旭13、綾52など）。
  - 例外は旭営業所の116系統で、神奈川中央交通との共同運行であり、かつては横浜市営バスとも共同運行を行っていた経緯から、「旭」が付かない数字のみの系統番号である。
  - かつての二俣川営業所・三ツ沢営業所の系統番号は、横浜営業所と同様に、横浜を表す「浜」を使用していた。
  - 相鉄から他社局へ移譲された路線、逆に他社局から相鉄に移譲された路線共に、基本的に系統番号の末尾の数字を引き継いでいる。例外として、2003年に横浜市営バスに引き継がれた旭3系統は、当時横浜市営バスに3系統が存在していたため（のち区間短縮の上で共同運行していた東急バスに移譲）、この時点で欠番となっていた53系統に変更された。
- 住宅地内の停留所で「釜台住宅第3」「左近山第5」など、停留所名末尾に「第○」のつく停留所が多い。海老名市と綾瀬市に跨る国分寺台住宅地では「国分寺台第12」まである。

## 営業所
相模鉄道自動車部が1950年にバス事業を再開し、二俣川営業所（初代）を開設して以来、営業所の場所や名称も変遷を遂げている。
過去の営業所と現行営業所の関係は以下のとおり。
1. 二俣川営業所→一般路線を旭へ移管後、横浜営業所（現）へ統合
2. 大和営業所→綾瀬営業所へ移転
3. 横浜営業所（初代）→西横浜営業所→横浜営業所（現）へ移転
4. 三ツ沢営業所→貸切バスを二俣川へ移管後、横浜営業所（現）へ統合
5. 保土ケ谷営業所→旭営業所へ移転
6. 川崎営業所・東京営業所（観光バス専門）→廃止

### 現行営業所
| 横浜営業所 |  | 旭営業所 |  | 綾瀬営業所 |
| 横浜営業所 |  | 旭営業所 |  | 綾瀬営業所 |

2012年（平成24年）7月以降は、以下の3つの営業所を持つ。各営業所の担当路線の詳細については「#現行路線」を参照。
横浜営業所
- 所在地：神奈川県横浜市保土ケ谷区峰沢町112-1[3]
- 最寄りバス停「横浜車庫」
- 一般路線の系統番号は「浜○○」に統一されている[3]。
- 横浜市内路線のうち、主に横浜駅、和田町駅発着路線を担当する。
- 高速バス「レイクライナー」、三井アウトレットパーク 横浜ベイサイド直行便も担当[3]。
- 1997年（平成9年）12月1日開設[4]。前日に廃止された西横浜営業所を移転して開設。
- 初代横浜営業所（→鶴屋町操車場→相鉄高速バスセンター）とは場所が異なる。
- 2010年（平成22年）10月1日、相鉄HDがバス事業を相鉄バス株式会社へ会社分割[4]。相鉄バス横浜営業所となる。

旭営業所
- 所在地：神奈川県横浜市旭区下川井町393[3]
- 最寄りバス停「旭高校入口」
- 横浜市内路線のうち、主に二俣川駅、鶴ヶ峰駅、三ツ境駅、中山駅発着路線を担当し、一部が大和市内に乗り入れる。
- 一般路線の系統番号は「旭○○」に統一されている（神奈川中央交通と共管の116系統を除く）[3]。
- 1982年（昭和57年）10月16日開設[4]。同時に併設の旭整備工場も開設された[4]。
- 前日に廃止された保土ケ谷営業所を移転する形で開設[4]。開設時に二俣川営業所から一般路線を移管。
- 2010年（平成22年）10月1日、相鉄HDがバス事業を相鉄バス株式会社へ会社分割[4]。相鉄バス旭営業所となる。
- 空港連絡バス（二俣川駅 - 羽田空港線）も担当。
- 2020年2月、旭営業所内に自動運転バス実験場を整備した[5][6][7]。群馬大学との共同研究によるもので[5][6][7][8]、横浜市内で乗客を乗せた実験運行も行っている[6][9][10]。

綾瀬営業所
- 所在地：神奈川県綾瀬市小園847[3]
- 最寄りバス停「綾瀬車庫」
- 大和市、海老名市、綾瀬市など、神奈川県央地域の路線を担当する。
- 一般路線の系統番号は「綾○○」に統一されている[3]。
- 深夜急行バス、コミュニティバスも担当[3]。
- 1973年（昭和48年）10月29日、乗合バス綾瀬営業所として開設[4]、同日に廃止された大和営業所を移転[4]。
- 2001年（平成13年）4月20日、相鉄バス株式会社設立[4]。同年12月1日に相模鉄道からバス事業を譲渡され、相鉄バス綾瀬営業所となる[4]。最も早く相鉄バスに分社化された営業所である。

### 廃止営業所など
二俣川営業所
- 所在地：神奈川県横浜市旭区さちが丘47-1
- 1950年（昭和25年）6月6日、乗合バス二俣川営業所を開設[4]。相模鉄道のバス事業再開時に二俣川駅前に開設された最古の営業所であった。
- 1961年（昭和36年）12月25日、保土ケ谷営業所の開設と同時に、保土ケ谷営業所二俣川出張所に格下げ[4]。
- 1965年（昭和40年）10月9日、旭区さちが丘に二俣川営業所を新設[4]。二俣川出張所（旧：二俣川営業所）は同日廃止[4]。
- 1966年（昭和41年）4月16日、二俣川出張所（旧：二俣川営業所）の跡地を二俣川整備工場とする[4]。
- 1982年（昭和57年）10月15日、翌日開設の旭営業所に一般路線を一部移管。
  - 三ツ境駅発着の一部系統は1988年8月31日まで、引き続き二俣川営業所が担当した。[11][12][13]。
- 1983年（昭和58年）3月16日、乗合バス二俣川営業所（新）に観光バス二俣川営業所を併設[4]。
- 1989年（平成元年）3月23日、夜行高速バス「ブルーライト号」運行開始[4]。
  - 相模鉄道の高速バス事業参入に伴い、二俣川営業所は高速バス営業所としても使用されるようになる。
- 1997年（平成9年）4月1日、貸切バス事業を相鉄自動車に譲渡し、相鉄自動車二俣川営業所を設置。貸切バス車両28台を相模鉄道から移管[4]。
  - これにより、夜行高速バスは横浜営業所（新）へ移管。相鉄自動車二俣川営業所は貸切バス、空港連絡バス（二俣川駅 - 羽田空港線）、中距離高速バス（相鉄高速バスセンター - 横浜駅西口 - 河口湖）を担当した。
- 2009年（平成21年）2月27日、相鉄自動車が貸切バス事業を日の丸自動車へ譲渡[4]、貸切バス事業から撤退。
- 同2009年3月31日、相鉄自動車が中距離高速バス事業を相鉄バスへ譲渡[4]、バス事業から撤退。翌4月1日、相鉄自動車から中距離高速バス・空港連絡バスを移管され[4]、相鉄バス二俣川営業所となる[4]。
- 2011年（平成23年）1月14日、相鉄バス横浜営業所から一般路線を一部移管。
- 2012年（平成24年）6月24日、相鉄バス横浜営業所へ統合され廃止。
- 跡地にはそうてつローゼンミニさちが丘店が出店（2012年11月 - 2018年4月まで営業）。
- その後、2020年1月11日にtvkハウジングプラザ二俣川（住宅展示場）としてオープンした[14]。

東京営業所
- 所在地：東京都文京区→品川区
- 1954年（昭和29年）6月1日、観光バス東京営業所を開設[4]。同年7月15日に営業開始。東京都内に所在した観光バスのみの営業所であった[4]。
- 1956年（昭和31年）1月15日、後楽園前へ移転[4]。
- 1961年（昭和36年）12月25日、立会川へ移転[4]。
- 1962年（昭和37年）9月1日、観光バス城南営業所に改称[4]。
- 1965年（昭和40年）1月30日、観光バス城南営業所の改築工事が完了[4]（場所は変わらない）。
- 1977年（昭和52年）12月1日、三ツ沢営業所所属の城南観光センターに格下げ[4]。
- 1982年（昭和57年）11月30日、城南観光センターを廃止[4]。

大和営業所
- 所在地：神奈川県大和市上草柳（かみそうやぎ）
- 1956年（昭和31年）3月28日、乗合バス二俣川営業所相模大塚車庫として開設[4]。
- 1959年（昭和34年）7月7日、大和営業所に昇格[4]。
- 1973年（昭和48年）10月29日廃止[4]、同日より綾瀬営業所へ移転[4]。

横浜営業所（初代）
- 所在地：神奈川県横浜市神奈川区鶴屋町1丁目4-3
- 1956年（昭和31年）9月1日、観光バス横浜営業所として開設[4]。
- 1962年（昭和37年）9月1日、観光バス神奈川営業所に改称[4]。
- 1963年（昭和38年）5月15日、鶴屋町へ移転し観光バス横浜営業所に改称[4]。
- 1963年（昭和38年）6月25日、乗合バス横浜営業所を開設[4]。
- 1965年（昭和40年）6月14日、観光バス横浜営業所を廃止[4]。
- 1970年（昭和45年）6月16日、乗合バス横浜営業所を廃止し、西横浜営業所所属の鶴屋町操車場とする[4]。一般路線バスは西横浜営業所へ移管。その後は鶴屋町操車場として使用されていた。
- 1990年（平成2年）10月19日、鶴屋町操車場の敷地に相鉄高速バスセンターが開設した[4]。
- 以降は相鉄バスセンターの項を参照。

三ツ沢営業所
- 所在地：神奈川県横浜市保土ケ谷区岡沢町322-3
- 1957年（昭和32年）12月5日、乗合バス三ツ沢営業所を開設[4]。
- 1968年（昭和43年）6月16日、貸切バス三ッ沢営業所となる[4]。貸切専門の営業所となった。
- 1983年（昭和58年）3月15日、貸切バス三ツ沢営業所を廃止[4]。貸切バス事業を二俣川営業所（新）へ移管。
- 2010年（平成22年）3月22日、相鉄バス三ツ沢営業所を開設[4]。相鉄バス横浜営業所から一般路線を一部移管。
- 同2010年10月3日、相鉄バス横浜営業所へ統合され廃止[4]。

川崎営業所
- 1961年（昭和36年）4月5日、観光バス川崎営業所を開設[4]。川崎市内に所在した観光バスのみの営業所であった[4]。
- 1962年（昭和37年）9月1日、溝の口営業所に改称[4]（場所は変わらない）。
- 1964年（昭和39年）10月3日、川崎市鹿島田（現：川崎市幸区鹿島田）1080に観光バス川崎営業所を新設、観光バス溝の口営業所を廃止[4][15]。
- 1968年（昭和43年）4月15日、観光バス川崎営業所を廃止[4]。

保土ケ谷営業所
- 所在地：神奈川県横浜市保土ケ谷区今井町537[16]
- 1961年（昭和36年）12月25日、貸切バス保土ケ谷営業所として開設[4]。
- 1968年（昭和43年）6月16日、乗合バス保土ケ谷営業所となる[4]。
- 1982年（昭和57年）10月15日廃止[4]、翌10月16日より旭営業所へ移転[4]。
- 1983年（昭和58年）3月7日、跡地に美立橋案内所を新設。定期券の発行や案内業務を行ない、乗務員用休憩室なども併設[4]。
- 1990年（平成2年）8月5日、美立橋案内所を廃止[4]。
- 営業所廃止後は美立橋折返場として使用されている。敷地の一部はサンドラッグBigSun美立橋店[17]となっている。

西横浜営業所
- 所在地：神奈川県横浜市保土ケ谷区西久保町2[16]（西横浜駅に隣接）
- 1968年（昭和43年）6月16日、乗合バス西横浜営業所として開設[4]。
- 1997年（平成9年）11月30日廃止、翌12月1日に使用開始された横浜営業所（新）[4]へ移転。
- 廃止後は電車区車掌区西横浜分室（電留線および資材置場）となっている。

相鉄高速バスセンター
- 所在地：神奈川県横浜市神奈川区鶴屋町1丁目4-3
- 1990年（平成2年）10月19日[4]、鶴屋町操車場（旧：横浜営業所）の跡地に設置。
- 2008年（平成20年）9月2日、高速バス事業の撤退に伴い相鉄高速バスセンターを廃止[18]。ただし廃止後もバス折返場として使用が続けられた。
- 2011年（平成23年）1月4日、横浜鶴屋町案内所を開設[19]。
- 2018年（平成30年）3月16日、横浜駅きた西口鶴屋地区第一種市街地再開発事業に伴い、横浜鶴屋町案内所を閉鎖。
- 詳細は「相鉄高速バスセンター」を参照。

バス待機場（横浜駅西口）
- 上記の各営業所のほか、横浜駅西口にバス待機場があった（正式名称および開設日・廃止日不明）。
- 所在地：神奈川県横浜市西区北幸2丁目7（相鉄バス「北幸二丁目」[20]停留所付近）
- 相鉄本社ビル（1988年完成）に近い。横浜駅発着の一般路線バス、高速バス（共同運行会社の車両を含む）の待機場として使用されていた。
- 廃止後、跡地はコインパーキング「タイムズ北幸第5」[21]および「横浜OBS北幸駐車場」[22]となっている。
- 敷地に隣接して立正佼成会横浜教会・横浜普門館がある。北側を首都高速神奈川2号三ツ沢線が通っており、横浜駅西口出入口が近い。

鶴ヶ峰バスターミナル
- 所在地：神奈川県横浜市旭区鶴ヶ峰1丁目
- 1970年（昭和45年）10月26日完成[4]。鶴ヶ峰駅から西に約200m、商店街のほぼ中央に開設。
  - ひかりが丘、大池、中山線の3路線が使用開始[4][注釈 1]
- 1971年（昭和46年）6月1日、二俣川線が使用開始[4][注釈 2]
- 1971年（昭和46年）11月1日、旭台線が使用開始[4]
- 1991年（平成9年）9月9日、横浜市が建設した鶴ヶ峰バスターミナルが使用開始[4]。発着系統は新ターミナルへ移行し、旧ターミナルは閉鎖。
  - 跡地は鶴ヶ峰商店街協同組合の駐車場として使用される[23]。
  - 旧ターミナル前には「鶴ヶ峰駅北口」バス停が設置された。このうち鶴ヶ峰バスターミナル方面のバス停は、旭区役所への便を考慮して旧来通り旧ターミナル乗り場付近に設置されている。このため、商店街協同組合駐車場の敷地内にバス停があるという形態になった[23]。

## 沿革
バス事業の分社化により、2001年に相鉄バス株式会社が設立されるまでは、相模鉄道のバス事業は電鉄直営であった。また現在の相鉄ホールディングスは、戦時統合の時期に大東急への合流を経て、現在のJR相模線に当たる路線を開通させた戦時買収私鉄の相模鉄道が、現在の相鉄本線に当たる路線を運行していた神中鉄道（じんちゅうてつどう）を合併することにより成立した企業である。そのため、合併前の相模鉄道と神中鉄道、合併後の相模鉄道の歴史から、バス事業に関連する部分を抜粋してまとめる。

### 相模鉄道・神中鉄道時代
神中鉄道は星川停車場開業に伴い、自社路線と省線横浜駅の鉄道未成区間を連絡輸送するため、1926年より星川停車場 - 横浜駅間で乗合バス事業を行った。その後、1929年の西横浜停車場の開業により、乗合バス事業は短期間で中止された。
こうした自社鉄道路線の未成区間の暫定輸送として乗合バス事業を行った形態は、1913年（大正2年）4月15日に京王線の未成区間で暫定的に乗合バスを運行した京王電気軌道（現：京王電鉄）に類似する。しかし京王電気軌道がまもなく沿線地域の中小事業者を買収して乗合バス事業を再開したのとは対称的に、神中鉄道のバス事業は再開されることはなかった。

その一方で、現在のJR相模線に当たる路線を開通させた相模鉄道は、1935年（昭和10年）、自社沿線の淵野辺 - 上溝 - 田名間と田名 - 橋本間の乗合バス事業を大谷仁三郎より承継。1936年（昭和11年）には、上溝 - 厚木間の乗合バス路線を愛高自動車商会から譲受し、相模原地区にて乗合バス事業も行っていた。しかしその後1941年（昭和16年）に東京横浜電鉄の傘下に入り、同社主導による戦時統合のため1944年（昭和19年）に相模線沿線のバス路線を東海道乗合自動車（現：神奈川中央交通）へ譲渡し、バス事業から撤退した。

またこの少し前の1943年（昭和18年）、相模鉄道は神中鉄道を吸収合併したものの、逆に1944年には自らが開通させた相模線部分を国に戦時買収されるなど紆余曲折を経て、鉄道路線は神中鉄道由来の部分だけが残ることとなった。

### バス事業再開と戦後復興
相模鉄道は、1947年（昭和22年）に経営民主化に伴って東京急行電鉄の持株の大部分が相模鉄道経営陣に譲渡されたことにより東急グループを離脱し、他の電鉄系グループに属さない独立系の鉄道会社となった。
終戦後まもない1949年には乗合バス事業を再開し、相鉄本線沿線の横浜市内を中心にゼロからスタートした。翌1950年には最初のバス営業所となる二俣川営業所を新設し、二俣川 - 保土ケ谷間で乗合バス事業を開始した。1952年には貸切バス事業を開始し、二俣川営業所に貸切バス営業所を開設している。戦後の復興とともに貸切バス事業は発展し、東京営業所を開設して都内に営業拠点を拡げた。
乗合バスの路線も、営業所を置いた二俣川を拠点に、横浜駅方面などへ次々と開業し、相鉄沿線にバス路線網を築いてゆく。これに伴い、1957年には乗合バス三ツ沢営業所を新設。1959年には二俣川営業所の車庫として設置した相模大塚車庫を大和営業所に昇格させ、乗合バス・観光バスの営業所とした。

### 横浜駅西口の開発と営業所の変遷
1960年代の高度経済成長期には、相鉄沿線は東京都心や横浜中心部のベッドタウンとして大きく発展した。この時期に横浜市をはじめ神奈川県内では、急激な人口の増加に対応して大規模団地の建設が進み、相模鉄道も住宅団地を造成・分譲して都市開発を進めた。これに伴い、鉄道駅と団地などの住宅地を結ぶバス路線が多く開設され、乗合バスでは保土ケ谷営業所、綾瀬営業所が新設された。また経済成長の波に乗って観光バス事業も伸び、観光バス営業所や観光案内所も新設されている。
1970年代に入ると、鉄道に比べて早く終わる最終バスの時刻延長を望む声に対し、深夜バスの運行が開始された。また乗合バスの塗色がデザインが複雑で塗装工程が多く、なおかつ退色が早く維持費がかさむなどの欠点があったため、経費削減とイメージアップを図るべく、アイボリーホワイト地に2色の緑の帯の新しいデザインを採用した。その他、高校進学率が高まるにつれて中卒者を採用していたバス車掌の採用者数も少なくなっていたため、車掌を廃止し、誘導員を添乗させ必要に応じて誘導する形となった。
1960年代から1970年代にかけては、相模鉄道が主導する形で横浜駅西口の開発が進められ、1962年には駅ビル「横浜ステーションビル」（のちの「横浜CIAL」）、1964年には「ダイヤモンド地下街」（のち「ザ・ダイヤモンド」に改称後、ジョイナスに統合）、1978年には「相鉄ジョイナス」が全館開業した。横浜駅西口の開発事業に伴い、相模鉄道の本社も新しく建設された相鉄ビルへ移転した。
また1976年には相鉄いずみ野線が開業し、相模鉄道にとっては大きな出来事となった。バス事業においても同1976年に東北・新潟方面へ「帰郷バス」を運行開始し、のちの高速バス事業参入への端緒となった。

### 相鉄バス設立後
戦後のバス事業再開後、相模鉄道直営のバス部門として半世紀余り事業を継続してきたが、経営効率化のために貸切バス事業を1997年（平成9年）、相模鉄道（当時）の子会社である相鉄自動車へ譲渡した（2009年3月に貸切バス事業から撤退）。
2001年（平成13年）に相模鉄道の分離子会社として相鉄バス株式会社が設立され、一部路線が譲渡された。他の路線は相模鉄道の社内カンパニー「自動車カンパニー」の管轄として残り、後年、相模鉄道が持株会社化して相鉄ホールディングスになった際にも変化がなかったが、2010年（平成22年）に残る全ての路線が相鉄ホールディングスから相鉄バスに譲渡された。

### 年表

#### 創業から終戦まで
- 1917年（大正6年）12月15日 - 神中軌道の設立登記[4]。
- 1918年（大正7年）1月4日 - 相模鉄道の設立登記[4]。
- 1919年（大正9年）6月10日 - 神中軌道、神中鉄道に商号変更[4]。
- 1926年（大正15年）
  - 10月9日 - 神中鉄道、乗合バス事業の認可を受ける[4]。
  - 12月1日 - 神中鉄道、星川停車場・西谷停車場を営業開始。鉄道との連絡輸送のため、星川停車場 - 省線横浜駅で乗合バスを運行開始[4]。
- 1929年（昭和4年）
  - 2月14日 - 神中鉄道、西横浜停車場を営業開始[4]。
  - 9月5日 - 神中鉄道、鉄道路線の開通に伴い乗合バス事業を中止[4]。
- 1935年（昭和10年）12月24日 - 相模鉄道、淵野辺 - 上溝 - 田名間、田名 - 橋本間の乗合バス路線を大谷仁三郎から譲受。相模原地区で乗合バス事業に進出。
- 1936年（昭和11年）
  - 1月15日 - 相模鉄道、省線八王子駅へ乗り入れ開始[4]。
  - 6月9日 - 相模鉄道、上溝 - 厚木間の乗合バス路線を愛高自動車商会から譲受[4]。
- 1939年（昭和14年）11月20日 - 神中鉄道の取締役社長に五島慶太が就任[4]。大東急の傘下に入る。
- 1941年（昭和16年）6月3日 - 相模鉄道の取締役社長に五島慶太が就任[4]。大東急の傘下に入る。
- 1942年（昭和17年）4月2日 - 相模鉄道、本社を東京市渋谷区大和田町5番地1号へ移転[4]。
- 1943年（昭和18年）4月1日 - 相模鉄道、神中鉄道を吸収合併[4]。本社を横浜市神奈川区南幸町1丁目107番地へ移転[4]。
- 1944年（昭和19年）
  - 3月20日 - 相模鉄道、相模原地区の乗合バス路線（上溝 - 厚木、淵野辺 - 上溝 - 田名 、田名 - 橋本）を、東海道乗合自動車（現：神奈川中央交通）へ譲渡[4][26]。乗合バス事業から撤退。
  - 6月1日 - 相模鉄道、相模線が国家買収される。
  - 7月17日 - 相模鉄道、本社を横浜市西区高島通2丁目30番地へ移転[4]。

#### 戦後 - 1950年代
- 1949年（昭和24年）12月27日 - 相模鉄道、乗合バス事業を再発足。バス路線免許（二俣川 - 保土ケ谷区岩井町）取得[4]。
- 1950年（昭和25年）
  - 6月6日 - 乗合バス二俣川営業所を新設[4]。バス路線免許（本厚木駅 - 横浜駅 - 桟橋入口）取得[4]。なお本厚木駅へは、神中鉄道時代から鉄道路線が乗り入れていた（1964年11月5日に相鉄本線の乗り入れ廃止[4]）。
  - 6月20日 - 乗合バス事業を再開[4]。二俣川 - 保土ケ谷間で路線開業[4]。
- 1952年（昭和27年）
  - 6月27日 - 貸切バス事業を開始[4]。乗合バス二俣川営業所に観光バス二俣川営業所を併設[4]。
  - 7月8日 - バス路線免許（横浜駅東口 - 和田町 - 二俣川駅）取得[4]。
  - 9月25日 - 自動車整備業の認可を受ける[4]。
- 1953年（昭和28年）8月10日 - バス路線免許（相模大塚駅 - 飛行場正門）取得[4]。
- 1954年（昭和29年）
  - 6月1日 - 観光バス東京営業所を事業部東京営業所内に新設[4]。
  - 7月15日 - 観光バス東京営業所を営業開始[4]。
  - 12月25日 - バス路線免許（市沢町 - 藤棚 - 桟橋入口）取得[4]。
- 1955年（昭和30年）
  - 5月4日 - バス路線免許（二俣川駅 - 保土ケ谷駅東口 - 桟橋入口）取得[4]。
  - 7月5日 - バス路線免許（二俣川駅 - 保土ケ谷駅西口 - 横浜駅西口）取得[4]。
- 1956年（昭和31年）
  - 1月15日 - 観光バス東京営業所を後楽園前へ移転、東京観光案内所を新設[4]。
  - 3月28日 - 乗合バス二俣川営業所相模大塚車庫を新設[4]。
  - 5月18日 - 定款を一部変更し、事業目的に旅行斡旋業を追加[4]。
  - 9月1日 - 観光バス横浜営業所を新設。
  - 9月8日 - バス路線免許（三ツ境駅 - 南瀬谷小学校）取得[4]。
- 1957年（昭和32年）
  - 2月6日 - バス路線免許（三ツ境 - 相沢 - 細谷戸第3）取得[4]。
  - 5月31日 - バス路線免許（二俣川駅 - 黄金町 - 桜木町駅、美立橋 - 黄金町 - 桜木町駅）取得[4]。
  - 12月5日 - 乗合バス三ツ沢営業所を新設[4]。
- 1958年（昭和33年）

  - 2月14日 - バス路線免許（市沢町 - 和田町駅 - 横浜駅西口）取得[4]。
  - 3月25日 - バス路線免許（横浜駅西口 - 和田町 - 二俣川駅）取得[4]。
  - 4月17日 - バス路線免許（鶴ヶ峰駅 - 大池 - 中山駅）取得[4]。
  - 9月16日 - バス路線免許（横浜駅西口 - 三ツ沢西町 - 保土ケ谷ゴルフ場）取得[4]。
  - 10月30日 - バス路線免許（横浜駅西口 - 宮田町 - 横浜駅西口）取得[4]。
  - 12月20日 - バス路線免許（横浜駅西口 - 岸根町）取得[4]。
- 1959年（昭和34年）
  - 2月1日 - 社名略称を「相鉄」、英文略称「STK」とし、社紋を制定する[4]。
    - 当時は私鉄の英文略称をアルファベット3文字とすることが流行しており、旧大東急系の事業者では、東京急行電鉄の「TKK」をはじめ、小田急電鉄の「OER」、京王帝都電鉄の「KTR」、京浜急行電鉄の「KHK」などがあった。バス専業事業者でも国際興業バスが「KKK」の略称を長年使用していた。

  - 7月7日 - 乗合バス二俣川営業所相模大塚車庫を独立させ、乗合バス大和営業所・観光バス大和営業所とする[4]。
  - 12月1日 - バス路線免許（海老名駅 - 用田橋 - 相模線門沢橋駅）取得[4]。

#### 1960年代
- 1960年（昭和35年）
  - 3月5日 - 溝の口観光案内所を新設[4]。
  - 5月1日 - 観光案内所を横浜観光案内所に改称[4]（溝の口観光案内所を新設したため）。
  - 6月3日 - バス路線免許（海老名駅 - 深谷小学校前）取得[4]。
  - 9月30日 - バス路線免許（大和駅 - 草柳 - 日飛工場、大和駅 - 光ヶ丘 - 東門基地）取得[4]。
  - 12月27日 - バス路線免許（横浜駅西口 - 三枚町 - 小机駅）取得[4]。
- 1961年（昭和36年）
  - 4月5日 - 観光バス川崎営業所（溝の口）を新設[4]。
  - 8月29日 - 万騎が原団地開発・分譲に伴い、バス路線免許（二俣川駅南口 - 万騎が原循環、二俣川駅北口 - 万騎が原循環）取得[4]。
  - 8月31日 - 都内におけるタクシー・ハイヤー事業の営業免許を受ける[4]。
  - 9月7日 - バス路線免許（東原 - 三ツ境駅 - 運上野）取得[4]。
  - 9月25日 - バス路線免許（瀬谷駅 - 下瀬谷）取得[4]。
  - 12月13日 - 前日（12月12日）竣工した相鉄ビルへ本社を移転。所在地は横浜市西区北幸1丁目6番地[4]。
  - 12月16日 - 自動車部にハイタク事務所を新設、タクシー・ハイヤー事業に進出[4]。
  - 12月25日 - 乗合バス保土ケ谷営業所を新設[4]。二俣川営業所を保土ケ谷営業所二俣川出張所に格下げ[4]。
  - 12月25日 - 観光バス東京営業所を立会川へ移転。東京観光案内所を新設[4]。
  - 12月25日 - 観光バス横浜営業所を西区南幸へ移転[4]。
- 1962年（昭和37年）
  - 3月28日 - バス路線免許（横浜駅西口 - バイパス - 戸塚駅）取得[4]。
  - 4月5日 - バス路線免許（横浜駅西口 - 三ツ沢グランド前、横浜駅西口 - 和田町 - 大池、相模大塚駅 - 鶴間駅）取得[4]。
  - 4月13日 - バス路線免許（相模大塚駅 - 相武台前駅、相模大塚駅 - 日産前、相模大塚駅 - 厚木ナイロン - 本厚木駅）取得[4]。
  - 4月19日 - バス路線免許（海老名駅 - 倉見駅 - 寒川駅、海老名駅 - 倉見駅）取得[4]。
  - 4月24日 - バス路線免許（横浜駅西口 - 釜台 - 和田町駅）取得[4]。
  - 5月28日 - バス路線免許（横浜駅西口 - 三枚町 - 鴨居駅）取得[4]。
  - 6月2日 - バス路線免許（横浜駅西口 - 保土ケ谷駅東口 - 児童遊園地、横浜駅西口 - 元久保町 - 桜木町駅）取得[4]。
  - 7月7日 - バス路線免許（横浜駅西口 - 三枚町 - 上星川駅）取得[4]。
  - 9月1日 - 観光バス東京営業所（立会川）を観光バス城南営業所に改称[4]。観光バス川崎営業所を観光バス溝の口営業所に改称[4]。観光バス横浜営業所を観光バス神奈川営業所に改称[4]。
  - 10月1日 - 自動車部に設置したハイタク事務所を廃止、タクシー・ハイヤー事業を相鉄観光株式会社[注釈 3]へ譲渡[4]。
  - 11月23日 - 横浜駅西口に駅ビル「横浜ステーションビル」（のちの「シァル」）開業[4]。子会社の横浜ボーリングセンター（同年3月12日設立）がボウリング場「横浜ビルボウル」を同ビル内に開業[4]。
- 1963年（昭和38年）
  - 2月20日 - 乗合バスに自動ドア・シングルシートの新型車両を導入[4]（相模鉄道公式サイトでは「関東初の新型乗合バス」としている[4]）。
  - 3月1日 - 横浜駅西口地下街開業のため、横浜地下街株式会社を設立[4]。
  - 3月18日 - 横浜駅西口振興協議会を設立[4]。
  - 4月27日 - バス路線免許（横浜駅西口 - 池上小学校）取得[4]。
  - 5月15日 - 観光バス神奈川営業所を移転し、観光バス横浜営業所に再度改称[4]（名称を元に戻す）。同営業所に本社第2分室（自動車部）を置く[4]。
  - 6月25日 - 観光バス保土ケ谷営業所を新設[4]。
  - 6月26日 - 観光バス横浜営業所に、乗合バス横浜営業所（旧）を併設[4]。
  - 8月16日 - ワンマンバス運行開始（相模大塚駅 - 厚木飛行場正門）[4]。
  - 8月28日 - バス路線免許（二俣川駅 - 運転試験場 - 二俣川駅）取得[4]。
  - 9月30日 - バス路線免許（美立橋 - 保土ケ谷駅東口 - 桟橋入口）取得[4]。
  - 11月6日 - 相鉄自動車工業株式会社（同年3月25日設立）自動車整備工場が完成[4]。
  - 11月11日 - 相鉄大和ビル内の相髙ストア大和店に、大和観光案内所を新設[4]。
  - 11月14日 - バス路線免許（和田町駅 - 桜ケ丘 - 保土ケ谷駅東口）取得[4]。
  - 12月23日 - 観光バスにデラックスバスを導入[4]。
- 1964年（昭和39年）
  - 3月31日 - 保有バス車両が200台を越える（同日時点で203台）[4]。
  - 7月2日 - バス路線免許（横浜駅西口 - 千丸台団地）取得[4]。
  - 8月19日 - バス路線免許（横浜駅西口 - シルクセンター - 横浜駅東口、横浜駅西口 - 三ツ沢西町 - 釜台住宅第3、二俣川駅 - 南希望ヶ丘）取得[4]。
  - 9月18日 - 飯田町ビルを新築し、事業部東京営業所を移転[4]。
  - 10月3日 - 観光バス川崎営業所を川崎市鹿島田（現：川崎市幸区鹿島田）に新設し、観光バス溝の口営業所を廃止[4]。
  - 12月1日 - 横浜地下街株式会社、横浜駅西口に「ダイヤモンド地下街」を開業。横浜地下街観光案内所を新設[4]。
- 1965年（昭和40年）
  - 1月25日 - 三ツ境駅と瀬谷駅に乗合バス案内所を新設[4]。
  - 1月30日 - 貸切バス城南営業所（立会川）改築工事が完了[4]。
  - 2月8日 - バス路線免許（三ツ境駅 - 相沢 - 細谷戸第3、下瀬谷 - 瀬谷駅 - 細谷戸第3）取得[4]。
  - 3月 - 観光バスに初のセミデラックスバスを8台導入[4]。
  - 6月14日 - 観光バス横浜営業所を廃止[4]。
  - 7月1日 - 住居表示実施により、本社所在地が横浜市西区北幸一丁目3番23号となる（場所は変更なし）[4]。
  - 10月9日 - 乗合バス二俣川営業所を新設、保土ケ谷営業所二俣川出張所（旧：二俣川営業所）は廃止[4]。
  - 11月1日 - バス路線免許（相模大塚駅 - 日産食堂前）取得[4]。
  - 11月30日 - バス路線免許（横浜駅西口 - 和田町駅 - 西原住宅、和田町駅 - 三ツ沢西町 - 東神奈川駅 - 横浜駅西口、和田町駅 - 日本カーリット、和田町駅 - 市沢町）取得[4]。
  - 12月11日 - バス路線免許（海老名駅 - 才戸 - 寒川駅、富士見台 - 寒川駅）取得[4]。
  - 12月25日 - 二俣川乗合バス案内所を新設[4]。
- 1966年（昭和41年）
  - 1月25日 - バス路線免許（横浜営業所 - 三ツ沢グランド、横浜駅東口 - 高島桟橋）取得[4]。
  - 4月16日 - 前年に廃止した保土ケ谷営業所二俣川出張所（旧：二俣川営業所）を二俣川整備工場へ変更[4]。
  - 6月2日 - バス路線免許（海老名駅 - 国分寺台第7）取得[4]。
  - 7月27日 - バス路線免許（横浜駅西口 - 和田町 - 大池）取得[4]。
  - 12月7日 - 第三京浜道路開通（1964年）に伴い、バス路線免許（横浜駅西口 - 第三京浜 - 新開橋[注釈 4]）取得[4]。
- 1967年（昭和42年）
  - 3月3日 - バス路線免許（希望ヶ丘駅 - 南希望ヶ丘）取得[4]。
  - 5月25日 - バス路線免許（市沢町 - 横浜駅西口 - 桟橋入口）取得[4]。
  - 5月29日 - バス路線免許（横浜駅西口 - 横浜バイパス - 川上団地第2）取得[4]。
  - 10月26日 - バス路線（横浜駅西口 - 釜台 - 上星川）営業開始[4]。
  - 12月1日 - 横浜地区で、相模鉄道・横浜市営バス・神奈川中央交通の共通定期券制度を開始[4]。
- 1968年（昭和43年）
  - 3月30日 - 本社第2分室（自動車部、都市開発部）を第1建設ビルへ移転。所在地は横浜市神奈川区鶴屋町2丁目15-18[4]。
  - 4月11日 - 観光バスに初の冷暖房車でテレビ付きのセミデラックスバスを9台導入[4]。
  - 4月15日 - 観光バス川崎営業所（鹿島田）を廃止[4]。
  - 5月23日 - バス路線（二俣川駅南口 - 希望ヶ丘駅）営業開始[4]。
  - 6月16日 - 乗合バス西横浜営業所を新設[4]。
  - 6月16日 - 乗合バス三ツ沢営業所を貸切バス三ツ沢営業所に変更[4]。貸切バス保土ケ谷営業所を乗合バス保土ケ谷営業所に変更[4]。
  - 6月27日 - バス路線（二俣川駅南口 - 左近山第3）営業開始[4]。
  - 7月4日 - 二俣川乗合バス案内所に初の乗車券自動券売機を設置[4]。
- 1969年（昭和44年）
  - 7月10日 - バス路線（二俣川駅北口 - ニュータウン第5）営業開始[4]。
  - 12月19日 - バス路線（鶴ヶ峰駅 - 大池）営業開始[4]。

#### 1970年代
- 1970年（昭和45年）
  - 2月12日 - バス路線（海老名駅 - 国分寺台第12）営業開始[4]。
  - 5月20日 - 観光バスに神奈川県内では初となるサロンバスを導入[4]。
  - 6月16日 - 乗合バス横浜営業所（旧）を廃止し、西横浜営業所所属の鶴屋町操車場とする[4]。
  - 6月23日 - バス路線（横浜駅西口 - 新横浜駅）営業開始[4]。
  - 10月26日 - 鶴ヶ峰バスターミナルが完成[4]。
  - 12月1日 - バス路線（鶴ヶ峰駅 - 西ひかりが丘）営業開始[4]。
- 1971年（昭和46年）
  - 4月20日 - 観光バスに新型サロンバスを導入[4]。
  - 6月1日 - バス路線（鶴ヶ峰駅 - 二俣川駅北口）営業開始[4]。
  - 8月1日 - 新相鉄ビル（相鉄ジョイナス）、横浜駅部分が完成[4]。
  - 10月30日 - 新相鉄ビル、横浜高島屋部分が一部完成[4]。
  - 11月1日 - バス路線（鶴ヶ峰駅 - 旭台）営業開始[4]。
- 1972年（昭和47年）
  - 2月16日 - バス路線（三ツ境駅 - 金ヶ谷）営業開始[4]。
  - 4月15日 - 本社第2分室（事業部）を第1建設ビル別館へ移転[4]。
  - 4月22日 - 本社第1分室（自動車部、電車部、技術部）を横浜駅前ビルへ移転[4]。
- 1973年（昭和48年）
  - 1月16日 - バス路線（海老名駅 - 農大前）営業開始[4]。
  - 3月1日 - バス路線（二俣川駅北口 - 金ヶ谷）営業開始[4]。
  - 4月1日 - バス路線（大和駅 - ニュータウン南瀬谷）営業開始[4]。
  - 5月14日 - 新相鉄ビル、愛称を「相鉄ジョイナス」に決定[4]。
  - 9月1日 - 自動車部鶴屋町操車場、電車部かしわ台車両基地に社員食堂が完成[4]。
  - 10月10日 - 新相鉄ビル、横浜高島屋部分が完成[4]。
  - 10月20日 - 新相鉄ビルと国鉄横浜駅の地下連絡通路が完成[4]。
  - 10月29日 - 乗合バス綾瀬営業所を新設。大和営業所を廃止。
  - 11月19日 - 鉄道車両の塗色変更を決定[4]。
  - 11月20日 - 新相鉄ビル第1期工事完了、相鉄ジョイナスが開業[4]。
  - 12月1日 - 新相鉄ビル、地下2階部分が開業[4]。
- 1974年（昭和49年）
  - 2月16日 - バス路線（横浜駅西口 - 西菅田団地）営業開始[4]。
  - 3月31日 - 新相鉄ビル、地下1階部分が一部開業[4]。
  - 4月1日 - バス路線（海老名駅 - 小園団地 - 綾瀬車庫）営業開始[4]。
  - 4月18日 - 本社第1分室（自動車部、電車部、技術部）が相鉄ビルへ移転[4]。
  - 4月19日 - 本社第2分室（事業部）が相鉄ビルへ移転[4]。
  - 6月1日 - 新相鉄ビル、地下2階駐車場が完成[4]。
  - 7月10日 - バス路線（海老名駅 - 富士塚 - 深谷小学校）営業開始[4]。
  - 11月12日 - 相鉄新線の路線名が「いずみ野線」に決定、各駅名も決定される[4]。
- 1975年（昭和50年）
  - 5月29日 - 定款を一部変更。事業目的に物品卸売・販売業、駐車場施設の運営を追加[4]。
- 1976年（昭和51年）
  - 4月8日 - 相鉄いずみ野線（二俣川 - いずみ野）が開業[4]。
  - 4月19日 - いずみ野線開業に伴い、在来線の名称を「本線」とする[4]。
  - 4月23日 - 新相鉄ビル、第2期工事を開始（同年12月1日に駐車場部分が開業）[4]。
  - 6月8日 - 本社分室（都市開発部）を相鉄ビルへ移転[4]。これにより本社機能が相鉄ビルへ集約される[4]。
  - 10月1日 - バス路線（和田町駅 - 新桜ケ丘団地）営業開始[4]。
  - 12月29日 - 東北・新潟方面へ「帰郷バス」を運行開始[4]。高速バス事業への端緒となる。
  - 12月～1977年1月 - 寒川神社初詣バス（海老名駅 - 寒川神社）を運行開始[4]。
- 1977年（昭和52年）
  - 4月1日 - 初の深夜バス（鶴ヶ峰駅 -西ひかりが丘団地 ）を運行開始[4]。
  - 4月12日 - アイボリーホワイト地に緑の濃淡帯の新デザイン乗合バス15両が運行開始[4]。
  - 4月28日 - 観光バスにパノラマハイデッカー車を6台導入[4]（相模鉄道公式サイトでは「関東地区初」としている[4]）。
  - 7月1日 - バス路線（二俣川駅北口 - 旭高校入口）営業開始[4]。
  - 11月4日 - 自動車部、貸切バスの集客営業を再開[4]。
  - 12月1日 - 観光バス城南営業所（立会川）を、三ツ沢営業所所属の城南観光バスセンターとする[4]。
- 1978年（昭和53年）
  - 4月1日 - 自動車部、貸切バスにかかわる旅行斡旋業務を開始[4]。
  - 5月23日 - 新相鉄ビルが全館完成、「ジョイナスの森」がオープン[4]。
  - 6月16日 - 乗合バスで車掌を廃止[4]。運転士と車掌でのツーマン運行で残っていた路線では、誘導員をバスに添乗させて必要に応じて誘導する「ワンツーマン運行」を実施[4]。
  - 6月16日 - バス路線（相模大塚駅 - 南林間駅）営業開始[4]。
  - 9月18日 - バス路線（大和駅 - 草柳 - 桜ヶ丘駅西口）営業開始[4]。
- 1979年（昭和54年）
  - 9月 - 乗合バスに前扉ガラスを1枚化した新型車両を16台導入[4]。
  - 12月1日 - バス路線（海老名駅 - 綾瀬高校 - 綾瀬市役所、海老名駅 - 嫁ヶ久保 - 綾瀬市役所）営業開始[4]。

#### 1980年代
- 1980年（昭和55年）
  - 2月1日 - バス路線（海老名駅 - 富士塚 - 綾瀬車庫）営業開始[4]。
  - 6月 - 初のナローバス（中型車）を12台導入[4]。
  - 7月16日 - バス路線（海老名駅 - 国分寺台第12 - 吉岡芝原）営業開始[4]。
  - 10月1日 - 貸切バス、スーパーコーチ4両とスペシャル・スーパーコーチ2両登場[4]。
  - 10月1日 - バス路線（東戸塚駅 - 川上団地第1、東戸塚駅 - ソニー研究所前、東戸塚駅 - 横浜カントリー）営業開始[4]。
  - 12月29日 - バス路線（三ツ境駅 - 若葉台近隣公園前）営業開始[4]。
- 1981年（昭和56年）
  - 4月10日 - バス路線（海老名駅 - 釜田）営業開始[4]。
  - 4月 - 初の冷房付乗合バスを7台導入[4]。
  - 5月16日 - 乗合バス、横浜市内均一全線定期券制度を実施[4]。
- 1982年（昭和57年）
  - 5月13日 - 乗合バス小机線（横浜駅西口 - 小机駅）の西菅田団地乗り入れ開始[4]。
  - 9月1日 - バス路線（海老名駅 - 釜田 - 綾瀬市役所）営業開始[4]。
  - 9月21日 - 大型方向幕付き新型乗合バス4両導入[4]。
  - 10月15日 - 乗合バス保土ケ谷営業所を廃止[4]、二俣川整備工場を廃止[4]。
  - 10月16日 - 乗合バス旭営業所を新設、旭整備工場を併設[4]。
  - 11月30日 - 貸切バス城南観光バスセンターを廃止、東京地区から撤退[4]。
- 1983年（昭和58年）
  - 3月15日 - 貸切バス三ツ沢営業所を廃止[4]。
  - 3月16日、二俣川営業所に貸切バス部門を併設[4]。
  - 3月 - 乗合バス塗色変更により、全車両がグリーンバスとなる[4]。
  - 4月5日 - 中型貸切バス「ラウンジコーチ」2台導入[4]。
  - 5月30日 - バス路線（三ツ境駅 - 若葉台中央）営業開始[4]。
  - 6月13日 - バス路線（三ツ境駅 - ニュータウン南瀬谷循環、三ツ境駅 - ニュータウン南瀬谷）営業開始[4]。
  - 11月12日 - 三ツ境駅前広場バスターミナルを使用開始[4]。
- 1984年（昭和59年）
  - 3月25日 - バス路線（海老名駅 - 国分寺台第12 - 綾瀬市役所、海老名駅 - 早川 - 綾瀬市役所）営業開始[4]。
  - 5月14日 - バス路線（海老名駅 - かしわ台駅）営業開始[4]。
  - 7月1日 - 大型方向幕・冷房付ナローバスを4台導入[4]。
  - 12月23日 - バス路線（海老名駅 - 杉久保住宅 - 農大前）営業開始[4]。
  - 12月24日 - 国分寺台線で深夜バスを運行開始[4]。
- 1985年（昭和60年）
  - 4月8日 - バス路線（かしわ台駅 - 釜田 - 綾瀬市役所）営業開始[4]。
  - 6月16日 - 営業本部制を採用し、鉄道事業とバス事業をそれぞれ、鉄道営業本部・自動車営業本部とする[4]。
  - 9月16日 - バス路線（海老名駅 - 海老名総合病院）営業開始[4]。
- 1986年（昭和61年）
  - 3月16日 - バス路線（相模大塚駅 - 綾瀬車庫、相模大塚駅 - さがみ野駅 - 相武台前駅）営業開始[4]。
  - 4月1日 - 神奈川県内では初となる新型貸切バス車両「スーパーハイデッキ・ラウンジコーチ」を2台導入[4]。
  - 4月1日 - 乗合バスで、横浜市内共通回数券制度を実施[4]。
  - 6月21日 - 横浜市内観光専用バス「よこはまハイカラツアー」運行開始[4]。
  - 12月1日 - バス路線（かしわ台駅 - 市民文化センター前）営業開始[4]。
  - 12月16日 - 相模鉄道、相鉄鶴屋町ビルを取得[4]。
- 1987年（昭和62年）
  - 1月1日 - シンボルマークを制定・実施[4]。
  - 9月16日 - 乗合バス定期券を5駅（横浜、星川、二俣川、大和、海老名）で発売開始[4]。
  - 10月16日 - 相模鉄道自動車部、自動車総合管理システムの一部を稼働開始[4]。
- 1988年（昭和63年）
  - 7月19日 - 相鉄本社ビルが完成[4]。
- 1989年（昭和64年/平成元年）
  - 3月16日 - 相鉄ジョイナス1階に「貸切・高速バスセンター」を新設[4]。
  - 3月23日 - 高速バス・大阪線「ブルーライト号」運行開始[4]。夜行高速バスに参入。
  - 3月25日～10月1日 - 横浜博覧会「YES'89」参画・協賛[4]。会場へのシャトルバス運行を担当。相鉄では特別塗装の専用車両を用意した（博覧会終了後はGreenBox車として活用）。詳細は横浜博覧会#シャトルバスを参照。
  - 7月20日 - 高速バス・田沢湖線「レイク&ポート号」運行開始[4]。
  - 7月29日 - 高速バス・金沢線「ラピュータ号」運行開始[4]。

#### 1990年代
- 1990年（平成2年）
  - 5月31日 - 相模鉄道が大手私鉄として承認される[4]。
  - 7月27日 - 二俣川駅北口バスターミナルの使用を開始[4]。
  - 8月25日 - 乗合バス美立橋案内所を廃止[4]。
  - 10月19日 - 相鉄高速バスセンターを営業開始[4]。
  - 12月20日 - 夜行高速バス徳山線「ポセイドン号」運行開始[4]。
  - 12月20日 - 夜行高速バス高松線「トリトン号」運行開始[4]。
- 1991年（平成3年）
  - 4月5日 - 乗合バス車両の全車冷房化が完了[4]。
  - 6月27日～9月27日 - 相鉄観光株式会社[注釈 5]が横浜市内遊覧バス「横浜物語」を運行[4]。
  - 9月9日 - 鶴ヶ峰バスターミナルの使用を開始（横浜市が建設）[4]。
- 1992年（平成4年）
  - 7月1日 - 乗合バスに持参人式定期券を導入[4]。
  - 12月21日 - 旭営業所、西横浜営業所の乗合バスにバス共通カードを導入[4]。
- 1993年（平成5年）
  - 2月19日 - 乗合バス全営業所でバス共通カードを導入[4]。
  - 11月2日 - 高速バス新潟線「サンセット号」運行開始[4]。
  - 12月27日 - 相鉄バスカード「干支シリーズ」を発売[4]。
- 1995年（平成7年）
  - 10月10日 - アイドリングストップバスを2台導入[4]。
- 1996年（平成8年）
  - 3月27日 - 蓄圧式ハイブリッドバスを1台導入[4]。
- 1997年（平成9年）
  - 4月1日 - 貸切バス28台を相鉄自動車へ移管[4]。
  - 4月 - 乗合バスで「ちびっ子50円キャンペーン」を開始[4]。
  - 9月1日 - 乗合バスに近距離定期券を導入[4]。
  - 11月30日 - 乗合バス西横浜営業所を廃止（峰沢町に新設された横浜営業所へ移転）。
  - 12月1日 - 乗合バス横浜営業所を使用開始[4]（現在の横浜営業所[27]。鶴屋町の旧横浜営業所とは場所が異なる）。
- 1998年（平成10年）
  - 2月9日 - 公式ホームページ「相鉄オンライン」を開設[4]。
  - 12月25日 - 乗合バスに環境定期券を導入[4]。

#### 2000年代
- 2000年（平成12年）
  - 9月7日 - ニーリングバスを初導入、横浜・旭・綾瀬営業所へ各1台を配置[4]。
  - 12月1日 - 高齢者向けバス乗車券「ほほえみパス」を発売[4]。
  - 12月5日 - 相鉄トランスポート株式会社を設立[4]。
- 2001年（平成13年）
  - 1月21日 - ラッピングバス広告を開始[4]。
  - 2月15日 - 相模鉄道、希望退職者を募集[4]。
  - 4月4日 - 相鉄バス株式会社を設立[1][注釈 6]。資本金1,000万円。
  - 6月16日 - 相鉄バス株式会社、資本金を4,000万円に増資。
  - 10月9日 - ニーリング機能付きノンステップバスを初導入[4]。
  - 12月1日 - 相鉄バス株式会社、相模鉄道綾瀬営業所の譲渡を受けて営業開始[4]。相鉄バス綾瀬営業所が発足、バス事業の分社化が始まる。
- 2002年（平成14年）
  - 5月21日 - 高齢者向けバス乗車証「ほほえみ会員証」を発売[4]。
- 2003年（平成15年）
  - 8月30日 - 海老名市コミュニティバス国分ルートの試験運行開始[4]、相鉄バス株式会社（綾瀬営業所）が運行を受託[4]。
- 2004年（平成16年）
  - 4月1日 - 公式ホームページに「電車とバスの乗り継ぎ検索サービス」を導入[4]。
  - 10月 - 乗合バスに車両位置管理システムと車載無線機を導入[4]。
- 2005年（平成17年）
  - 7月20日 - 相鉄自動車、中距離高速バス「HIGHWAY CRUISER」二俣川駅 - 羽田空港線を運行開始[4]。空港連絡バスに参入。
  - 7月21日 - 相鉄自動車、中距離高速バス「HIGHWAY CRUISER」河口湖線を運行開始[4]。
  - 11月1日 - 綾瀬市コミュニティバス1号車 寺尾ルートの試験運行開始[4]、相鉄バス株式会社（綾瀬営業所）が運行を受託[4]。
- 2006年（平成18年）
  - 10月1日 - 相模鉄道が「鉄道安全管理規程」「自動車安全管理規程」を制定、相鉄バスが「安全管理規程」を制定[4]。
- 2007年（平成19年）
  - 3月18日 - 交通系ICカード・PASMOがサービス開始[4]。相模鉄道の鉄道全線に導入[4]。
- 2008年（平成20年）
  - 2月3日 - 相鉄バス綾瀬営業所の路線で、PASMOのサービスを開始。
- 2009年（平成21年）
  - 2月27日 - 相鉄自動車、貸切バス事業を日の丸自動車興業へ譲渡[4]。
  - 3月31日 - 相鉄自動車、高速バス事業を相鉄バス株式会社へ譲渡[4]。
  - 4月1日 - 相鉄バス株式会社、相鉄自動車から中距離高速バス「HIGHWAY CRUISER」2路線（二俣川駅 - 羽田空港線、河口湖線）を譲受[4]。
  - 4月1日 - 相鉄バス株式会社、相鉄バス二俣川営業所を新設[4]。
  - 5月1日 - 相鉄トランスポート株式会社、相鉄バス株式会社の管理運営事業を相模鉄道株式会社へ会社分割[4]。
  - 9月16日 - 相模鉄道株式会社、鉄道事業を相鉄準備会社株式会社へ会社分割[4]。相模鉄道株式会社（旧）を相鉄ホールディングス、相鉄準備会社株式会社を相模鉄道株式会社（新）へ商号変更[4]。持株会社制へ移行する。

#### 2010年代以降
- 2010年（平成22年）
  - 3月22日 - 相鉄バス株式会社、相鉄バス三ツ沢営業所を営業開始[4]。相鉄ホールディングス横浜営業所より、中型車路線（浜4系統 元久保町線、浜5系統 交通裁判所循環線）を譲受する。
  - 7月31日 - バス共通カードの取り扱いを終了。
  - 10月1日 - 相鉄ホールディングス、自動車事業（バス事業）を相鉄バス株式会社へ会社分割[4]。これにより、全てのバス事業が相鉄バス株式会社へ譲渡される[28]。バス事業の分社化が完了。
  - 10月4日 - 相鉄バス株式会社、三ツ沢営業所を廃止して横浜営業所へ統合[4]。相鉄バス三ツ沢営業所の所管路線を横浜営業所へ移管する[29]。
- 2011年（平成23年）
  - 1月24日 - 相鉄バス横浜営業所所管の浜16・浜19系統を二俣川営業所へ移管[30]。
- 3月 - 相鉄トランスポート株式会社を、相鉄グループの事業再編により相鉄ローゼンに統合[4]。
- 2012年（平成24年）
  - 3月30日 - 中距離高速バス「HIGHWAY CRUISER」海老名駅 - 羽田空港線を運行開始[4][31]。同時に二俣川駅 - 羽田空港線でもPASMO・Suicaが利用可能となる[32]。
  - 6月25日 - 相鉄バス二俣川営業所の所管路線（浜16・浜19系統）を横浜営業所へ移管[33]。あわせて二俣川営業所を廃止。[要出典]
  - 11月26日 - 相鉄バス横浜営業所で、浜20系統を新設して運行開始[34]。
- 2013年（平成25年）
  - 3月28日 - バスロケーションシステム「相鉄バスナビ」を旭営業所で導入。横浜営業所では7月18日、綾瀬営業所では11月1日に導入し、全営業所での導入を完了[35][注釈 7]。
  - 4月15日 - 相鉄バス横浜営業所の浜4系統「桜木町駅」路線を「保土ケ谷駅東口」に路線変更[36]。あわせて桜木町駅区間を廃止、廃止区間に乗継券制度を導入。
  - 10月1日 - 相鉄バスの協賛[注釈 8]により「SOTETSU-CUP 綾瀬市少年野球大会」を開催[4]。
  - 12月16日 - バス停名の変更[38]。あわせて音声合成を変更。
- 2014年（平成26年）
  - 1月20日 - 相鉄バス横浜営業所の浜1系統に横浜車庫 - 新横浜駅間の子系統を新設[39]。また、綾瀬営業所で綾62系統の運行を開始するとともに綾瀬上原バス停を新設[40]。
  - 3月10日 - 相模鉄道公式キャラクター「そうにゃん」が登場[4]。相鉄バスのキャラクターとしても使用される。
  - 4月1日 - バス金額式IC定期券「トクトクていき」を発売[4]。
  - 7月7日 - 相鉄バス横浜営業所ダイヤ改正。あわせて浜1系統の横浜車庫 - 新横浜駅線を横浜駅西口 - 新横浜駅まで延伸[41]。空港リムジンバス海老名駅 - 羽田空港線の相鉄バス担当分を綾瀬営業所へ移管[42]。
  - 10月1日 - 株式会社キャピタルプロパティーズ、バス事業資産を相鉄バス株式会社へ会社分割[4]。
- 2016年（平成28年）
  - 11月1日 - 相模鉄道・相鉄バスの制服をリニューアル[43][44]。
- 2017年（平成29年）
  - 3月13日 - 一部路線で系統番号を変更。
  - 6月 - 乗合バス車両に白色LED行先表示器を導入[4]。
  - 12月18日 - 相鉄グループ創立100周年を迎える[4]。なお相鉄グループでは、1917年12月18日の相模鉄道株式会社（旧法人）設立総会開催[4]から数えて、この日をグループ創立100周年記念日としている。
  - 12月16日～12月25日 - 100周年記念の展覧会「いま・むかし・みらい大相鉄展」を開催[4]。会場は横浜高島屋で、相鉄バスに関する展示も行われた[45]。
- 2018年（平成30年）
  - 3月5日 - 相鉄バスの全営業所に女性乗務員専用施設を設置[4]。

## 運賃・乗車券類
一般路線バスの運賃支払い方法は、綾瀬営業所担当路線の一部が後払いで、後払い方式の系統ではLED式方向幕に「後払」を表示している。後払い路線は前乗り前降り方式（海老名駅バス停のみ中ドアから乗車）となっている。それ以外の路線は先払いとなっている。なお全ての営業所で行先によって運賃が異なる路線があり、該当路線では先払いの時に乗務員に行先を告げる必要がある。
回数券が発売されている一日乗車券は発売されていない。
支払いは現金のほか、交通系ICカードPASMO・Suicaと交通系ICカード全国相互利用サービス対応カードが利用でき、一般路線はPASMO・Suicaのバス利用特典サービス（バス特）の対象である。IC運賃が設定されており、交通系ICカード乗車券と現金では運賃が異なり、ICカードでの支払いは1円単位で差し引かれる。高速バス（羽田空港線を除く）では交通系ICカードを利用できない。
また、相鉄ホールディングス（旧：相模鉄道）の株主優待乗車券も利用できる。ただし株主優待乗車券では高速バス・深夜急行バスを利用できない。
以下のような定期券や割引制度がある。
トクトクていき（2021年11月30日をもって販売終了）
2014年4月1日から発売を開始した金額式定期券。大人トクトクていき（大人通勤）、学生トクトクていき（大人通学）、こどもトクトクていき（小児）の3種類があり、有効期間は1ヶ月と3ヶ月の2種類。大人トクトクていきでは、記名式の他に持参人式 の選択が可能。
大人トクトクていき、学生トクトクていきは片道運賃額180円から360円まで設定があり、券面に記載の片道運賃額以内であればどの区間でも乗車でき、片道運賃額を超える区間を利用の場合はその差額の精算のみで利用できる。片道運賃額360円のトクトクていきを購入した場合、相鉄バス全線定期券として全ての一般路線で利用可能となる。こどもトクトクていきは片道運賃に関わらず一律料金での発売で、同じく一般路線全線で利用可能。深夜バスは本券を提示の上、深夜運賃の半額が別途必要（この場合もICカードと現金とでは支払額が異なる）。ただし電車線（相鉄線）、横浜駅 → 海老名駅間の深夜急行バスと各高速バス、海老名市・綾瀬市コミュニティバス、初詣輸送などの特別便には適用されない。
発売は相鉄バス営業所、案内所及び相鉄線の主要駅(横浜駅、二俣川駅、三ツ境駅、海老名駅)で行っており、大人トクトクていきの持参人式は、営業所及び案内所のみ発売。
ICトクトクていき
2018年3月18日から発売を開始したIC型金額式定期券。IC大人トクトクていき（大人通勤）、IC学生トクトクていき（大人通学）、ICこどもトクトクていき（小児）の3種類があり、有効期間は1ヶ月、3ヶ月および6ヶ月の3種類。記名式のみで持参人式は無い。
相鉄バス定期券情報を、交通系ICカードに記録する形で販売するもので、鉄道線のIC定期券と一体とできる代わりに券面にはバスの定期券情報は記載されない。このため定期券購入時に発行される「IC定期券内容控」を一緒に携帯する必要がある。
利用方法や発売箇所はトクトクていきと同じだが、片道運賃額を超える区間を利用した時の差額や深夜バス利用時の深夜運賃の半額分は、ICカードに必要残額があればIC運賃で1円単位で自動的に引き落とされる。

なお2020年3月18日より、全ての券種について相鉄線全駅の自動券売機でも購入が可能となった。
区間式共通定期券
相鉄バスと神奈川中央交通が共同運行する116系統（三ツ境駅 - 若葉台中央）で利用可能な共通定期券。発行会社にかかわらず両社のバスに乗車できる。トクトクていきとは異なり他系統では利用できない。深夜バスでの取り扱いや発売箇所はトクトクていきと同様。
その他の共通定期券発行区間では（横浜駅 - 東泉寺前、海老名駅 - 寒川駅）相鉄バスでの発売は行っていない。その他の系統の区間式定期券は2014年3月31日をもって発売を終了し、その後はトクトクていきでの発売となる。
ほほえみ会員証
65歳以上の人が相鉄バスの路線バスを使うときに1乗車100円で乗車できる会員証。3000円券と5000円券の2種類があり、後者の方が有効期間が長い。ただし、電車線（相鉄線）、横浜駅 → 海老名駅間の深夜急行バスと各高速バス、海老名市・綾瀬市コミュニティバスには適用されない。神奈川中央交通の「かなちゃん手形」に類似した制度で、神奈川県では敬老パスを発行していないことから設定されている（横浜市は独自に敬老パスを発行している）。
環境定期券
相鉄バスの通勤定期券を持つ利用者を対象とし、土日祝日、お盆休みと年末年始にその家族・親族が同伴でバスを利用する場合に同伴者の運賃を1乗車100円(子供は50円)とする制度。また、通勤定期券所持者が定期券の額面表示以外の区間を乗車する場合にも適用される。なお、深夜バスは2倍の運賃(大人200円、子供100円)で利用できる。ただし、大人トクトクていきの本人分(区間外乗車・差額での対応)、電車線（相鉄線）の定期券、通学定期券やほほえみ会員証は対象外で、横浜→海老名間の深夜急行バス、各高速バスと海老名市・綾瀬市コミュニティバス、初詣輸送などの特別便にも適用されない。
ちびっ子50円キャンペーン
小学生以下の子供を対象に、ゴールデンウィークと公立学校の休業日の期間に1乗車につき現金50円で乗れるキャンペーン。
相鉄バスの乗合バスであれば系統・区間問わず運賃支払い時にキャンペーン利用の旨を申し出ることで適用される。ただし以下の条件がある。
- 適用されるのは現金払いの場合のみで、PASMO・Suica等の交通系ICカードや回数券での利用は対象外となる
- コミュニティバス、深夜急行バス、高速バス、空港リムジンバスは対象外である
- 他社バスとの共同運行区間（横浜駅西口～東泉寺前、三ツ境駅～若葉台中央、海老名駅～寒川駅）では、相鉄バスでの利用時のみ対象となる

近距離定期券(販売終了)
横浜駅、星川駅、和田町駅、上星川駅、鶴ヶ峰駅、二俣川駅、保土ケ谷駅から概ね2kmのバス停まで、相鉄バス全路線で有効の定期券。いずれも片道運賃は横浜市内均一運賃220円（IC216円）だが、トクトクていきの220円区間券と比べて割安となっている。深夜バスでの取り扱いや発売箇所はトクトクていきと同様。すでに発売を終了している。
乗継券制度 (2021年1月1日付で廃止)
2013年4月15日より路線変更した浜4系統と旭4系統桜木町駅方面間をまたぐ利用に関して新設された制度。横浜駅西口方面から乗車時に運転士に申し出ると車内で乗継券が発行され、保土ケ谷駅東口まで乗車した後、旭4系統の桜木町駅行きに乗車する際に運賃箱に乗継券を入れるようになっている。また、桜木町駅→横浜駅西口間の逆ルートでも乗継券は発行される。ただし旭4系統の美立橋 - 保土ケ谷駅東口 - 横浜駅西口間は乗継券の利用が不可となっている。

## 現行路線
担当営業所ごとに系統番号順、方面別で記述する。各路線とも、担当営業所の略号+数字の組み合わせによる系統番号を付与（一部例外あり）。

### 横浜営業所担当路線
横浜車庫に入る路線は2つ存在し、1つめは峰沢団地前方面の浜13系統（横浜車庫方面）・浜20系統（新桜方面）で、2つめは片倉町入口方面の浜7系統（三ツ沢方面）・浜11系統（横浜車庫方面）・浜44系統（横浜車庫方面）である。それ以外の路線は横浜車庫を通過する。なお、峰沢団地前のバス停は横浜駅西口方面より離れた場所に設置している。（横浜車庫方面専用バス停留所で本数は比較的少ない）

#### 浜1系統
- 浜1 横浜駅西口 - 三ツ沢総合グランド入口 - 東泉寺前 - 西菅田団地
- 浜1 横浜駅西口 - 三ツ沢総合グランド入口 - 東泉寺前 - 西菅田団地 - 道路碑 - 小机駅（平日のみ）
- 浜1 横浜駅西口 - 三ツ沢総合グランド入口 - 東泉寺前 - 西菅田団地 - 道路碑 - 小机駅 - 新横浜駅

横浜駅西口から三ツ沢総合グランド入口、羽沢団地前、西菅田団地を経由して小机駅へ向かう路線。三枚町までは浜13と同じルート。東泉寺前までは浜44・83と同じルート。西菅田団地停留所は横浜市営バス12・36・295・326【急行】系統の同名停留所とは別位置で、両バス停間は徒歩で約10分程度離れている。折返し場がある（菅田の丘小学校が近くにあったが、2024年5月7日に旧・池上小学校跡地へ移転された。）平日ダイヤのみ横浜駅西口 - 西菅田団地 - 小机駅間の便が1日7本運行される。
2014年7月7日ダイヤ改正で横浜駅西口 - 小机駅から延伸され新横浜駅までの路線とされた。横浜駅西口行きは小机駅のロータリーには入らず、小机駅行きのみ駅ロータリーに入る。1日6本運行される。
2024年6月1日には「池上小学校下」から「菅田の丘小学校下」へ改称された。
なお西菅田団地 - 横浜駅西口と西菅田団地 - 新横浜駅区間は横浜市営36系統・295系統も走行しており、こちらは横浜市営バス道路碑前で左折し、菅田道路を経由して横浜駅西口と新横浜駅を走行している。

#### 浜4系統
- 浜4 横浜駅西口 - 鶴屋町三丁目 - 洪福寺 - サンモール西横浜 - 元久保町 - 岩井町 - 岩井町坂上 - 保土ケ谷橋 - 保土ケ谷駅東口

横浜駅西口第2のりばから発車し、狭隘道路を走行してサンモール西横浜、元久保町地区を経由する。2013年4月15日のダイヤ改正および路線変更で元久保町から岩井町、岩井町坂上、保土ケ谷橋を経由して保土ケ谷駅東口に向かうルートに変更。狭隘区間を走行するため中型車を使用。

#### 浜5系統
- 浜5 横浜駅西口→三ツ沢総合グランド入口→三ツ沢西町[※ 1]→交通裁判所→宮田中学校前→洪福寺→楠町→鶴屋町三丁目→横浜駅西口（平日）
- 浜5 横浜駅西口→三ツ沢総合グランド入口→三ツ沢西町[※ 1]→交通裁判所→宮田中学校前→洪福寺→楠町→横浜駅西口第2バスターミナル（土曜・休日）
- 浜5 横浜駅西口→三ツ沢総合グランド入口→三ツ沢西町→交通裁判所→宮田中学校前→洪福寺（夜間のみ）

1. 1 2  朝に始発あり。

横浜駅西口から三ツ沢西町まで北上した後、岡沢町から交通裁判所を経由し、宮田町まで狭隘道路を走行、楠町経由で横浜駅西口に戻る循環路線。鶴屋町三丁目停留所は平日のみ経由し、土曜と休日は同停留所を経由せずに横浜駅西口第2バスターミナルに到着する。朝・夜間には三ツ沢西町始発便や洪福寺止まり便が運行されている。狭隘区間を走行するため中型車を使用。

#### 浜7系統
- 浜7 横浜駅西口 - 三ツ沢総合グランド入口 - 横浜車庫

横浜駅西口発着路線の出入庫路線。大型車、中型車ともに充当。ニッパツ三ツ沢球技場での試合開催日は開催時間に合わせて臨時便を増発する。
横浜駅西口 - 片倉町入口間は浜1・13・44・83系統と同じルートで運行している。片倉町入口のバス停を出てすぐに左折し横浜車庫へと向かう（峰沢団地前は通らない）。

#### 浜10系統
- 浜10 横浜駅西口→三ツ沢総合グランド入口→岡沢町→横浜国立大学正門前→国大中央→国大西→国大中央→大学会館前→国大南門→常盤台住宅→横浜新道→岡沢町→三ツ沢総合グランド入口→横浜駅西口（平日のみ）
- 浜10 横浜駅西口→三ツ沢総合グランド入口→岡沢町→横浜国立大学正門前→国大中央→国大西→国大中央→大学会館前→国大南門→常盤台住宅→横浜新道（平日3便のみ）
- 浜10 国大西→国大中央→大学会館前→国大南門→常盤台住宅→横浜新道→岡沢町→三ツ沢総合グランド入口→横浜駅西口（平日のみ）

横浜市営バス201・329系統とともに横浜国立大学の構内に入る路線で、平日のみ運行される。一方循環路線にあたり大学構内では往復通過経路もある。
オープンキャンパスなど横浜国立大学でイベントが開催される際に、臨時の直行バスを運行する場合がある。その際には通常使用される浜10系統の行先表示ではなく、専用の行先表示が使用される。

#### 浜11系統
- 浜11 横浜駅西口 - 三ツ沢総合グランド入口 - 峰沢町 - 釜台住宅第1 - 釜台住宅第3 - 常盤園入口 - 上星川駅
- 浜11 横浜駅西口 - 三ツ沢総合グランド入口 - 峰沢町 - 釜台住宅第1 - 釜台住宅第3
- 浜11 横浜車庫 - 峰沢町 - 釜台住宅第1 - 釜台住宅第3 - 常盤園入口 - 上星川駅

横浜駅西口から三ツ沢総合グランド入口を経由して釜台住宅第3、上星川駅に至る路線で、上星川駅発着便は「釜台経由」と案内される。日中時間帯は1時間に3 - 4本の運行で、うち2本が釜台住宅第3で折り返す。運行本数は浜5系統と同じく比較的多い。平日には横浜駅西口 - 釜台住宅第3 - 常盤園入口 - 上星川駅の深夜バスも運行される。また、釜台、上星川方面から横浜西口に向かうバスは2020年10月19日より保土ケ谷中央病院の正面玄関を経由するようになった。2023年10月1日のダイヤ改正で平日最終便は横浜駅西口 - 釜台住宅第3の深夜バスの設定が再開された。
一部便は横浜車庫 - 釜台住宅第1 - 上星川駅の運行となっている。

#### 浜13系統
- 浜13 横浜駅西口 - 三ツ沢総合グランド入口 - 峰沢団地前 - 羽沢 - 七里堰 - 川島住宅 - 上星川駅
- 浜13 横浜車庫 - 峰沢団地前 - 羽沢 - 川島住宅 - 上星川駅

横浜駅西口から三ツ沢総合グランド入口を経由して三枚町まで北上してから羽沢、七里堰、川島住宅を経由して上星川駅に至る路線（三ツ沢総合グランド入口 - 三枚町までの区間は浜1・44・83と同じルート）。横浜駅西口と上星川駅を結ぶ系統は浜13系統以外に、浜11系統があるが、前者は「三ツ沢グラウンド・羽沢経由」、後者は「釜台経由」と案内される。
横浜駅西口 - 三ツ沢総合グランド入口 - 片倉町入口間は浜7と同じ経路を運行する。一部便は横浜車庫 - 羽沢 - 上星川駅の運行となっている。

#### 浜16・浜19系統
- 浜16 横浜駅西口 - 洪福寺 - 大門通 - 星川駅 - 和田町駅 - 浄水場前 - 市沢町 - 西原住宅入口 - 西原住宅
- 浜16 星川駅 - 浄水場前 - 市沢町 - 西原住宅入口 - 西原住宅
- 浜16 星川駅 - 浄水場前 - 市沢町 - 西原住宅入口 - くぬぎ台団地入口 - 鶴ヶ峰駅南口（平日日中のみ）
- 浜19 星川駅 - 浄水場前 - 市沢町 - 新桜ヶ丘団地

浜16・浜19系統は、星川駅方面から西谷浄水場、市沢町を経て、西原住宅・鶴ヶ峰駅・新桜ケ丘団地へ至る路線。以前は和田町駅を中心として運行されていたが、2022年4月1日の星川駅駅前広場完成に伴い、星川駅を拠点とする運行形態に変更された。一時期は二俣川営業所が担当していたが、同営業所の廃止により再び横浜営業所に移管された路線である（系統番号の頭文字は二俣川営業所時代も「浜」だった）。
浜16系統は、横浜駅西口第3バスターミナルを起点に、鶴屋町三丁目、洪福寺、星川駅、和田町駅、市沢町を経て西原住宅に至る路線。坂本町(上星川駅付近)までは相鉄線とほぼ並走している。主力となるのは星川駅 - 西原住宅間で、日中を中心に毎時1本の横浜駅西口発着便が加わる。また平日日中は、旭区役所アクセス路線として星川駅から鶴ヶ峰駅南口へも運行しており、市沢町～鶴ヶ峰駅南口は旭1系統と平行して運行している。
2022年4月1日より、鶴ヶ峰駅バスターミナル発着から鶴ヶ峰駅南口発着に短縮されている。
2017年の横浜駅西口バスターミナル再編に伴い、横浜駅西口の乗場が第2バスのりばから第3バスのりば(天理ビル前)に変更された。
浜19系統は、全便星川駅発着で、市沢町まで浜16系統と同じルートで運行した後、新桜ケ丘団地に至る路線。平日と土曜は深夜バスも運行している。

#### 浜17系統
- 浜17 東戸塚駅西口→ 横浜ゴルフ場下(側道)→ 藤塚町→ 富士見橋→ 栗の沢→ 星川ランプ→ 藤塚町→ 横浜ゴルフ場下(側道)→ 東戸塚駅西口
- 浜17 東戸塚駅西口→ 品濃町(側道)→ 横浜ゴルフ場下(側道)→ 今井町→ 藤塚町→ 星川ランプ（夜間のみ）
- 浜17 藤塚町→ 富士見橋→ 栗の沢→ 星川ランプ→ 藤塚町→ 横浜ゴルフ場下(側道)→ 品濃町(側道)→ 東戸塚駅西口 (朝のみ)

東戸塚駅西口と保土ケ谷区中西部(藤塚町・新桜ヶ丘団地・星川周辺)を結ぶ系統である。他系統同様に大型路線車 での運行だが、途中で有料道路の横浜新道を走行するのが特徴である。なお道路運送車両の保安基準第55条の特認を受けて、制限速度70km/hに対して60km/h以下で走行するため、立席でも乗車可能である。
もともとは、横浜駅西口 - 岡沢町- (横浜新道) - 歌舞伎台- 戸塚駅と、横浜駅西口 - 岡沢町- (横浜新道) - 品濃町 - 川上団地（→後の旭16系統）の系統である。1980年10月1日に東戸塚駅が開業したことで、横浜駅 - 戸塚駅の相鉄便は東戸塚駅発着に区間短縮された。東戸塚駅開業当初は西口駅前広場およびアクセス道路が未完成だったため、川上北小学校経由で東口に発着した。(1983年9月1日東戸塚駅西口バスターミナル開設に伴い移転)。
しかし当時の横浜新道は片側2車線であった上、保土ヶ谷トンネルを起因とする渋滞が慢性的に発生し、横浜駅西口発着便の定時性は低かった。加えて環状2号線等の道路整備が未完成であったため、特に朝夕ラッシュ時は一般道の渋滞も激しく、今井・藤塚・新桜ケ丘・法泉地域から保土ヶ谷・二俣川・和田町の各駅へ60分近くかかることも珍しくなかった。そうした中で当系統は、10数分で東戸塚駅へアクセスできること、最渋滞区間から外れており、なおかつラッシュ渋滞と逆方向であり定時性が高いことで利用率が高かった。旺盛な需要に応える形で、ソニー研究所前 - 東戸塚駅で設けられた区間便が基である。
折返しは当時、新保土ヶ谷インターチェンジ傍にあったソニー中央研究所の構内道路 を用いた。
1995年の藤塚インターチェンジ開設に伴い、ソニー研究所前での折返しができなくなったため、5月8日から同時期に横浜新道の藤塚IC～星川入口に沿って新設された側道を通って折り返す形となり、変則的な循環系統となった。
1999年4月5日、相鉄バスの大規模な系統改廃に伴い、横浜駅西口および川上団地発着便を廃止、続いて2003年3月28日、神奈中東11系統も東05系統とともに廃止された(神奈川中央交通戸塚営業所・舞岡営業所も参照）。
2004年、ソニー中央研究所の廃止に伴い、バス停名を「藤塚町」に改称。
2016年2月8日より新道の経路を「川上IC～藤塚IC・星川入口」から「今井IC～藤塚IC・星川入口」に、「横浜ゴルフ場下」「品濃町」各停留所が新道上から側道上にそれぞれ変更する形で、大半が旭17系統へ置き換えられた。運行本数は1時間に3本程度で、朝には藤塚町始発便（星川ランプ経由）が運行される。
2016年7月4日より、ダイヤはそのままに、担当営業所が旭営業所から横浜営業所へと変更となったため、系統番号も旭17→浜17に変更された。
2024年11月30日より、夜間のみ星川ランプ止まりが新設された。

#### 浜20系統
- 浜20 横浜車庫 - 羽沢 - 環2市沢下町 - 新桜ヶ丘団地（1日1往復のみ）

2012年11月26日ダイヤ改正で新設された。毎日1往復のみの運行であるが、川島住宅 - 環2市沢下町間は新規に路線免許を取得した区間で、この系統が唯一の路線バスである。

#### 浜44系統
- 浜44 横浜駅西口 -  三ツ沢総合グランド入口 -  三枚町 -  八反橋 -  羽沢団地前 -  三ツ沢総合グランド入口 -  横浜駅西口
- 浜44 横浜駅西口 -  三ツ沢総合グランド入口 -  三枚町 -  八反橋 -  羽沢団地前 -  横浜車庫
- 浜44 横浜車庫 -  三枚町 -  八反橋 -  羽沢団地前 -  三ツ沢総合グランド入口 -  横浜駅西口

1954年5月に横浜市営バスの路線として開業。長者町5丁目始発・八反橋経由の六角橋行として運行していた当時の横浜市営バス1系統の末端区間であった三枚町-六角橋間を引き継ぎ、さらに六角橋側を当時市役所があった二ツ谷町まで延伸して、横浜市営バス初代の44系統が誕生した。1956年には両端の終点をそれぞれ横浜駅西口まで延伸して循環路線となった。
1969年7月ごろ、東側区間(横浜駅西口→二ツ谷町→六角橋→片倉町→菅田町入口)を廃止し、八反橋を目的地とするP型の循環線となった。これ以降、ほぼ現在の運転経路と同じ区間になり2022年9月まで53年間にわたり横浜市営バスの路線として運行が行われた。
2022年10月1日より横浜市営バス浅間町営業所から移譲。午前は天屋先回り・午後は東泉寺前先回りの循環路線。また、横浜市営バス担当時代に深夜最終一部の便にあった八反橋止まりが当営業所への移譲時に廃止され、新たに横浜車庫発着便が新設された。

#### 浜83系統
- 浜83 横浜駅西口 - 三ツ沢総合グランド入口 - 東泉寺前 - 上菅田東部公園

1965年4月に横浜市営バスの路線として開業。横浜駅西口から旭硝子への循環路線で、当時のルートは横浜駅西口-岡野町-三ツ沢グランド-片倉町入口-東泉寺前-旭硝子-梅の木-上星川-岡野町-横浜駅西口となっており、三ツ沢グランド経由の便と上星川経由の便が運行されていた。旭硝子前バス停（当時）には折返し場があり、その前にはかつて旭硝子中央研究所があった。
1969年頃には上星川経由横浜駅方向のルートのみ、楠町経由に変更。1982年頃まで三ツ沢グランド-片倉町入口間は、途中の三ツ沢西町・三ツ沢上町(現在の峰沢入口)バス停にも停車していたが、翌83年頃に三ツ沢グランド入口交差点の立体交差(三ツ沢上町陸橋)が完成し、当時の44系統・八反橋循環とともにこの陸橋経由での運行に変更。それに伴い三ツ沢西町・峰沢入口は通過となった。
2000年頃から徐々に循環路線から旭硝子前終点の往復路線に変更され、主に三ツ沢グランド経由の便が多く運行されるようになった。上星川経由の便は最終的に1日1往復のみ（横浜駅西口発が朝1本・旭硝子前発が夜1本）となった。ルートは横浜駅西口-浅間下-浅間町車庫前-和田町-上星川-梅の木-旭硝子となっていた。なお、上星川経由の便については一時期浅間町車庫始発の便が運行されていた事があるが、旭硝子前バス停には停車せず一つ前の旭硝子入口バス停が終点となっていた。
2021年に旭硝子中央研究所が、横浜市鶴見区のAGC横浜テクニカルセンターに統合される形で移転し閉鎖された。これを受け、2022年9月末をもって上星川経由の便が廃止され全て三ツ沢グランド経由に変更となっている。翌10月に終点の旭硝子前バス停の名称が現在の上菅田東部公園に、一つ前の旭硝子入口バス停が神保境（じんぼざかい）に変更されている。
2023年10月1日より横浜市営バス浅間町営業所から移譲。横浜市営バス時代のルートを引き継いで三ツ沢総合グランド入口、東泉寺前を経由して上菅田東部公園へ向かう。終点の上菅田東部公園には折返し場があり、近くには上菅田特別支援学校がある。

### 旭営業所担当路線

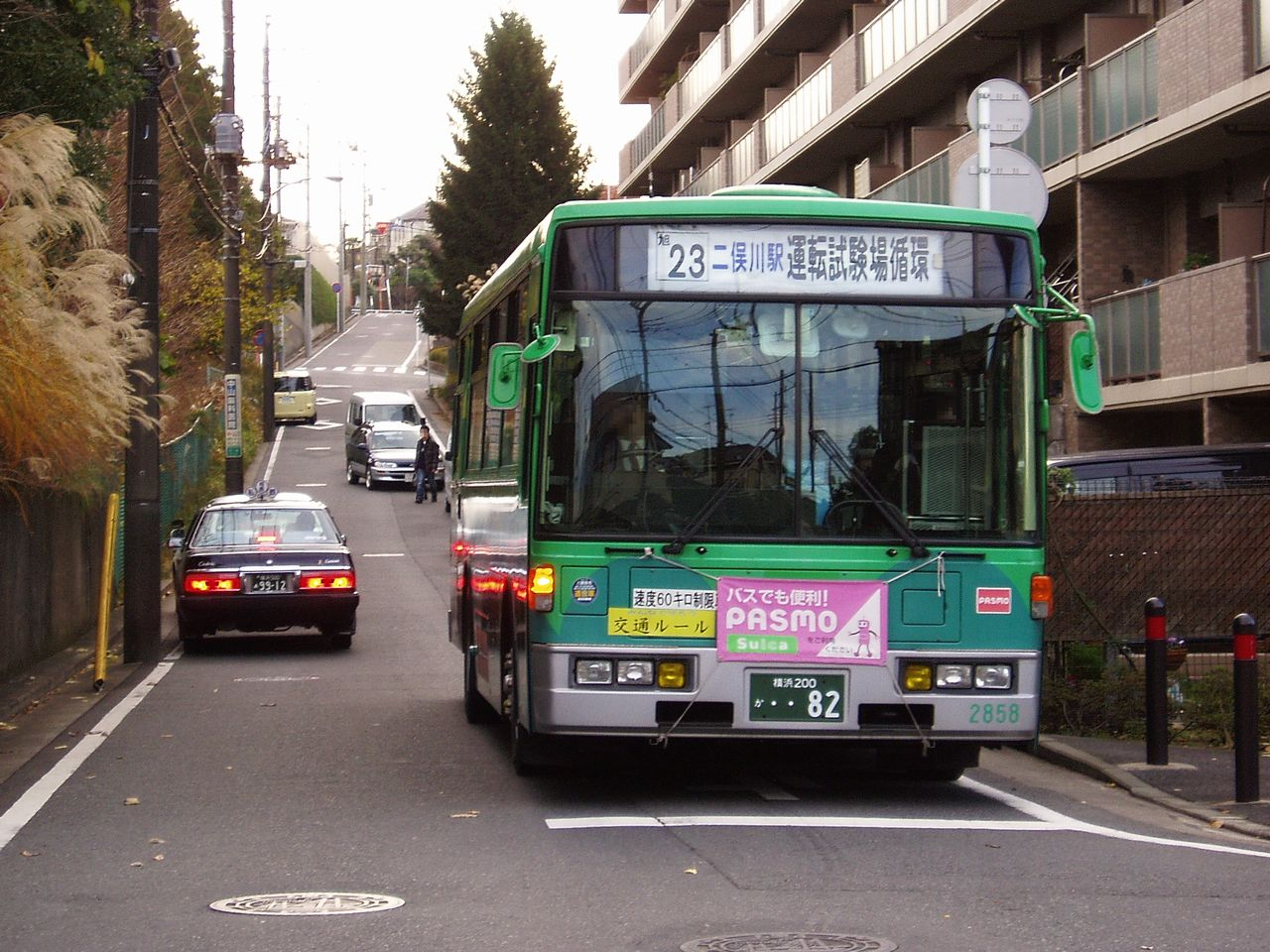
旭23 運転試験場循環

#### 旭1・旭2・旭6系統
- 旭1 二俣川駅南口 - 万騎が原大池 - 左近山第1…第5・第6
- 旭1 二俣川駅南口 - 万騎が原大池 - 左近山第1…第5
- 旭1 二俣川駅南口 - 万騎が原大池 - 左近山第1…第6 - 市沢町 - くぬぎ台団地入口 - 鶴ヶ峰駅南口 - 鶴ヶ峰駅（平日日中のみ）
- 旭2 二俣川駅北口 - （保土ヶ谷バイパス） - 南本宿インター前[※ 1] - 左近山第1…第5 - 左近山第6（平日朝夜・土曜深夜バスのみ）
- 旭2 二俣川駅北口 - （保土ヶ谷バイパス） - 南本宿インター前[※ 1] - 左近山第1…第5（平日朝のみ）
- 旭6 二俣川駅南口 - 万騎が原大池 - 左近山第1…第6 - 市沢団地入口 - 市沢町 - 環2市沢下町 - 新桜ケ丘保育園 - 横浜ゴルフ場下 - 東戸塚駅西口
- 旭6 左近山第1…第6 ←市沢団地入口 ←市沢町 ←環2市沢下町 ←新桜ケ丘保育園 ←横浜ゴルフ場下 ←東戸塚駅西口（日中・夜間・深夜バス）
- 旭6 二俣川駅南口→ 万騎が原大池→ 左近山第1…第6→ 環2市沢上町→ 新桜ケ丘保育園→ 横浜ゴルフ場下→ 東戸塚駅西口（平日朝のみ・一部左近山第1始発） (環状2号線直通)
- 旭6 左近山第5 - 左近山第6 - 環2市沢上町[※ 1] - 新桜ケ丘保育園 - 横浜ゴルフ場下 - 東戸塚駅西口 (環状2号線直通)
- 旭6 市沢小学校 - 市沢町 - 環2市沢下町 - 新桜ケ丘保育園 - 横浜ゴルフ場下 - 東戸塚駅西口（平日のみ）

1. 1 2 3  駅方向行きのみ停車。

二俣川駅と東戸塚駅から左近山方面に向かう系統群である。旭1系統の二俣川駅南口 - 万騎が原大池 - 左近山第5・6便、旭6系統の二俣川駅南口 - 左近山団地 - 市沢町 - 東戸塚駅西口便を主体としている。
もともと左近山団地へは二俣川駅から旭1・旭2の両系統がアクセスしており、旭6系統は環状2号線の開通に伴い、2001年4月に東戸塚駅西口 - 市沢小学校として開業した系統である。だが旭6系統は開業後間もなく、2001年12月より既存の旭1系統のコースと結び本数を増やし、現在の一体的な運行形態となった。
旭1系統は、二俣川駅南口から万騎が原大池を経由して左近山団地・鶴ヶ峰駅に至る路線。左近山第6折り返しが多いが、一つ手前の左近山第5発着も存在する。また平日日中は、旭区役所アクセス路線として、概ね毎時1本がさらに市沢町、くぬぎ台団地入口、鶴ヶ峰駅南口を経由して鶴ヶ峰駅バスターミナルまで運行している。なお、市沢町～鶴ヶ峰駅南口は浜16系統と、くぬぎ台団地入口～鶴ヶ峰駅南口は旭75系統とそれぞれ平行して運行している。
旭2系統は平日朝夜と土曜の深夜バスのみ運行。二俣川駅北口を発着とし、保土ヶ谷バイパスを走行して左近山団地へ直行する路線。旭1系統と異なり、万騎が原や南本宿交差点は経由しない。
旭6系統は前述の成り立ちから、東戸塚駅西口を起点と見た方が分かりやすい。東戸塚駅西口から市沢町、左近山団地を経由して二俣川駅南口へ至る路線。東戸塚駅西口から横浜ゴルフ場下までは浜17系統と同じルートで、そこから環状2号線を走行し、環2市沢下町交差点から市沢町へ向かい、市沢町から二俣川駅南口の間は旭1系統と同じルートである。地図でみるとよくわかるが、市沢町を経由するために新桜ケ丘保育園～左近山第6は、北方に大きく迂回する形となっている。
このため平日朝の二俣川駅南口・左近山第1発の便は、浜19系統の経路を一部用いて、市沢町非経由かつ左近山第6 → 環2市沢上町を直行する経路とし、その補完として市沢小学校発着便を運行して定時性を確保している。
またこの経路を用いて、市沢町非経由の左近山第5 - 東戸塚駅西口の便が運行される。これらの市沢町非経由の便では、行先表示や車内放送で「環状2号線直通」と案内される。
その他に、区間便として東戸塚駅西口発市沢町経由左近山第1止まりの便がある。
東戸塚駅西口～市沢小学校の便は平日のみ運行。朝ラッシュ時が大半を占めるが、平日日中にも1本運行している。
なお左近山第4～左近山第5間の交差点を南下すると、旭4・浜45系統の美立橋折返場が至近にあり、左近山第5発着の多くの便は回送で行き来している。

#### 旭4・旭5系統
- 旭4 二俣川駅北口 - 高地 - 寺下 - 南本宿インター前 - 東万騎ヶ原 - 美立橋 - 金剛寺 - うぐいす橋 - 保土ケ谷町(保土ケ谷町2丁目) - 保土ケ谷駅東口（日中のみ）
- 旭4 二俣川駅北口 - （保土ヶ谷バイパス） - 南本宿インター前 - 東万騎ヶ原 - 美立橋 - 金剛寺 - うぐいす橋 - 保土ケ谷町(保土ケ谷町2丁目) - 保土ケ谷駅東口（日中以外の時間帯）
- 旭4 二俣川駅北口 - （保土ヶ谷バイパス） - 南本宿インター前 - 東万騎ヶ原 - 美立橋（平日土曜朝のみ）
- 旭4 美立橋 - 金剛寺 - うぐいす橋 - 保土ケ谷町(保土ケ谷町2丁目) - 保土ケ谷駅東口（深夜バスを含む）
- 旭4 桜木町駅 - 長者町5丁目 - 阪東橋 - 前里町4丁目 - 清水ケ丘 - 保土ケ谷駅東口 - 保土ケ谷町(保土ケ谷町2丁目) - うぐいす橋 - 金剛寺 - 美立橋
- 旭4 桜木町駅 - 長者町5丁目 - 阪東橋 - 南区総合庁舎 - 阪東橋 - 前里町4丁目 - 清水ケ丘 - 保土ケ谷駅東口 - 保土ケ谷町(保土ケ谷町2丁目) - うぐいす橋 - 金剛寺 - 美立橋（平日日中のみ）
- 旭4 横浜駅西口 - 洪福寺 - 水道道 - 久保町 - 保土ケ谷駅東口 - 保土ケ谷町(保土ケ谷町2丁目) - うぐいす橋 - 金剛寺 - 美立橋（日中のみ）
- 旭5 美立橋 - 金剛寺 - うぐいす橋 - 保土ケ谷町(保土ケ谷町2丁目) - 岩崎町 - 星川駅（平日2本のみ）

旭4系統は二俣川駅と保土ヶ谷駅とを南本宿・今井・法泉地域を経由して結ぶ系統群である。途中の美立橋は、かつて保土ヶ谷営業所があった場所で現在でも折返場があり、運行上の結節点となっている。
一部の便は保土ヶ谷駅から先、横浜駅西口や桜木町駅まで足を延ばすが、二俣川駅北口 - 桜木町駅・横浜駅西口の通し運行便は設定されておらず、最遠で桜木町駅・横浜駅西口・星川駅(平日の2往復のみ)からの便は美立橋まで、二俣川駅北口からの便は保土ケ谷駅東口までの運行である。様々な運行形態があるが、運行本数の面からみると美立橋 - 保土ヶ谷駅東口が主体となり、深夜バスもこの区間に設定されている。
旭4系統の二俣川駅北口発着便は、日中時間帯は高地・寺下経由だが、朝夕は保土ヶ谷バイパスを経由して相鉄線の踏切を避けて運行する(1991年12月23日より)。1時間に2本程度運行される二俣川駅北口 - 保土ケ谷駅東口間を主軸とし、日中を中心に桜木町駅 - 美立橋便が1時間に1本程度運行される。このほかに美立橋 - 保土ヶ谷駅東口便が適宜入る。なお、昨今のダイヤ改正により美立橋〜横浜駅西口便が大幅に減便され、日中時間帯は概ね二俣川駅北口〜保土ケ谷駅東口便が1時間に2便、美立橋〜桜木町駅便が1時間に1便の運行となっている。
2016年2月8日より、桜木町駅発着の平日日中便が「南区総合庁舎前」(同日より移転開設)及び「市大センター病院前」経由に変更。「浦舟町」「白妙町」の各停留所も新設された。また車両へのバックアイカメラの設置が進んだことと、ダイヤの見直しにより、日中時間帯の寺下経由便で、高地 - 左近山入口（現：南本宿インター前）の狭隘区間でのすれ違いが無いようにした結果、二俣川駅北口 - 美立橋での誘導員乗務が廃された。
横浜駅西口発着系統は往路と復路で楠町～横浜駅西口間の経由地が異なり、横浜駅西口行きは鶴屋町三丁目を、美立橋行きは北幸二丁目を経由する。
2017年の横浜駅西口バスターミナル再編に伴い、横浜駅西口の乗場が第2バスのりばから第3バスのりば(天理ビル前)に変更された。
旭5系統は平日日中のみ2本運行で、美立橋 - 保土ケ谷町(保土ケ谷町2丁目)は旭4系統と同一経路、その先は岩崎町、星川一丁目を経て星川駅へ至る。1991年12月22日までは、星川町、大門通、天王町を経て、洪福寺からは保土ケ谷駅東口経由の横浜駅西口発着便と同様に、鶴屋町三丁目経由（復路は北幸二丁目経由）で横浜駅西口とを結んでいた。その後は減便の上で二俣川駅発着便のみとなり、大門通から反対方向に曲がって保土ケ谷駅西口へ至る形態となっていた。2021年4月5日の再編により、旭5系統はさらに星川駅までと路線が短縮され、2022年4月1日星川駅駅前広場開業に伴い星川駅周辺の経路が変更されて現在の形態となった。かつては今井・法泉地区からの保土ケ谷区役所へのアクセス路線の意味合いもあったが、浜45系統（美立橋 - 星川駅 - 保土ケ谷駅西口）開業後はその意味合いも薄れていた。2021年の旭5系統再編のお知らせでは「保土ケ谷駅西口へは浜45系統をご利用ください」と案内されている。

#### 旭9・旭10・旭11・旭12・旭13・旭14・旭15系統
- 旭9 鶴ヶ峰駅→ 都岡辻→ 横浜旭陵高校前→ 動物園入口→ よこはま動物園（平日朝3本のみ・都岡辻まで直行）
- 旭10 鶴ヶ峰駅 - 白根小学校前 - 谷戸入口 - 上白根町 - よこはま動物園[※ 1]
- 旭10 横浜駅西口 - 洪福寺 - 和田町 - 梅の木 - 鶴ヶ峰駅 - 白根小学校前 - 谷戸入口 - 上白根町 - よこはま動物園
- 旭11 鶴ヶ峰駅 - 白根小学校前 - 谷戸入口 - 上白根町 - 市営集会場前 - 長坂 - 中山駅
- 旭11 鶴ヶ峰駅 - 白根小学校前 - 谷戸入口 - 上白根町 - 西ひかりが丘
- 旭12 鶴ヶ峰駅 - 白根小学校前 - 旭台
- 旭13 中山駅 - 中山町 - 長坂 - 上白根入口 - 市営集会場前 - 動物園入口 - よこはま動物園[※ 1]
- 旭14 中山駅→ 中山町→ 長坂→ 上白根入口→ 動物園入口→ よこはま動物園（朝夕のみ）
- 旭14 中山駅→ 中山町→ 長坂→ 上白根入口→ 動物園入口→ よこはま動物園北門（土休日日中のみ）
- 旭15 鶴ヶ峰駅 - 白根小学校前 - 谷戸入口 - 上白根町 - 西ひかりが丘 - 森の台小学校入口 - 中山駅（日中夕方のみ）

1. 1 2  土日祝日の9〜15時に、よこはま動物園へ到着する便は、よこはま動物園北門まで運行。

鶴ヶ峰駅（旭10系統の一部は横浜駅西口）からよこはま動物園・ひかりが丘団地・中山駅・旭台方面と、中山駅からひかりが丘団地・よこはま動物園方面の路線で構成される。よこはま動物園を発着する系統は、よこはま動物園ズーラシアの多客時や「ナイトズーラシア」による閉園時間延長日などには臨時便を増発して運行する場合がある。いずれの系統も220円（IC220円）均一運賃である。鶴ヶ峰駅～中山駅間は経由地が異なるが、神奈川中央交通横52系統・中53系統と競合している。
旭9系統は、都岡辻まで途中無停車の後、横浜旭陵高校前を経由してよこはま動物園に至る。神奈川中央交通5系統の鶴ヶ峰駅 - よこはま動物園便と同じルートで国道16号線を走行。よこはま動物園ズーラシアの開園時間前の運行であり、横浜旭陵高校への通学輸送が主な役割である。
旭10系統は、鶴ヶ峰駅から白根小学校前を経由してよこはま動物園に至る系統。動物園開園までは、旭24系統とともに「大池」 発着であった。こちらが相鉄バスの鶴ヶ峰駅からよこはま動物園ズーラシアへのアクセスのメイン系統であり、開園時間帯を中心に運行する。一部に横浜駅西口発着便（2017年7月24日より横浜駅西口発は第3バスのりばから発車）の運行があり、楠町から鶴ヶ峰駅まで神奈川中央交通横04・5・横52系統と同じルートを走行する。所要時間は長くなるが、横浜駅西口とよこはま動物園の間を乗り換えなしで利用できる唯一の路線バスとなる。
2015年4月1日より横浜駅発着便の一部が、旭12系統の経路である白根小学校前 - 旭台を往復して経由するようになった。
2021年4月5日のダイヤ改定で横浜駅発着便は日中の旭台経由を除いて廃された。
旭11系統は、鶴ヶ峰駅から市営集会場前を経由して中山駅に至る路線と、途中の公団集会場で分岐して西ひかりが丘で折り返す路線がある。鶴ヶ峰駅 - 公団集会場間は、後述の旭15と合わせ平日日中で毎時4本、土休日は毎時6本と頻発し、公団集会場発の平日朝7時台は17本運行されている。西ひかりが丘発着便の割合が高く、中山駅発着便は毎時平均1 - 2本程度で、60分程度間隔が開く時間帯がある。ただし、鶴ヶ峰駅 - 中山駅間を通し利用の場合、神奈川中央交通横52・中53系統（横浜駅西口・鶴ヶ峰駅 - 今宿 - 中山駅）より運賃が安く、所要時間も短いことが多い。
旭12系統は、旭10・旭11系統の支線という位置付けにある路線で、白根小学校前から旭台に向かう。一部中型車での運行。日中は毎時2本、平日朝夕は3本程度の運行。
旭13系統は、中山駅からひかりが丘団地とよこはま動物園ズーラシアへの輸送を担う。旭11系統中山駅発着便の運行間隔が大きく開く時間帯に旭13系統を運行することによって中山駅側の運行本数を確保しており、ひかりが丘団地～中山駅は後述の旭37と合わせ日中毎時2 - 4本程度が確保される。
旭14系統は、朝のみの運行であるが、ひかりが丘団地を経由せずに最短ルートでよこはま動物園に到着できるため、朝以外の時間帯に臨時便を運行する場合もある。2024年9月30日をもって、横浜市営バス136系統の運行を終了し、翌10月1日以降は横浜市営バス緑営業所から移譲。2024年10月5日より土休日日中のみよこはま動物園北門を新設し、急行運行化した。
旭15系統は2015年4月1日新設。西ひかりが丘から先は横浜市営バス240系統と共に、路線バス空白域だった緑区森の台地区を経由して中山駅まで運行する。旭11系統の延長にあたる位置付けともいえ、中山駅～公団集会場をショートカットする形になるため、同区間の所要時間は旭11系統よりこちらの方が短くなる。日中のみの運行で、2時間に1本程度。道路環境の都合で中型車での運行。

#### 旭19・旭26・旭80・旭87・旭88・旭89・旭99系統
- 旭19 二俣川駅南口→ 万騎が原第1…第3→ 小学校前→ 万騎が原第5…第1→ 二俣川駅南口（万騎が原循環）
- 旭19(往路) 二俣川駅南口→ 万騎が原第1…第3→ 小学校前→ 万騎が原第5→ 南万騎が原駅→ 柏保育園前→ 緑園都市駅（平日午後1本のみ）
- 旭19(復路) 緑園都市駅→ 柏保育園前→ 南万騎が原駅→ 万騎が原第4…第1→ 二俣川駅南口（平日朝夕計2本、土曜朝1本のみ）
- 旭26(往路) 二俣川駅南口→ 万騎が原第1…第3→ 小学校前→ 万騎が原第5→ 万騎が原第4→ 小学校前→ 万騎が原第5→ 南万騎が原駅→ 桃源台→ 善部第1…第3→ 南希望が丘→ 希望ヶ丘駅
- 旭26(復路) 希望ヶ丘駅→ 南希望が丘→ 善部第3…第1→ 桃源台→ 南万騎が原駅→ 万騎が原第4→ 小学校前→ 万騎が原第5…第1→ 二俣川駅南口
- 旭80 希望ヶ丘駅 - 南希望が丘 - 善部第3 - 善部第2 - 隼人中学・高校
- 旭87 希望ヶ丘駅→ 南希望が丘→ 善部第3→ 善部第2→ 隼人中学・高校→ 善部第1→ 桃源台→ サンモール商店街→ 緑園都市駅（平日土曜朝1本のみ）
- 旭88 二俣川駅南口 - 万騎が原交番前 - 桃源台 - 善部第1 - 隼人中学・高校 - 善部第2 - 善部第3 - 南希望が丘 - 希望ヶ丘駅
- 旭89(往路) 二俣川駅南口→ 万騎が原第1…第3→ 小学校前→ 万騎が原第5→ 南万騎が原駅→ 桃源台→ 善部第1→ 隼人中学・高校→ 善部第2→ 善部第3→ 南希望が丘→ 希望ヶ丘駅
- 旭89(復路) 希望ヶ丘駅→ 南希望が丘→ 善部第3→ 善部第2→ 隼人中学・高校→ 善部第1→ 桃源台→ 南万騎が原駅→ 万騎が原第4…第1→ 二俣川駅南口
- 旭99 二俣川駅南口→ 万騎が原第1…第3→ 小学校前→ 万騎が原第5→ 南万騎が原駅→ 桃源台→ 善部第1…第3→ 南希望が丘→ 希望ヶ丘駅

もともとは、希望ヶ丘駅・二俣川駅南口から南希望ヶ丘・善部・さちが丘地区への輸送を主とする路線と二俣川駅南口から万騎が原地区を循環する路線である。その他に平日と土曜のみ二俣川駅南口からと希望ヶ丘駅から緑園都市駅へ発着する便が各1本存在する。
2016年7月4日より、隼人中学・高校にバス停と転回場が整備されたことと、さちが丘陸橋付近の渋滞回避とを目的として系統の新設と時間帯に応じて経由地が異なる系統が走る形態に変更された。
さらに2019年3月11日より運行形態が見直され、系統の新設・廃止が行われた。
運行形態をまとめると次の通りになる。
- 始発～8時台 ： 旭80・旭87・旭89・旭99

二俣川駅～希望ヶ丘駅の通しの系統は、全て南万騎が原駅経由となり、旭19万騎が原循環の機能も持つとともに、さちが丘方面は運行が無くなる。二俣川駅発は旭99、希望ヶ丘駅発は旭89で運行され、隼人中学・高校へは希望ヶ丘駅発の便が旭80・旭87・旭89で経由するが、二俣川駅発の便は経由しない。
- 9時台～13時台 ： 旭26・旭88

この時間帯は、旭26と旭88が交互に運行される。旭26は万騎が原住宅地内で旭19万騎が原循環と同様に、往路・復路共に住宅地内を時計回りにぐるっと循環してから先へ進むのが特徴で、このため同一便が同じ停留所を2度通過する。
※旭88は都市計画道路鴨居上飯田線の開通に伴い、2023年3月28日14:30頃から、さちが丘バス停及び周辺の経路が変更された
- 14時台～終発 ： 旭88・旭89

この時間帯も、さちが丘経由・南万騎が原駅経由が交互に運行されるが、南万騎が原駅経由は万騎が原住宅地内を循環しない旭89となる。
なお旭19万騎が原循環は14～17時台に運行され、緑園都市駅発着便は二俣川発はこの時間帯に、緑園都市発は朝方と夕方(土曜は朝方のみ)に運行される。

#### 旭20・旭21・旭22・旭23・旭24系統
- 旭20 二俣川駅北口 - 旭高校入口（保土ヶ谷バイパス経由・直行）
- 旭21 二俣川駅北口 - ニュータウン第1…第8 - 旭高校入口
- 旭22 二俣川駅北口→ 運転免許センター→ ニュータウン第2…第8→ 旭高校入口（夜間のみ）
- 旭23 二俣川駅北口→ 運転免許センター→ ニュータウン第2…第1→ 二俣川駅北口
- 旭24 二俣川駅北口→ 運転免許センター→ ニュータウン第2…第8→ 金ケ谷→ 岸本→ 三ツ境駅（平日夜間のみ）

旭20系統は二俣川駅北口と旭高校入口の間を、保土ヶ谷バイパス経由で途中無停車で運行する路線で、出入庫路線という位置付けである。
2017年3月13日より旭36→旭20系統に系統番号が変更された
旭21系統は中沢地区にあるニュータウンを経由して旭高校入口に向かう路線。運行本数、乗客ともに多い路線で、旭高校入口行きの大半はニュータウン第1を経由するが、旭23系統の運行時間終了後の二俣川駅北口発の便は旭22として運転免許センターを経由する。
旭24系統は2021年4月5日より新設された系統。平日20時台に二俣川駅北口発のみの設定で旭22と同様に運転免許センターを経由した後、旭32系統と同様に金ケ谷から三ツ境駅へ向かう。
旭23系統は神奈川県警察運転免許センターや神奈川県立がんセンターへのアクセス路線で、運転免許センターでの試験開始時間に合わせて運行本数を多く設定しているのが特徴である。比較的短距離の一方循環路線で19時台までの運行であるが、運転免許センターへの来場者を中心に乗客が多い。

#### 旭32・旭33・旭34・旭37系統
- 旭32 三ツ境駅 - 岸本 - 金ケ谷 - ニュータウン第8…第1 - 二俣川駅北口
- 旭33 三ツ境駅 - 二ツ橋小学校 - 旭高校入口 - 横浜旭陵高校前 - よこはま動物園
- 旭33 三ツ境駅 - 二ツ橋小学校 - 旭高校入口
- 旭34 三ツ境駅 - 岸本 - 金ケ谷 - 旭高校入口 - 横浜旭陵高校前 - よこはま動物園
- 旭34 三ツ境駅 - 岸本 - 金ケ谷 - 旭高校入口
- 旭37 三ツ境駅 - 岸本 - 金ケ谷 - 旭高校入口 - 横浜旭陵高校前 - よこはま動物園 - 動物園入口 - 市営集会場前 - 上白根入口 - 長坂 - 中山町 - 中山駅

旭32系統は2017年3月13日に新設された路線で、旭21系統と旭34系統をかけ合わせたような経路をとる。1時間に1本の運転で朝～夜19時台までの運行。
三ツ境駅からのよこはま動物園ズーラシアへの来園アクセスを担うが、鶴ヶ峰駅・中山駅便と異なり北門までの延長運転は行われない。旭32～34系統合わせて1時間に3本程度運行される。旭32・旭34系統が走行する笹野台住宅地内は一部で一方通行規制があるため、往路・復路で経路が異なる。
旭32の新設と同時に、2017年3月13日に系統番号の変更が行われ、旭24→旭34系統、旭25→旭33系統となった。旭33、34系統は三ツ境駅から旭高校入口を経由してよこはま動物園に至る路線で、案内上は旭34系統が「岸本経由」、旭33系統が「中丸経由」とされている。
もともとは岸本経由のみで旭10系統終点の大池までの運行であったが、三ツ境駅 - 旭営業所での回送経路を営業化することで、1988年9月1日より「中丸経由」が設定された（車両側の案内は「丸子茅ヶ崎経由」）。そして1999年4月24日から周辺系統と共によこはま動物園発着となった。
旭37系統は2021年4月5日に新設された路線で、旭34系統と旭13系統をかけ合わせたような経路をとる。平日日中に1往復のみ。。

#### 旭27・旭28・旭29系統
- 旭27 三ツ境駅 - 上橋 - 南台Aハイツ - 瀬谷スポーツセンター - 南瀬谷小学校
- 旭28 三ツ境駅 - 上橋 - 南台Aハイツ - 瀬谷第2小学校前 - 宗川寺前 - ニュータウン南瀬谷
- 旭29 三ツ境駅→ 上橋→ 南台Aハイツ→ 瀬谷第2小学校前→ 宗川寺前→ ニュータウン南瀬谷→ 上の町→ 境橋→ アパート入口→ 上橋→ 三ツ境駅（ニュータウン南瀬谷・境橋循環）

三ツ境駅から中原街道を南西に向けて運行する系統群である。
旭27系統は南瀬谷小学校に向かう短距離路線であるが、これらの中では最も多く運行されており、朝夕は毎時5 - 9本、日中時間帯でも毎時3本が確保されている。
旭28・旭29系統は南台出張所から、さらに南下してニュータウン南瀬谷に向かい、旭28系統はニュータウン南瀬谷で折り返す往復運行、旭29系統は境橋を経由して三ツ境駅に戻る循環運行の形態をとる。こちらは両系統合わせて1時間に1本程度となり、そのためどちらかしか運行しない停留所は2時間程度間隔が開く時間帯がある。

#### 旭45系統
- 旭45 美立橋 - 金剛寺 - 新桜ケ丘第1…第2 - 富士見橋 - 栗の沢 - 星川ランプ - 星川駅 - 星川町 - 保土ケ谷駅西口
- 旭45 美立橋 - 金剛寺 - 新桜ケ丘第1…第2 - 富士見橋 - 栗の沢 - 星川ランプ - 星川駅

1996年8月26日より新桜ケ丘・今井・法泉地区からの要望に応える形で新設された。平日は保土ケ谷駅西口発着便の割合が高く、土曜休日は星川駅発着便の割合が高い（土曜休日は13時台以降の全便が星川駅で折り返す）。かつては本系統も旭4系統を名乗っていたが、2017年3月13日より担当が旭営業所から横浜営業所へ変更になり、系統番号は独立する形で旭4→浜45に変更された。2023年10月1日より担当が横浜営業所から旭営業所へ再度変更になり、系統番号は浜45→旭45に変更された。

#### 旭75系統
- 旭75 鶴ケ峰駅南口 - 鶴ケ峰小学校前 - くぬぎ台団地入口 - くぬぎ台団地 - くぬぎ台小学校 - 介護施設くぬぎ台

2021年10月1日、横浜市営バス保土ヶ谷営業所から移譲。市交通局路線計画課によると、回送で現地まで走らせ、短い距離を往復していたといい、新型コロナの影響を受けた市内のバス事業全体の効率化を図るうえで移管することになった。

#### 116系統
- 116：三ツ境駅 - 矢指町入口 - 程ヶ谷カントリークラブ前 - 亀甲山 - 若葉台南 - 若葉台近隣公園前 - 若葉台中央
- 116：三ツ境駅 - 矢指町入口 - 程ヶ谷カントリークラブ前 - 亀甲山 - 若葉台南 - 地区公園前 - 若葉台中央

116系統は、三ツ境駅から矢指町入口、亀甲山を経由して若葉台中央に至る頻繁運行路線で、神奈川中央交通中山営業所と共同運行。1時間当たりの運行本数は神奈中運行便と合わせて6 - 9本程度（神奈中が運行する十日市場駅発着の境21系統を含む）。本数の多い若葉台近隣公園前経由と本数の少ない地区公園前経由が設定されている。2007年11月30日までは横浜市営バスとも運行していた。その名残で相鉄バスとしては唯一、横浜市営バスと同じ数字のみの系統番号が使用されている。相鉄バス担当便は全体の約3割で、特に地区公園前経由便の運行は1日数本のみとなっている。若葉台中央では神奈川中央交通や横浜市営バス・東急バスによる十日市場駅・青葉台駅方面行きのバスに乗り継ぎができる。相鉄バスナビでは神奈川中央交通の便は案内対象外となっている。相鉄バスでストライキが発生した場合、神奈川中央交通便のみの運行となるので本数が減少する。

### 綾瀬営業所担当路線

#### 綾1系統
- 綾1 大和駅 - 境橋 - バザール前 - ニュータウン南瀬谷

綾1系統は大和駅とニュータウン南瀬谷を結ぶ路線。ニュータウン南瀬谷を発着するバスとしては三ツ境駅発着の旭28・29よりも本数が多く、日中は30分間隔で運行している。相鉄バスで横浜市瀬谷区と大和市を跨ぐ路線は旭29系統と綾1系統、深夜急行バスのみである。

#### 綾11・綾12・綾22・綾23系統
- 綾11 海老名駅 - 国分寺台第1…第11 - 国分寺台第12 - 堀ノ内 - 吉岡芝原
- 綾11 海老名駅 - 国分寺台第1…第11 - 国分寺台第12
- 綾12 海老名駅 - 国分寺台第1…第12 - 武者寄橋 - 綾瀬市役所
- 綾22 海老名駅 - 海老名中学校 - 大谷小学校 - 下浜田 - 国分寺台第8…第10 - 農大入口 - ハマキョウレックス[注釈 21]
- 綾23 海老名駅 - 海老名中学校 - 大谷小学校 - 下浜田 - 国分寺台第8 - 杉久保入口 - 杉久保住宅 - 農大前

海老名駅から海老名市の南東部を結ぶ路線。
綾11・綾12は「国分寺台経由」と案内され、国分寺台第12まで同じルートで運行し、ここまでは1時間あたり5本程度運行されている。国分寺台第12より先は、吉岡芝原へ向かう綾11、綾瀬市役所へ向かう綾12、そして国分寺台第12止まり（この経路も綾11系統となる）の3つの経路があり、3種類とも時間帯を問わずほぼ均等に設定されている。吉岡芝原バス停は神奈川中央交通の綾瀬車庫バス停と同一の折返し場にあり、乗継が可能である。
綾22・綾23は「下浜田経由」と案内される。海老名中学校・大谷小学校・下浜田を経由し、国分寺台第8で綾11・綾12系統と合流する。綾22系統は国分寺台第10まで両系統と同じルートをたどった後、分岐してハマキョウレックスへ向かう。綾23系統は国分寺台第8ですぐに分岐し、杉久保住宅を経て農大前に至る。綾22系統は平日朝に運行が集中し、日中は1時間に1本程度で、土休日は運行本数が減少する。綾23系統は日中は20分間隔で運行される。
2016年3月14日より綾22・綾23を新設、同時に従来の綾13（海老名駅東口 - 国分寺台・杉久保住宅経由 - 農大前）・綾21（海老名駅東口 - 郵便局前・下浜田経由 - 国分寺台第12）は廃止された。

#### 綾31系統
- 綾31 海老名駅 - アツギ株式会社前 - 坂下 - 城山 - 杉久保 - 農大前

綾31はアツギ株式会社前（旧・厚木ナイロン）を経て、海老名市南部の杉久保を経て農大前に至る。鉄道から離れた地域を走行していることもあり、日中は20分間隔の運行となっている。
行先の「農大」とは、神奈川県立かながわ農業アカデミー（旧神奈川県立農業大学校）を意味しており、海老名市の隣・厚木市に所在する東京農業大学とは関係ない。
また、杉久保バス停の手前で、いったん神奈中バス長16系統の経路に合流するが、相鉄バスと神奈中バスの杉久保バス停は別の場所に設置されている。2023年10月1日には「厚木ナイロン」から「アツギ株式会社前」へ改称された。

#### 綾41・綾43系統
- 綾41 海老名駅 - 望地 - 小園団地入口 - 小園団地 - 綾瀬車庫 - 東名綾瀬 - 早川城山4丁目 - 城山公園 - 綾瀬市役所
- 綾41 海老名駅 - 望地 - 小園団地入口 - 小園団地 - 綾瀬車庫
- 綾43 海老名駅 - 望地 - 小園団地入口 - 早川 - 城山公園 - 綾瀬市役所（平日土曜のみ）

海老名駅から小園方面に向かう路線で、綾41系統は綾瀬車庫、城山公園を経て綾瀬市役所に向かう。途中の東名綾瀬バス停で、東名高速バスへの乗り継ぎが可能。綾瀬市内は鉄道駅が無いため、市外の鉄道駅へのアクセスにはバス路線が必要不可欠であり、当路線も20分間隔で運行され、朝夕はさらに本数が増える。1日数本綾瀬車庫発着の便もある。綾43系統は綾41系統の経路違いで、早川を経由して綾瀬市役所に向かう。平日、土曜は終日運行（1-2時間に1本程度）するが、休日は運休する路線。

#### 綾51・綾52・綾53系統
- 綾51 海老名駅 - 望地 - 日立相模前 - 富士塚 - 釜田 - 綾瀬高校 - 観音橋 - 綾瀬市役所
- 綾51 海老名駅 - 望地 - 日立相模前 - 富士塚 - 釜田 - 綾瀬高校 - 綾瀬タウンヒルズ前 - 綾瀬市役所
- 綾52 海老名駅 - 望地 - 日立相模前 - 富士塚 - 寺尾入口 - 飛行場正門 - 蓼川自治会館 - 相模大塚駅南口
- 綾53 海老名駅 - 望地 - 日立相模前 - 富士塚 - 綾瀬車庫
- 綾53 日立相模→日立相模前→海老名駅（平日夕方2本のみ）

海老名駅から富士塚まで同一ルートを走行し、綾51系統は綾瀬市役所、綾52系統は相模大塚駅南口、綾53系統は綾瀬車庫に向かう。これらの系統を合わせて1時間に4 - 6本程度運行される。
綾51系統は、市民スポーツセンターまでは同一ルートで運転するが、2016年9月5日に新設された観音橋経由と、2016年9月4日までと同一ルートの保健医療センター（現綾瀬タウンヒルズ経由）に分かれる。2016年9月5日以降は綾瀬市役所行きの朝、海老名駅行きの夜の数本以外は観音橋経由に変更された。2017年12月16日付で保健医療センター停留所が「綾瀬タウンヒルズ前」に改称された。日中は30分間隔で運行。
綾52系統は県道40号（厚木街道）を東進し、米軍厚木基地前を通り相模大塚駅へ向かう。日中はおおむね平日・土曜40分間隔、休日は毎時2本の運行。
綾53系統は出入庫を兼ねており、時間帯により運行本数が異なる。また平日夕方に限り「日立相模」発の海老名駅行きがあり、日立製作所相模事業所構内に「日立相模」停留所が設置され、構内関係者のみ利用可能である。

#### 綾61・綾62系統
- 綾61 海老名駅 - 早川中央第1 - 早川中央第2 - 早川中央第3 [注釈 22]（急行・平日のみ）
- 綾62 海老名駅 - 綾瀬上原 - 早川中央第1 - 早川中央第2 - 早川中央第3[注釈 22]（平日）
- 綾62 海老名駅 - 綾瀬上原 - 早川中央第1 - 早川中央第2

（土休日）
綾61系統は海老名駅と工場の多い地域である早川中央地区を結び、海老名駅 - 綾瀬中原（2014年1月19日までは早川中央第1）間は途中無停車となる平日のみ運行の急行路線。一般客が利用できるのは早川中央第2までである。早川中央第3は東ソー株式会社構内に専用の停留所が設けられており、関係者のみ利用可能である。平日は昼間でも1時間おきに運行される一方、土休日は運休する。2013年3月27日の改定で新設された。
綾62系統は海老名駅 - 早川中央第3区間の各停として、2014年1月20日始発より運行開始した。2016年3月14日の改定で土休日にも運行が開始され、平日とは異なるルートで県道42号線を経由し、早川中央第2→第1の順に停車している。2017年1月30日以降は平日ダイヤも県道42号線経由で早川中央第2→第1→第3の順に停車していた。これは経路上の通行止めによるもので、道路工事の完成に伴い、2018年10月1日より早川中央第1→第2→第3の順に改められた。

#### 綾72系統
- 綾72 相模大塚駅南口 - 蓼川自治会館 - 飛行場正門 - 寺尾入口 - 綾瀬車庫
- 綾72 相模大塚駅南口 - 蓼川自治会館 - 飛行場正門（朝夕一部）

綾72系統は相模大塚駅南口から厚木飛行場のすぐ近くを通って綾瀬車庫に至る路線。
もともとは、現在の綾71と同じさがみ野駅入口を通る経路だったが、蓼川地区の道路整備に伴い、綾瀬市からの要望を受けて、まず2000年5月29日から綾52系統と共に、綾瀬車庫発着便が蓼川経由となった。残る飛行場正門折返しも、2010年10月1日より蓼川経由に経路変更された。
かつては綾1の出入庫便として大和駅発着便が1日数本設定されていたが2024年4月1日に運行終了した。

#### 綾73系統
- 綾73 海老名駅 - 海老名市役所 - 東今里 - 中河内 - 十二天 - 才戸第一 - 寒川神社 - 寒川駅

海老名市コミュニティバス本郷ルート及び寒川町コミュニティバス北ルートの代替として、2014年10月1日から実証運行が開始された路線である。神奈川中央交通平塚営業所との共同運行であるが、共通定期券の取り扱いはない。相鉄バス運行便は海老名市コミュニティバスで使用されていた日野・ポンチョ、神奈中運行便は寒川町コミュニティバスで使用されていた三菱ふそう・エアロミディMEをそれぞれ使用する。両社を合わせて平日10往復、土休日6往復の運行。
運行期間は当初は2015年3月31日までの予定であったが、その後2016年3月31日まで延長された。更に2016年3月に当分の間運行されることが発表され、同時に海老名市・寒川町の協力の下、運行車両を一般路線バスと同一のカラーリングへと変更している。
2017年4月1日から本格運行を開始、運賃支払い方法を申告式前払いから整理券式後払いに変更。相鉄バス担当が綾73系統、神奈中バス西担当が海73系統と系統番号が付番された。

#### 綾75系統
- 綾75 相模大塚駅北口 - さがみ野駅 - 東芝機械 - 県公社東原団地前 - 十一条 - 南林間駅
- 綾75 さがみ野駅 - 東芝機械 - 県公社東原団地前 - 十一条 - 南林間駅
- 綾75 県公社東原団地前→さがみ野駅（平日土曜朝1本のみ）

綾75系統は相模大塚駅北口、さがみ野駅から県公社東原団地前を経由して小田急江ノ島線の南林間駅を結ぶ路線。相模大塚駅南口発着路線を除いて他の相鉄バスの一般路線とは孤立している。1時間に2本程度の運行で、大多数はさがみ野駅 - 南林間駅間の区間便であるほか、平日と土曜朝には県公社東原団地前始発のさがみ野駅行きが設定されている。

### コミュニティバス
海老名市コミュニティバス、綾瀬市コミュニティバスともに、綾瀬営業所が運行を担当。
- 海老名市コミュニティバス
  - 国分ルート 海老名駅 - 相模国分寺跡 - やまに平 - 伊勢山 - 緑苑 - 北部公園 - かしわ台駅
  - 上今泉ルート 海老名駅西口 - 中央図書館前 - 上今泉二丁目北 - 上今泉五丁目北 - かしわ台駅
  - 大谷・杉久保ルート 海老名駅 - 海老名総合病院 - 海老名市役所 - 大谷公民館 - 真鯨 - EXPASA海老名上り - EXPASA海老名下り
- 綾瀬市コミュニティバス「かわせみ」
  - 1号車 綾瀬市役所 - 綾瀬厚生病院 - 市民スポーツセンター - 綾瀬高校 - 寺尾西二丁目 - 寺尾入口 - 寺尾北二丁目 - かしわ台駅前ロータリー
  - 4号車 綾瀬市役所 - 綾瀬厚生病院 - 浅間橋 - 綾瀬中学校 - 上土棚北二丁目 - 中原公園 - 熊野神社 - 長後駅西口
  - 5号車 綾瀬市役所 - 綾瀬厚生病院 - 綾西五丁目 - 国分寺台第12 - 神崎 - 高座屋内温泉プール

相鉄バスナビでは、2号車・3号車は他社運行のため対象外となっている。

### 臨時便・契約輸送

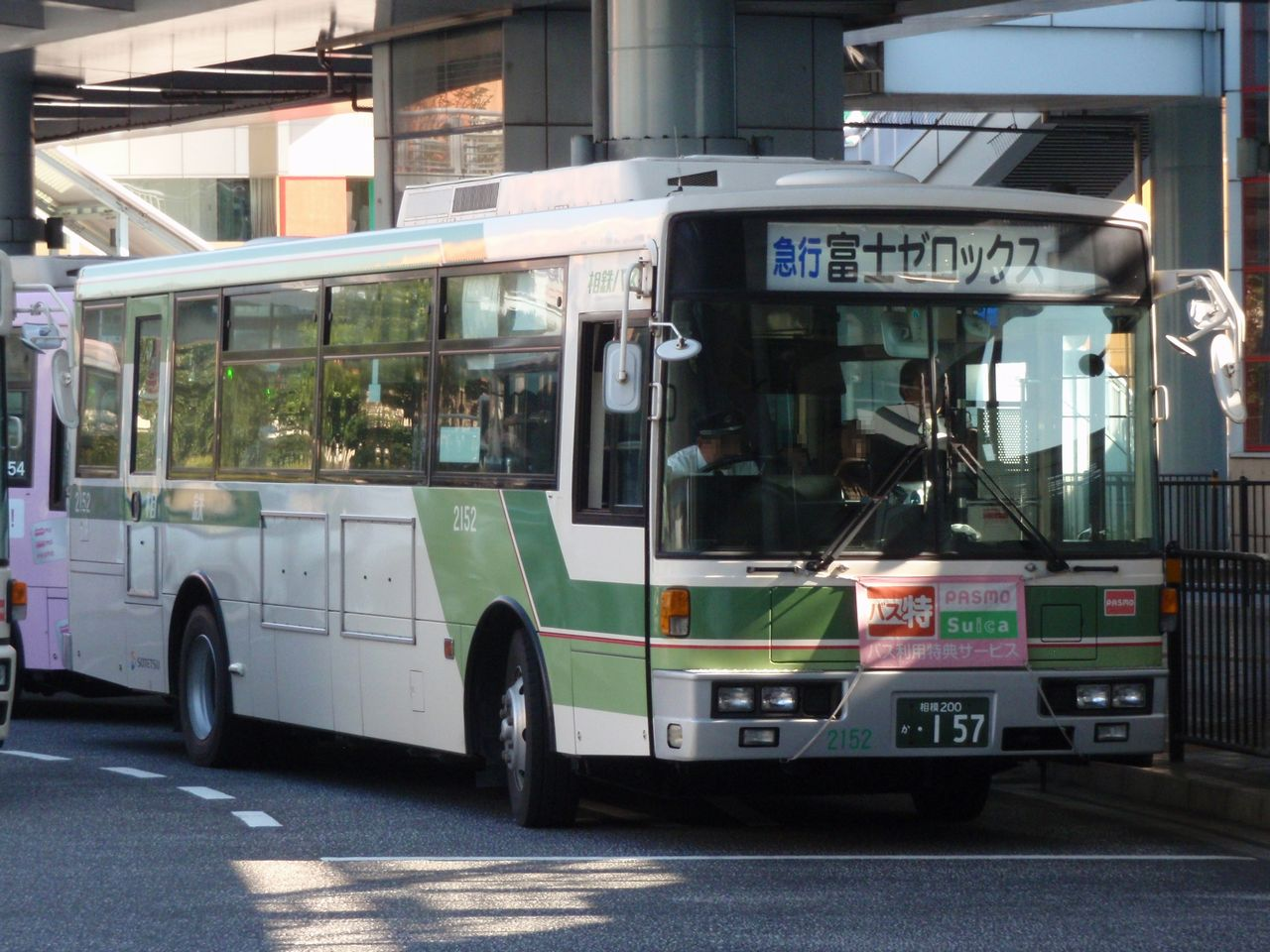
社員輸送用路線の例（急行富士フイルムビジネスイノベーション）

- （系統番号なし） 海老名駅 -（直行）- 寒川神社（正月三が日のみ運行・大晦日深夜から元日にかけて終夜運転あり）
- （系統番号なし） 寒川神社→（直行）→海老名駅→（直行）→大和駅（大晦日深夜から正月の終夜運転のみ、2013年以降の運行実績無し。）
  - 毎年大晦日から正月三が日に運行される。綾瀬営業所が運行を担当し、一般路線用バスのほかにワンロマバスも使用される。
- 臨浜10 横浜駅西口 - (臨時・直通) - 横浜国立大学内
  - 横浜国立大学でオープンキャンパスや大学入試センター試験、その他大規模イベントが開催される場合に運行される。行先は行事の開催場所によって異なる。
  - 2011年3月から横浜市営バスと共管。横浜市営バスでは150系統を名乗る。
- ニッパツ三ツ沢球技場にて試合やイベントが行われる場合は、浜7系統を増発運行している。
  - 横浜市営バスでも横浜駅西口 - 三ツ沢総合グランド入口間で臨時の直通バスが運行されており、37系統が付与されている。
- 2023年4月1日よりイオン天王町S.C.お買い物バスが復活。仏向・藤塚町方面への「南ルート」と明神台団地方面への「明神台ルート」の2ルート。担当は横浜営業所。[94]
- 戸塚カントリー倶楽部にてプロゴルフトーナメントが行われる場合には、二俣川駅南口および東戸塚駅西口から臨時の直通バスが運行される。
- 2020年度より横浜市立上菅田小学校と横浜市立笹山小学校が統合され、横浜市立上菅田笹の丘小学校となったが、旧上菅田小学校校地を改築・改修する間は、当分旧笹山小学校の施設を利用することとなった。このため遠距離通学を強いられる地区が発生したためにスクールバスが運行されることとなり、入札の結果、相鉄バスが担当することとなった。[95]
- 旭営業所では、美立橋が最寄りの横浜市西部地域療育センター送迎、および二俣川駅から戸塚カントリー倶楽部、神奈川県立がんセンター[注釈 23]への契約輸送が運行されている。
  - 戸塚区川上町の大規模霊園「合掌の郷」と二俣川駅との送迎バスは、通常は霊園所有の車両で運行されるが、彼岸・盆・行事その他多客が予想される時期には、相鉄バスの中型車（いすゞ・エルガミオ）や小型車（三菱ふそう・ローザ）が用いられることがある。
- 「急行富士フイルムビジネスイノベーション」などの企業契約輸送が、主に綾瀬営業所管内で運行されている。

### 深夜急行バス
横浜駅西口 - 上星川 - 西谷駅 - 白根町 - 二俣川駅北口 - 希望ヶ丘 - 三ツ境駅 - 南台交番前 - バザール前 - 大和駅→相模大塚駅→さがみ野駅入口→富士塚→望地→海老名駅
- 運行は綾瀬営業所が担当。
- 上り（大和駅→横浜駅西口）1本、下り（横浜駅西口→海老名駅）2本の運転。
- 当初は横浜駅西口からのみ乗車可能だったが、現在は途中のバス停からも乗車可能。
- 平日ダイヤのみ運転、土日祝日年末年始運休。
  - ただし、2020年4月21日深夜から当面の間、運休[96]

### 高速路線バス

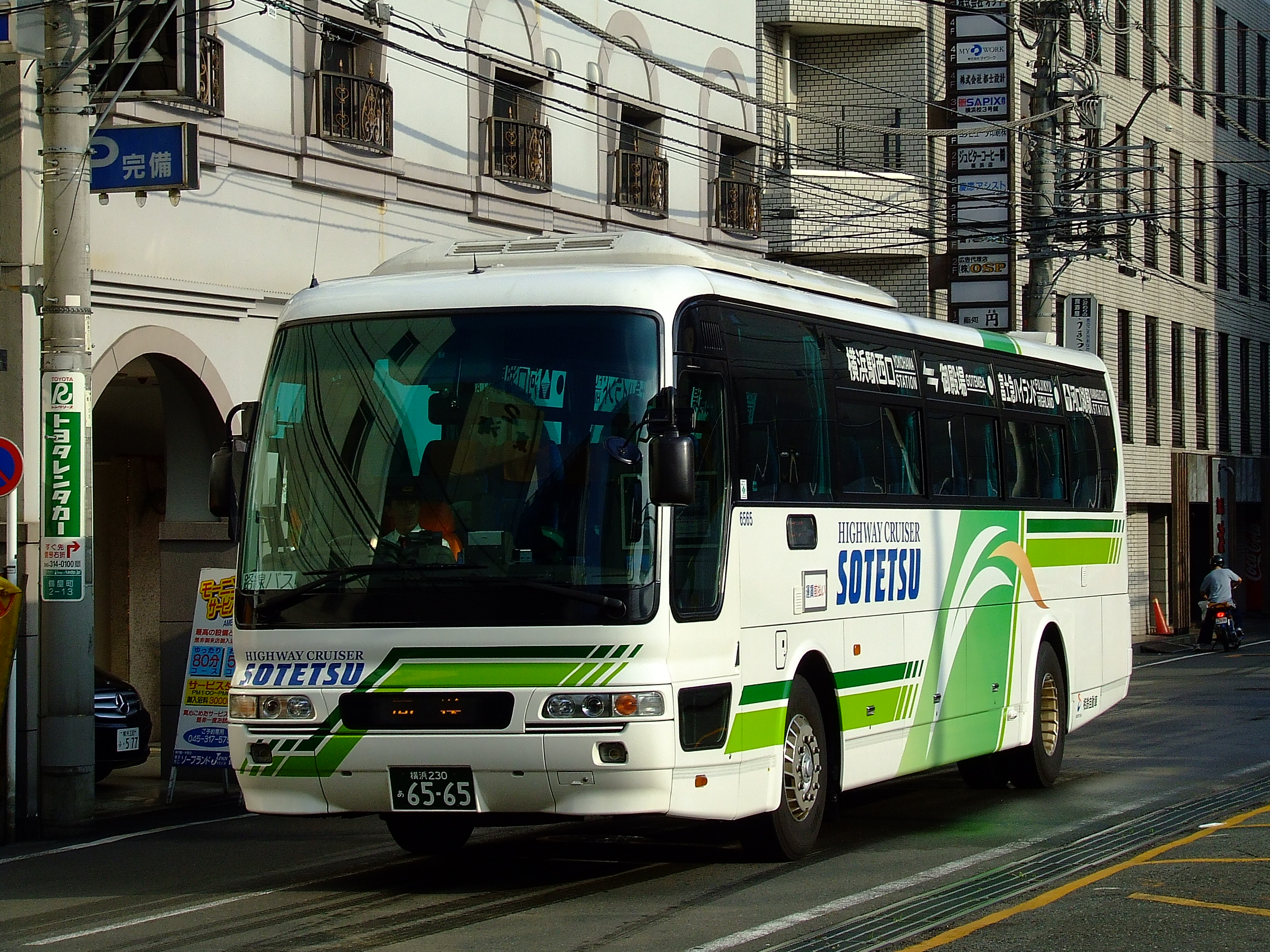
河口湖線（2007年撮影）

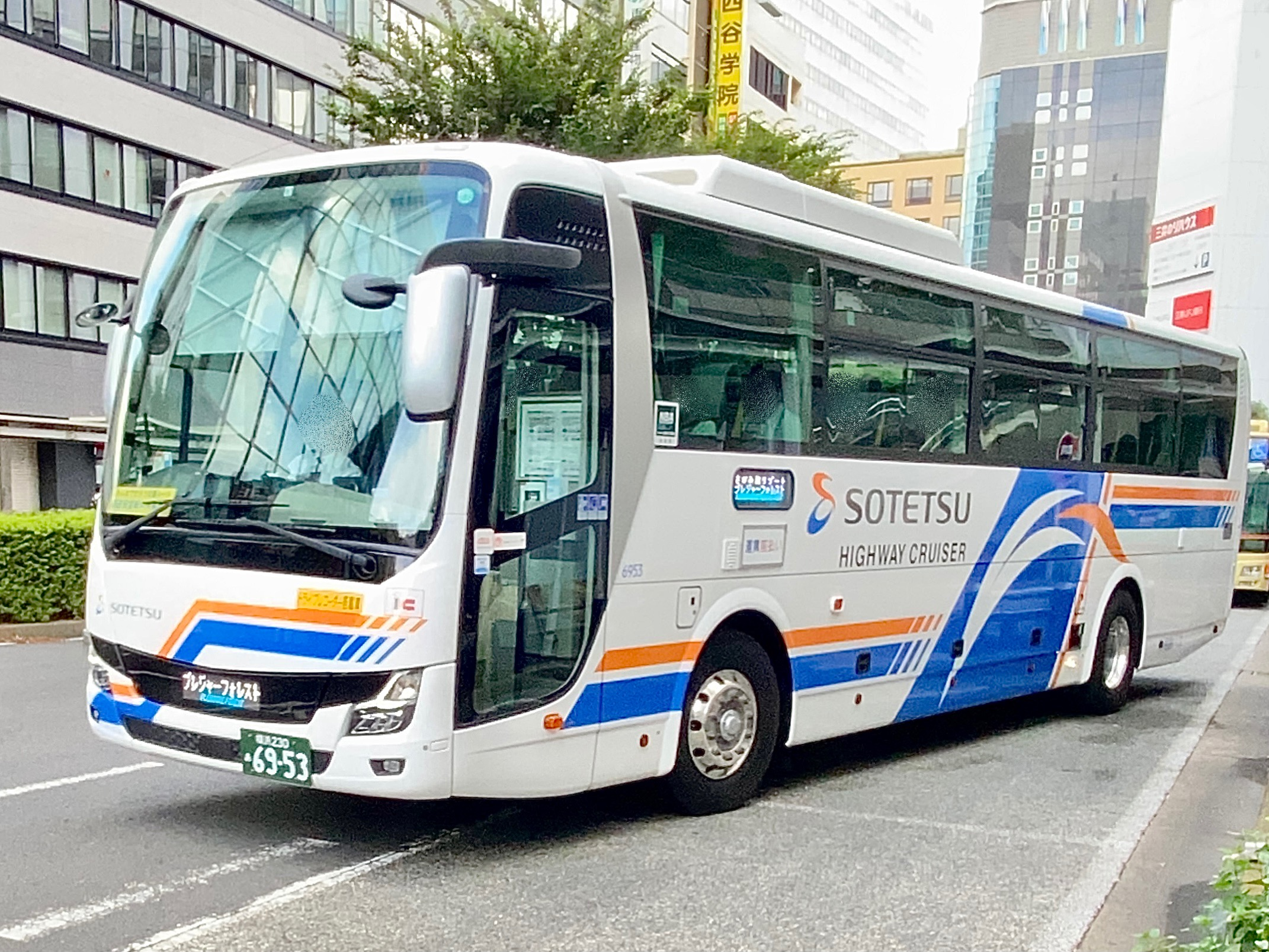
イルミリオン線

夜行高速バス、都市間高速バスからは撤退し、中距離高速バスとして空港連絡バスと観光地への路線を運行している。

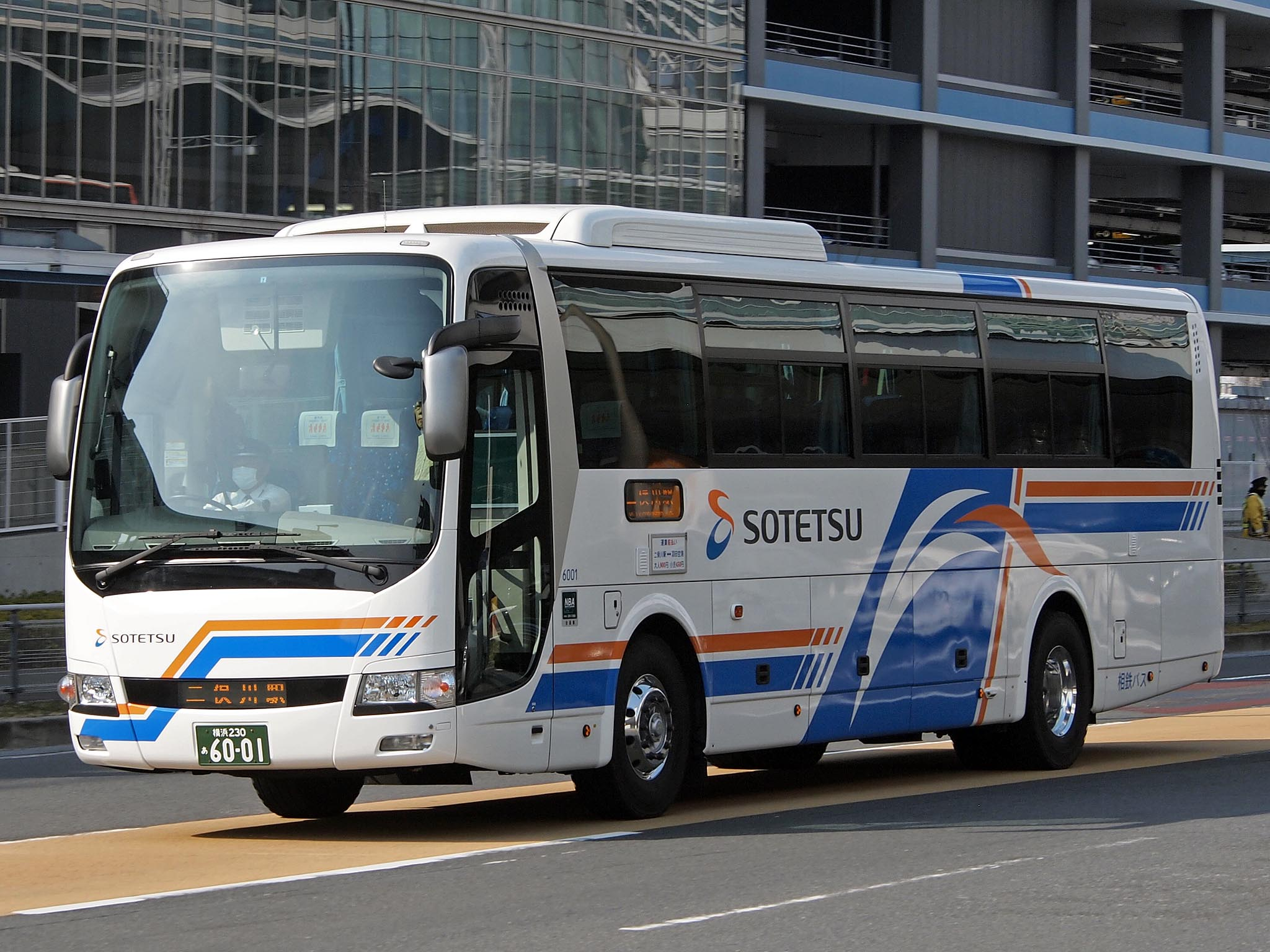
羽田空港線
- 二俣川駅北口 - 羽田空港（京浜急行バスと共同運行）
  - 相鉄バス運行便は旭営業所（2023年9月30日までは横浜営業所）が担当[88]。
  - 京浜急行バスの運行便は、横浜京急バスが担当していた。

河口湖線「レイクライナー」
- 横浜駅西口 - 富士急ハイランド・河口湖駅・（富士山五合目）（フジエクスプレスと共同運行）
  - 富士登山シーズンの特定日に1往復を富士山五合目まで延長運転
  - 相鉄バス運行便は横浜営業所（2010年10月3日までは三ツ沢営業所）が担当。
  - 2024年4月1日より桜木町駅への乗り入れを廃止。[97]

イルミリオン線
- 横浜駅西口 - さがみ湖MORI MORI（フジエクスプレスと共同運行）
  - 冬季のさがみ湖イルミリオン開催時の特定日運行。
  - 相鉄バスナビの案内対象外。

横浜草津線
- 横浜駅西口 - （新横浜駅） - （たまプラーザ駅） - 軽井沢駅 - 東急ハーヴェストクラブ旧軽井沢 - 北軽井沢 - 草津温泉BT - 草津温泉ホテル櫻井（東急バス・上田バスと共同運行）
  - 2022年11月1日運行開始。1日3往復が運行され、各便で横浜側の経由地が異なる。相鉄バス運行便は横浜営業所が担当[98]。
  - 2024年6月1日より1日2往復に減便。相鉄担当便と上田担当便が統合され、交互運行となる。[99]

御殿場プレミアム・アウトレット線
- 海老名駅（東口） - 綾瀬市役所 - 御殿場プレミアム・アウトレット
  - 2023年5月1日運行開始（1往復）
  - 2024年2月23日より当面の間運休となる[100]。

三井アウトレットパーク 横浜ベイサイドアウトレット線
- 横浜駅西口 - 三井アウトレットパーク 横浜ベイサイド
  - 2024年11月2日運行開始。土日祝のみ運行で4往復[101]。

## 過去の路線

### 相鉄バス

#### 路線バス

##### 横浜営業所
- 浜4 横浜駅西口 - 元久保町 - どんどん商店街 - 阪東橋 - 羽衣町 - 桜木町駅
2013年4月15日から横浜駅西口 - 元久保町 - 岩井町 - 保土ヶ谷駅東口に経路が変更された[102]。変更前の聖隷横浜病院入口 - 桜木町駅の経路は、旭4桜木町駅発着系統と全く同じであったため、保土ヶ谷駅東口での乗継券制度を設けることで、経路変更前の利用者の便宜も図った。
2000年4月2日までは、横浜駅西口～浜松町は、横浜駅西口 - 岡野町 - 平沼高校 - 南浅間町 - 浜松町の経路であった[103][69]。改変により、岡野町・浅間下・洪福寺経由となり、更に横浜駅西口の乗降場所の変遷により、岡野町経由から北幸2丁目経由を経て、現在の鶴屋町3丁目経由となっている。
- 浜1 横浜車庫 - 羽沢団地前 - 西菅田団地 - 小机駅 - 新横浜駅
横浜車庫から羽沢団地前、西菅田団地、小机駅を経由して新横浜駅へ向かう路線であった。終点一つ前の峰沢団地前のバス停は三ツ沢グランド・横浜駅西口方面のバス停は通過し信号を右折し横浜車庫方面のバス停を経由し横浜車庫へと入る路線となったが、2014年7月7日のダイヤ改正により横浜駅西口発着に変更になり廃止となった。
- 浜18 藤塚町→ 富士見橋→ 栗の沢→ 星川ランプ→ 藤塚町→ 横浜ゴルフ場下(新道)→ 品濃町(新道)→ 東戸塚駅西口
- 浜18 東戸塚駅西口→ 品濃町(新道)→ 横浜ゴルフ場下(新道)→ 藤塚町→ 富士見橋→ 栗の沢→ 星川ランプ
藤塚町発星川ランプ経由の東戸塚駅西口行きと東戸塚駅西口発星川ランプ止まりの2つがあった。「川上IC～藤塚IC・星川入口」間を新道で走行した。2024年11月30日をもって廃止となった[72]。

##### 旭営業所
- 62 横浜駅西口 - 洪福寺 - 和田町 - 上星川 - 梅の木 - 千丸台団地（2007年3月31日付で撤退[104]）
1963年の千丸台団地入居開始により、翌1964年9月10日運行開始。急行運転を行っていた。横浜市営・神奈中との共同運行であったが、相鉄は2007年3月31日付で神奈中へ路線移譲して撤退[104]。路線の詳細は横浜市営バス保土ヶ谷営業所#62系統を参照。
- 旭3 横浜駅西口 - 洪福寺 - 保土ヶ谷駅東口 - 北永田 - 永田町住宅前 - 児童遊園地前（2003年10月31日廃止[105]）
翌日から横浜市営53系統へ引継ぎ、平和台折返場まで延伸。
- 旭5 二俣川駅北口 - 高地 - 寺下 - 南本宿インター前 - 東万騎ヶ原 - 美立橋 - 金剛寺 - うぐいす橋 - 保土ケ谷町 (保土ケ谷町2丁目) - 岩崎町 - 保土ケ谷駅西口（2021年4月4日廃止[80]）
- 旭16 東戸塚駅西口 - 品濃町 - 横浜ゴルフ場下 - 横浜カントリー（2004年9月30日廃止[106]）
1994年5月1日、系統番号変更（旭17→旭16）。
- 旭18 希望ヶ丘駅 - 南希望が丘 - 善部第3…第1 - 桃源台 - 万騎が原交番前 - 二俣川駅南口（2019年3月10日廃止[84]）
- 旭18 希望ヶ丘駅 - 南希望が丘 - 善部第3…第1 - 桃源台 - サンモール商店街 - 緑園都市駅（2019年3月10日廃止[84]、平日夕方1本のみ）
- 旭30 三ツ境駅 - 中丸 - 相沢 - 細谷戸第1…第5 （2008年8月15日付で撤退[107]）
神奈中へ路線移譲し、翌日から境30系統に引継ぎ[107]。
- 旭31 瀬谷駅 - 相沢 - 細谷戸第1…第5 （2008年8月15日付で撤退[107]）
神奈中へ路線移譲し、翌日から瀬31系統に引継ぎ[107]。
なお、この路線廃止に伴い、相鉄バスが瀬谷駅を起終点とするバス路線が消滅した。

##### 綾瀬営業所
- 綾2 大和駅 - 警察署前 - 引地台公園（2008年9月30日廃止)[108]
- 綾13 海老名駅 - 国分寺台第1…第8 - 杉久保入口 - 杉久保住宅 - 農大前
※経由地を変更した綾23系統に引継ぎ。
- 綾21 海老名駅 - 海老名中学校 - 大谷小学校 - 下浜田 - 国分寺台第8…第11 - 国分寺台第12
- 綾44 海老名駅 - 望地 - 小園団地入口 - 早川 - 用田橋 - 本郷工業団地（2008年9月30日廃止)[108]
- 綾61 かしわ台駅 - 天野原 - 富士塚 - 釜田 - 保険医療センター - 綾瀬市役所 - 市民文化センター（平日1本のみ）（2008年9月30日廃止)[108]
- 綾71 相模大塚駅南口 - さがみ野駅入口 - 飛行場正門※飛行場正門 - さがみ野駅入口 - 相模大塚駅南口（※基地内循環・朝夕のみ）(2010年9月30日廃止)[91]
※基地内は許可証がないと乗車できなかった。
- 綾72 大和駅 - 相模大塚駅南口 - 蓼川自治会館 - 飛行場正門 - 寺尾入口 - 綾瀬車庫(1日数本の運行)  (2024年4月1日廃止)
- 綾76 相模大塚駅北口 - さがみ野駅 - 相武台前駅 （2006年1月22日付で撤退[109]。さがみ野駅 - 相武台前駅 は神奈中 綾76が引き続き運行中）
- 綾45 綾瀬市役所→城山公園→早川城山4丁目→綾瀬車庫（急行・休日1本のみ）
綾瀬市役所から城山公園を経て、早川城山4丁目から綾瀬車庫まで途中無停車の路線である。休日の15時台に1本のみが運行されていた。2017年1月29日のダイヤ改正に伴い、同年1月22日の運行をもって廃止となった。

- 綾71 相模大塚駅南口 →（直行）→ 綾瀬車庫
綾71系統は相模大塚駅南口からさがみ野駅入口を通って綾瀬車庫まで途中無停車となる直行路線。2012年5月14日新設[110]。2017年3月13日より綾73→綾71系統に系統番号が変更された[111]。平日14時台に片道1本のみ運行されていた。2021年6月28日ダイヤ改正にて廃止[112]。

#### 高速路線バス
羽田空港線
- 海老名駅 - 羽田空港（神奈川中央交通西、京浜急行バスと共同運行）[31]
  - 相鉄バス運行便は綾瀬営業所（2014年7月6日までは横浜営業所）が担当[42]。
  - 2024年6月1日付で廃止[59]。

### 相模鉄道・相鉄ホールディングス時代

#### 路線バス

##### 西横浜営業所
西横浜営業所設立前の、(旧)横浜営業所・三ツ沢営業所の所管系統を含む。
- 横浜駅西口 - 浅間下 - 三ツ沢グランド入口 - 三ツ沢西町 - 片倉町入口 - 大丸 - 片倉町 - 菅田入口 - 港神境 - 岸根町（1958年12月20日免許）[113][69]
- 横浜駅西口 - 浅間下 - 三ツ沢グランド入口 - 三ツ沢西町 - 片倉町入口 - 大丸 - 片倉町 - 菅田入口 - 港神境 - 岸根町 - 新横浜駅（1970年6月23日延伸、1974年3月18日廃止）[114]
※片倉町入口から片倉町、菅田入口を経て新幹線に沿って北上し、岸根町まで行っていた系統。新横浜駅周辺の道路整備に伴い、1970年に新横浜駅まで延伸し、当時本数が少なく横浜駅からだと乗換えが必要だった国鉄横浜線に代わり新幹線利用客も見込んだが、交通渋滞と収支の悪化、また路線の大半が横浜市営バスと競合していたため、横浜市営バスに譲る形で撤退した。[115]
- 横浜駅西口 - 浅間下 - 三ツ沢グランド入口 - 三ツ沢西町 - 片倉町入口 - 三枚町 - 東泉寺前 - 小川橋 - 菅田町 - 鴨居駅（1962年5月28日免許、1974年3月18日廃止）[114][69]
※三枚町から小川橋へ至り、そこから菅田町を経て鴨居駅へ至る系統。1962年12月に開設された鴨居駅とその周辺で進む宅地開発を見込んで開設されたが、交通渋滞と収支の悪化、また菅田町内が横浜市営バスと競合していたことで、横浜市営バスに譲る形で撤退した。[115]
- 和田町駅 - 和田町 - 常盤園入口 - 岡沢町 - 三ツ沢西町 - 東神奈川駅 - 鶴屋町三丁目 - 横浜駅西口（1965年11月30日免許、廃止年月日不詳）
※和田町駅周辺は、往路は和田町駅→（和田町商店街）→ 和田町、復路は和田町→ 峰岡町二丁目→ 星川小学校→ 和田町駅　という経路をとった。
※1971年5月頃には、上星川駅発着で1日1運行との記載あり。少なくともこの時期までは運行があった。[116]
- 横浜駅東口 - 高島桟橋（1966年1月25日免許、1966年4月15日営業開始、廃止年月日不詳）[4][117]
※横浜港高島桟橋から出航していた東京湾フェリー（横浜 - 木更津航路)の乗降客の便をはかるため、横浜駅東口とを結んだ路線。ダイヤはフェリーの発着と連絡を取る形をとった。当時は週末に東海汽船大島航路も高島桟橋に寄港していたため、大島航路連絡の意味合いもあった。廃止年月日は不詳だが東京湾フェリー(横浜 - 木更津航路)が1972年9月30日廃止であるので、同時期に廃止になったと考えられる[117]。
- 横浜駅西口 - 岡野町 - 浅間下 - 市民病院入口 - 小机バスストップ - 新開橋（1966年12月7日免許、1967年4月1日営業開始、廃止年月日不詳）[4][118]
※第三京浜の保土ヶ谷IC - 港北IC間を使い、横浜駅西口と港北ICから程近い新開橋とを結んだ路線。小机バスストップは菅田町と小机町の町界付近の本線上にあった。
※新開橋バス停は市道新横浜元石川線の新開橋南詰にあり、緑産業道路との交差点の北東側、ヤナセ横浜港北支店 メルセデス・ベンツ港北の駐車場付近に折返場があった。

- 浜3 保土ケ谷駅西口 - 大門通 - 神明社前 - 横浜ビジネスパーク（1990年9月1日運行開始[69]、1994年5月8日廃止）
※案内は「YBP循環」。中型車が用いられた。現在は横浜市営バスのシャトルバスが運行している。
- 浜16 和田町駅 - 坂本町 - 浄水場裏 - 日本カーリット（2000年4月3日休止）[103][69]
※浄水場裏を出て、旭消防署市沢消防出張所前を右折せずに直進して道なりに行くと、現在のサンシティ横浜の敷地に当たる辺りで車道は途絶えて日本カーリット株式会社保土ヶ谷工場の正門となり、日本カーリットバス停はその正門前にあった。折返しは工場の守衛の誘導によって正門前で転回した。廃止直前は平日1本のみの運行となっていた。
- 市沢町 - 坂本町 - 和田町駅 - 大門通 - 洪福寺 - 浅間下 - 岡野町 - 横浜駅（東口） - 桜木町駅 - 本町四丁目 - 桟橋入口（シルクセンター前） -　花園橋 - 馬車道 - 桜木町駅 - … - 市沢町（1973年頃廃止）
- 横浜駅東口 - 桜木町駅 - 本町四丁目 - 桟橋入口（シルクセンター前） -　花園橋 - 馬車道 - 桜木町駅 - 岡野町 - 横浜駅西口（廃止年月日不詳）
※かつての桟橋入口付近の折返しには、桟橋入口（シルクセンター前）からそのまま南下して、平和球場脇を右折し、市庁前、尾上町、馬車道を経て桜木町駅に戻るルートがあった。年代によりこのルートを使う系統は異なり、桜木町駅以遠の発着地も異なる。
- 市沢町 - 坂本町 - 和田町駅 - 大門通 - 天王町 - 水道道 - 藤棚 - 御所山 - 野毛町 - 桜木町駅 - 本町四丁目 - 桟橋入口（1954年12月25日バス路線免許[69]、廃止年月日不詳）
- 市沢町 - 坂本町 - 和田町駅 - 大門通 - 洪福寺 - 浜松町 - 水道道 - 藤棚 - 御所山 - 野毛町 - 桜木町駅 - 本町四丁目 - 桟橋入口（廃止年月日不詳）
※かつては市沢町方面からも藤棚・野毛経由で桟橋入口を目指す系統が存在した。
※当初は天王町から洪福寺へは向かわず、西横浜駅脇にあった踏切を通って水道道へと向かっていた。しかしこの踏切が廃止になったことで、洪福寺を経由し尾張屋橋を渡って浜松町を経るコースに改められた。
- 横浜駅西口 - 洪福寺 - 大門通 - 星川町 - 和田町駅 - 坂本町 - 浄水場裏 - 市沢町
- 和田町駅 - 坂本町 - 浄水場裏 - 市沢町
※市沢町止まり専用のバス停は現在の市沢町バス停の場所ではなく、県営住宅グリーンヒル市沢ができるまで、市沢小学校入口交差点は5差路だったので、そのまま数ｍ直進し、すぐに右折した先に降車専用のバス停があった。折り返して横浜駅西口行や和田町行になる際は降車専用のバス停をすぐ右折した場所に市沢町始発専用のバスポールがあった。現在はその面影は全く見られないが、横浜市の過去の地図では、かつて交差点が5差路であったことが分かる。市沢町バス停はグリーンヒル市沢が完成して程なくバス停の再編が行われた。小学校バス停は旭6系統開設時の設置でこの当時は無かった。
- 横浜駅西口 - 浅間下 - 洪福寺（1986年8月11日運行開始[119]、1997年11月30日西横浜営業所閉所と共に消滅）
※西横浜営業所の出入庫系統。今まで全て回送で行き来していたのを1986年8月から一部営業化した。

##### 旭営業所
旭営業所設立前の、保土ヶ谷営業所・二俣川営業所の所管系統を含む。
旭営業所の系統番号は、当初は系統毎に系統番号を振る方式（神奈中と同じ）であった。ところが、二俣川駅 - 美立橋 - 保土ケ谷駅を経由する系統のように、多種類だが種類当たりの本数は少ない路線では、本数の割に系統番号の種類ばかりが膨らんでしまい、
- 寺下経由：旭4保土ケ谷駅東口経由横浜駅西口・旭5星川町経由横浜駅西口・旭6桜木町駅・旭7県庁前・旭8保土ケ谷駅西口経由横浜駅西口
- 保土ヶ谷バイパス・保土ケ谷駅東口経由：旭40県庁前・旭41桜木町駅・旭42横浜駅西口・旭43保土ケ谷駅東口

という有様になってしまった。このため1994年5月、横浜市営バスと同じ系統群での附番方法に切り替え、既存の系統番号は整理・統合されて欠番が発生した経緯がある。なお「浜〇〇」「綾〇〇」はその後の導入である。
- 桜木町駅 - 都橋 - 松屋野澤屋裏 - 日劇前 - 黄金町 - 清水ヶ丘 - 保土ケ谷駅東口 - うぐいす橋 - 美立橋‐二俣川駅北口（1957年5月31日免許、経路変更年月不詳）
- 桜木町駅 - 都橋 - 松屋野澤屋裏 - 日劇前 - 黄金町 - 清水ヶ丘 - 保土ケ谷駅東口 - うぐいす橋 - 美立橋（1957年5月31日免許、経路変更年月不詳）
- 桜木町駅 - 都橋 →羽衣町 →曙町 →阪東橋 →黄金町 - 清水ヶ丘 - 保土ケ谷駅東口 - うぐいす橋 - 美立橋‐二俣川駅北口（1966年頃運行、1968年頃経路変更）[120]
- 桜木町駅 - 都橋 ←松屋野澤屋裏 ←日劇前 ←黄金町 - 清水ヶ丘 - 保土ケ谷駅東口 - うぐいす橋 - 美立橋‐二俣川駅北口（1966年頃運行、1968年頃経路変更）[120]
- 桜木町駅 - 都橋 →羽衣町 →曙町 →阪東橋 →黄金町 - 清水ヶ丘 - 保土ケ谷駅東口 - うぐいす橋 - 美立橋（1966年頃運行、1968年頃経路変更）[120]
- 桜木町駅 - 都橋 ←松屋野澤屋裏 ←日劇前 ←黄金町 - 清水ヶ丘 - 保土ケ谷駅東口 - うぐいす橋 - 美立橋（1966年頃運行、1968年頃経路変更）[120]
※現在は黄金町から阪東橋を経由し、国道16号を本町四丁目まで走り、そこから桜木町駅へアクセスしているが、開業当初は伊勢佐木町商店街の裏通りを通る形で吉田橋へ至り、都橋を経て桜木町駅へ向かう経路であった。一方通行規制のため、往復で経路が異なった後、現在の国道経由の経路に変更された。
※元久保線(浜4)も同様。

- 旭5 横浜駅西口 - 洪福寺 - 保土ケ谷区役所入口 - 桜ヶ丘 - 岩崎町 - うぐいす橋 - 美立橋 - 二俣川駅北口（1991年12月23日より保土ヶ谷駅西口発着に経路変更）
- 旭5 保土ケ谷駅西口→大門通→神明社→横浜ビジネスパーク→星川町→桜ヶ丘→岩崎町→うぐいす橋→美立橋→二俣川駅北口
※旭5系統は、案内は「星川町経由」。美立橋折返しも存在した。
※浜3系統が廃止されたため、1994年5月9日より旭5系統の美立橋・二俣川方面行きが浜3系統の経路で横浜ビジネスパークを経由した。保土ヶ谷駅方向は従前と変わりなく星川町→神明社前で直行。1999年4月5日、横浜ビジネスパーク非経由に復帰[69]）
- 桟橋入口[注釈 24] - 桜木町駅 - 野毛坂 - 御所山 - 水道道 - 保土ケ谷駅東口 - うぐいす橋 - 美立橋‐二俣川駅北口（1955年5月4日バス路線免許[69]、1987年頃、県庁前発着に変更）
- 旭4 県庁前 - 桜木町駅 - 野毛坂 - 西前町 - 浜松町 - 藤棚 - 水道道 - 保土ケ谷駅東口 - 保土ヶ谷町 - うぐいす橋 - 金剛寺 - 美立橋 - 二俣川駅北口（1994年5月1日系統番号変更 旭7→旭4、1999年4月5日休止[※ 1][69]）
※桟橋入口／県庁前 - 美立橋の折返し便も存在した。
- 旭4 県庁前 - 桜木町駅 - 野毛坂 - 西前町 - 浜松町 - 藤棚 - 水道道 - 保土ケ谷駅東口 - 保土ヶ谷町 - うぐいす橋 - 金剛寺 - 美立橋 - 左近山入口（現：南本宿インター前） - （保土ヶ谷バイパス）- 二俣川駅北口（1991年12月23日運行開始、1994年5月1日系統番号変更 旭40→旭4、1999年4月5日休止[※ 1][69]）
※二俣川駅から保土ケ谷駅に向かい、さらに横浜市街まで直通する系統の一つで、戦後に進駐軍の接収から免れ、周辺の宅地化で栄えた藤棚・野毛の両商店街と、横浜の官庁街である本町を通り大桟橋の入口までを結んだ系統。
※藤棚 - 西前町の藤棚商店街は元来双方向通行であったが、昭和40年代に藤棚→西前町方向の一方通行となったため、県庁前発および藤棚商店街が歩行者天国の場合は浜松町交差点を経由した。その際には浜松町・西区総合庁舎前の両バス停は通過していた。
※野毛坂 - 野毛町も、元来は二俣川・美立橋発は野毛坂すなわち、野毛3丁目交差点～野毛坂交差点を経由し、県庁前発が日の出町交差点経由と異なっていたが、後に二俣川・美立橋発も切り替えられた。このような経緯のため、経路上にある日の出町一丁目バス停には停車しなかった。
※桟橋入口バス停は、降車専用が開港記念館横の国道133号線上に、乗車専用がシルクセンター前にそれぞれあり、後に日本大通り上の神奈川県庁本庁舎裏の県庁前バス停が始終点となった。
※野毛坂 - 水道道 - 保土ケ谷駅東口 - 保土ケ谷町（保土ヶ谷町2丁目）は横浜市営28系統と、野毛坂 - 水道道は横浜市営47系統ともほぼ同じ経路であった。ただし、戸部一丁目 - 御所山は相鉄は上原経由、市営は戸部本町経由と異なった。
- 旭8 横浜駅西口 - 洪福寺 - 保土ケ谷駅西口 - 大仙寺下 - 岩崎町 - うぐいす橋 - 美立橋 - 二俣川駅北口（1991年12月22日廃止）
※案内は「保土ヶ谷駅西口経由」。
※二俣川駅北口‐美立橋間に加え、岩崎町‐保土ケ谷駅西口も狭隘路を経由したため、全区間で誘導員が乗務した。平日1本のみの運行。
- 旭9 横浜駅西口 - 洪福寺 - 峰小学校前 - 川島町 - 下白根橋 - 鶴ヶ峰[注釈 25] - 四季美台 - 二俣川駅北口（1999年4月5日休止[※ 1][69]）
案内は「和田町経由」。
※鶴ヶ峰駅バスターミナル（現・旧共に）- 四季美台 - 二俣川駅北口の折返し便も存在した。
- 横浜駅西口 - 洪福寺 - 峰小学校前 - 川島町 - 下白根橋 - 白根町 - 白根小学校前 - 谷戸入口 - 上白根町 - 長坂（廃止年月日不詳）
- 旭11 鶴ヶ峰駅 - 白根小学校前 - 谷戸入口 - 上白根町 - 長坂 - 中山駅（1999年4月5日廃止）（1994年5月1日系統番号変更 旭13→旭11）
※ひかりが丘団地を経由せず上白根町 - 上白根入口も中原街道を走る。かつての鶴ヶ峰駅 - 中山駅の系統はこちらが主流であったが、1982年12月1日より日中はひかりが丘団地経由での運行となり[12]、1999年の大規模改変で全てひかりが丘団地経由に移行した。
- 横浜駅西口 - 三ツ沢西町 - 星川町[注釈 26] - ソニー研究所前[注釈 27] - 今井町 - 横浜カントリー(1971年4月1日免許[69]、1980年10月1日廃止)
- 横浜駅西口 - 三ツ沢西町 - 星川町 - ソニー研究所前 - 今井町 - 品濃町 - 矢沢 - 戸塚駅(1962年3月28日免許[69]、1980年10月1日廃止)
- 旭16 横浜駅西口 - 三ツ沢西町 - 星川町 - ソニー研究所前 - 今井町 - 品濃町 - 川上団地第1[注釈 28]（1967年5月29日免許[69]、1994年5月1日系統番号変更 旭14→旭16、廃止日不詳）
- 東戸塚駅西口 - 川上団地第1[注釈 28]（1980年10月1日開業、廃止日不詳）
- 旭16 横浜駅西口 - 三ツ沢西町 - 星川町 - ソニー研究所前 - 今井町 - 品濃町 - 東戸塚駅西口 - 川上団地第1[注釈 28]（1999年4月5日休止[※ 1][69]。1994年5月1日系統番号変更 旭38→旭16）
- 旭16 横浜駅西口 - 三ツ沢西町 - 星川町 - ソニー研究所前 - 今井町 - 品濃町 - 東戸塚駅西口（1999年4月5日休止[※ 1][69]。1994年5月1日系統番号変更 旭26→旭16）
- 旭16 今井町 - 品濃町 - 東戸塚駅西口（2001年頃廃止）
※横浜新道を通る各系統。1980年10月1日東戸塚駅開業に伴う系統改変と、1989年頃に川上団地発着系統に関して系統の整理が行われている。
※1967年5月開業の横浜駅西口 - 川上団地第1の系統は、開業当初は全便急行運転で、途中の停車停留所は川上団地第2のみであった[121]。
※今井町発着の系統は、旭16系統の出入庫系統。旭4系統の「今井町」バス停と区別するために、案内は「横浜バイパス 今井町」としていた。横浜市道今井第332号線（品濃側道）・環状2号線・新桜ヶ丘インターチェンジの完成で、一般道路だけで東戸塚駅と保土ヶ谷バイパスとを行き来できるようになったため廃止された。
- 旭18 希望が丘駅 - 南希望が丘 - 善部第2 - 阿久和（1999年4月5日休止[※ 1][69]）（1994年5月1日系統番号変更 旭20→旭18）
※元々は二俣川駅北口から善部谷を遡り、峠を越えて阿久和に至る路線であったが、希望ヶ丘駅から宅地開発をしつつ道路とバス路線を延伸し、1968年になって善部地区まで完成したことで系統変更が行われ、二俣川駅南口 - 善部 - 希望ヶ丘駅と希望ヶ丘駅 - 善部 - 阿久和とに再編された。
※阿久和バス停は阿久和交差点のすぐ東側にあり、折返しは、客扱いはせずに周囲の道路を用いて、阿久和→原店→阿久和坂上→阿久和で転向していた。
- 旭32 南瀬谷小学校→瀬谷スポーツセンター→南台Aハイツ→南台入口→二ツ橋→瀬谷警察署前→三ツ境駅（南口）（1999年4月5日休止[※ 1][69]）
- 旭33 瀬谷駅→相沢→相沢原→二ツ橋→瀬谷警察署前→三ツ境駅（南口）（平日1本、中型車使用）（1999年4月5日休止[※ 1][69]）
※1988年、中原街道と相鉄線との立体交差工事が完成したことにより、従来は三ツ境駅西側で踏切を渡っていた、三ツ境駅（北口）～南瀬谷小学校・ニュータウン南瀬谷・細谷戸第三方面の系統は、5月12日から「中丸経由」としてこの立体交差を通る形に経路が変更された。これにより瀬谷区役所最寄りの瀬谷警察署前や二ツ橋のバス停は新経路から外れることになるため、瀬谷区役所アクセスの意味合いもあって、南瀬谷小学校発の駅方面のみ二ツ橋経由の便が残された。一方で旭33系統はこの1988年5月12日新設[69] だが、免許維持のような状態だった。
※両系統とも案内は「二ツ橋経由 三ツ境駅」とされ、三ツ境駅南口で降車扱いの後は、そのまま厚木街道を直進し、三ツ境駅北口へ回送していた。
- 瀬谷駅 - 橋戸原 - 北村 - 地神前 - 林 - 下瀬谷（1961年9月25日免許、1974年頃廃止）
- 細谷戸第3 - 相沢 - 瀬谷駅 - 下瀬谷（1965年2月8日免許、廃止日不詳）
- 三ツ境駅 - 二ツ橋 - 橋戸原 - 北村 - 地神前 - 林 - 下瀬谷（1973年頃運行）
- 三ツ境駅 - 二ツ橋 - 橋戸原 - 北村 - 地神前 - 林 - 下瀬谷 - ニュータウン南瀬谷 - 南瀬谷クリニックセンター前（現、郵便局前）- 宗川寺前 - 地神前 - 北村 - 橋戸原 - 二ツ橋 - 三ツ境駅（循環）（1975年頃運行開始、1983年6月13日廃止）[12][122]
※瀬谷駅前を出発し、瀬谷銀座通りを経て厚木街道へ出て、現在の環状4号線の西側に沿うように下瀬谷まで至っていた路線。下瀬谷バス停は現在の下瀬谷2丁目と3丁目との境界道路上に古くからの集落の北側付近にあった。ニュータウン南瀬谷造成後に循環線となったが、橋戸原 - 下瀬谷の道路が狭隘で危険を回避するためもあり、旭営業所開設に伴う系統改変で旭28と旭29とに分離する形で路線変更が行われた[注釈 29]
- 旭28 三ツ境駅 - 中丸 -南台住宅入口 - 郵便局前 - ニュータウン南瀬谷 - 下瀬谷（1999年4月5日休止[※ 1][69]）
※下瀬谷バス停は横浜市立下瀬谷小学校（現：瀬谷さくら小学校）と下瀬谷公民館前交差点との間にあった。現在もすぐ脇に神奈中い12系統が用いる下瀬谷折返場があるが、折返場は神奈中の敷地のため使えず、環状4号線も未開通で周辺道路も狭隘だったため、折返しはいったん神奈中バスの経路に沿ってひなた山住宅地へ向かい、住宅地内の道路を用いて転向していた。

1. 1 2 3 4 5 6 7 8 9  翌年同月同日廃止。

##### 綾瀬営業所
綾瀬営業所管内は企業の工場などの施設内へ向かう系統が多く、統計資料等で載っている系統でも、実態は関係者専用の系統が少なくなかった。
- 海老名駅 - 厚木ナイロン - 本厚木駅（1996年5月6日休止[※ 1][69]）
※末期は、二俣川駅 - 本厚木駅系統の折返しで中型車が用いられた。
- 海老名駅 - みずほ団地 - 海源寺 - 海老名総合病院（1985年9月16日開業、1996年5月6日休止[※ 1][69]）
- 海老名駅 - 国分寺台第1…第7 - 綾瀬西高入口 - 国分寺台第12（1988年8月8日開業、1999年10月11日休止[※ 1][69]）
- 海老名駅 - 海老名中学校 - 大谷小学校 - 下浜田 - 国分寺台第8…第9 - 変電所前（1990年1月2日開業、1999年10月11日休止[※ 1][69]）
※2016年に新設された綾22系統がほぼ同一のルートを通る。
- 海老名駅 - 海老名運動公園（1993年4月5日開業、1999年10月11日休止[※ 1][69]）
※相鉄は午後のみの運行で、午前中は神奈中が別経路で担当した。
- 海老名駅 - 望地 - 富士塚 - 綾瀬中原 - 東名綾瀬 - 寺尾 - 嫁ケ久保 - 綾瀬市役所（1999年10月11日休止[※ 1][69]）
※案内は「富士塚経由」とされていた。
- 海老名駅 - 望地 - 小園団地入口 - 綾瀬車庫 - 東名綾瀬 - 寺尾 - 市民スポーツセンター - 保健医療センター（1999年10月11日休止[※ 1][69]）
- 海老名駅←望地←小園団地入口←綾瀬車庫←東名綾瀬←寺尾←市民スポーツセンター←保健医療センター←中郷（1999年10月11日休止[※ 1][69]）
※案内は「市民スポーツセンター経由」「小園経由」。保健医療センター（旧：綾瀬市役所）バス停は、2020年現在の「観音橋」バス停付近。中郷（旧：綾瀬小学校前）バス停は2020年現在も神奈中さ02・さ03系統が使用している。
- 海老名駅 - 望地 - 小園団地入口 - 早川 - 用田橋 - 本郷 - 日鉱住宅 - 倉見駅 - 宮山駅 - 寒川神社 - 寒川駅（1984年頃廃止）
- 海老名駅 - 望地 - 小園団地入口 - 早川 - 用田橋 - 富士ゼロックス - 居合集荷所 - 門沢橋（1999年10月11日休止[※ 1][69]）
- 海老名駅 - 望地 - 小園団地入口 - 早川 - 用田橋 - 本郷工業団地 - 富士ゼロックス - 居合集荷所 - 門沢橋（1990年11月8日開業、1999年10月11日休止[※ 1][69]）
- 海老名駅 - 望地 - 小園団地入口 - 早川 - 用田橋 - 本郷工業団地（1990年11月8日開業、1999年10月11日休止[※ 1][69]）
- 海老名駅 - 望地 - 小園団地入口 - 早川 - 用田橋（1999年10月11日休止[※ 1][69]）
※原則中型車で運行。案内は「早川経由」「用田橋経由」とされていた。
- 海老名駅 - 望地 - 赤坂- 天野原 - かしわ台駅（1996年5月6日休止[※ 1][69]）
※相鉄バス廃止後も、同じ経路を神奈中バス海03系統が引き続き運行。相鉄バス運行当時は神奈中と共管の状態だったが共通定期券等の扱いは無かった。
- 海老名駅 - 厚木ナイロン - 坂下 - 城山 - 上河内 - 才戸 - 寒川神社 - 寒川駅（1965年12月11日バス路線免許[69]、1984年頃廃止）
- 海老名駅 - 厚木ナイロン - 坂下 - 城山 - 上河内 - 門沢橋（1999年10月11日休止[※ 1][69]）
- 海老名駅 - 厚木ナイロン - 坂下 - 城山 - 上河内 - 才戸 - 寒川神社（1999年10月11日休止[※ 1][69]）
- 海老名駅 - 厚木ナイロン - 坂下 - 城山 - 上河内 - 本郷工業団地（1990年11月8日開業、1999年10月11日休止[※ 1][69]）
※案内は「ナイロン経由」「上河内経由」とされていた。
- さがみ野駅 - 北向庚申前 - 栗原高校前 - 十一条 - 南林間駅（1989年4月19日開業、1999年10月11日休止[※ 1][69]）
- 相模大塚駅（北口） - 県公社東原団地前 - 工機入口 - 日産前（1999年10月11日休止[※ 1][69]）
- 相模大塚駅（北口） - 県公社東原団地前 - 工機入口 - 十一条 - 南林間駅（さがみ野駅非経由）（1999年10月11日廃止）
- 相模大塚駅（北口） - 県営住宅 - 北向庚申前 - 相武台前駅（さがみ野駅非経由）（1999年10月11日廃止）
※1999年の系統再編で、残った系統もすべてさがみ野駅を経由するようになった。
- 相模大塚駅（北口） - 草柳原 - 草柳第1…第3 - 水源地 - 鶴間駅（小型車使用）（1996年5月6日休止[※ 1][69]）
※1981年からいすゞ製大型9mナロー車が導入されたが、それでも誘導員を乗せる必要があった狭隘路線で、1991年に三菱製小型車が専用車として導入されワンマン化が果たされた
- 大和駅西口 - 草柳一丁目 - 引地台公園入口 - 山王橋 - 桜ヶ丘駅西口（1978年9月18日営業開始[69]、1984年頃廃止）
- 大和駅西口 - 警察署前 - 引地台公園入口 - 山王橋 - 桜ヶ丘駅西口（平日往復1本のみ）（1978年9月18日営業開始[69]、1984年頃廃止）
- 大和駅 - 大和南 - 光ヶ丘 - 引地台公園（1999年10月11日休止[※ 1][69]）
- 桟橋入口 - 横浜駅東口 - 洪福寺 - 和田町 - 鶴ヶ峰 - 二俣川駅北口 - 三ツ境駅 - 二ツ橋 - 大和駅入口 - 大塚本町 - 海老名駅 - 河原口 - 本厚木駅（1950年6月6日バス路線免許、廃止年月日不詳）
※乗合バス事業再開にあたって、当初はこの系統が再開初の系統となる予定であったが、自社鉄道線や他社乗合バス系統と並行することもあり路線免許がなかなか下りず、結果としては二俣川駅 - 保土ケ谷駅線が先となった。
※本系統は鶴ヶ峰 - 海老名駅 - 本厚木駅の自社鉄道沿線地域と、鶴ヶ峰 - 横浜駅で帷子川の対岸を走る国道16号沿道地域の旅客を横浜市街地まで運ぶことを画策した系統である。当時、鶴ヶ峰 - 横浜駅では自社鉄道沿線にも関わらず、川に遮られて住宅地の多い国道側地域の旅客を神奈中バスや横浜市営バスに奪われてしまい、歯がゆい思いをしていたようである。
- 二俣川駅北口 - 三ツ境駅 - 二ツ橋 - 大和駅入口 - 大塚本町 - 海老名駅 - 河原口 - 本厚木駅（1996年5月6日休止[※ 1][69]）
※平日昼1本のみの運行。中型車を使用し、平日の昼間に延々と厚木街道を往復した。ただし、さがみ野駅入口（旧：柏ヶ谷入口） - 望地は、綾52などとは異なり大塚本町を経由した。

1. 1 2 3 4 5 6 7 8 9 10 11 12 13 14 15 16 17 18 19 20 21  翌年同月同日廃止。

#### 高速バス
都市間高速バス（夜行・昼行）については全線撤退した。相鉄の撤退後、大阪線・徳山線・高松線の3路線は共同運行会社が東京便を横浜経由として存続、金沢線・田沢湖線の2路線は同じ神奈川県の江ノ電バスに路線を譲渡した（のち江ノ電バスも全線撤退）。新潟線のみ相鉄の撤退とともに廃止された。
車体の塗装は、当初は路線ごとに専用デザインが用意されたが、のちにどの路線でも車両を運用できるよう塗装が統一された。高速車の塗装はいずれも白地にネイビーブルーを基調としたデザインとなっていた。

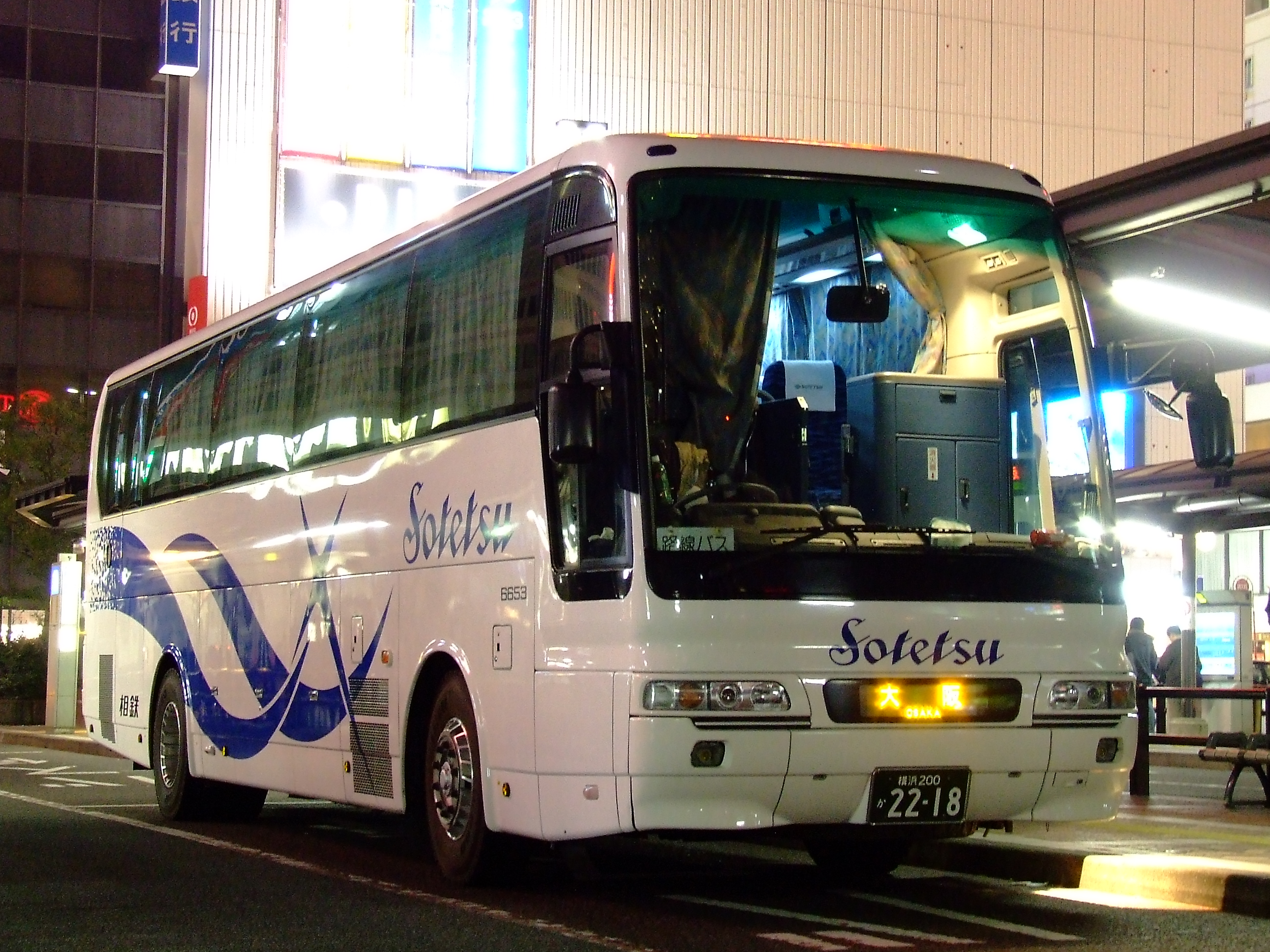
ブルーライト号

大阪線「ブルーライト号（BLUE LIGHT）」
相模鉄道初の高速バス路線で、夜行高速バスであった。近鉄バス（運行開始時は近畿日本鉄道）との共同運行で、近鉄にとって関東進出後初の路線でもあった。
路線愛称はいしだあゆみのヒット曲「ブルー・ライト・ヨコハマ」に由来する。
車両は相鉄・近鉄で共通デザインの「ブルーライト号」専用塗装車が用意され、相鉄ではエアロクイーンM（6901・6902号車）、近鉄ではブルーリボンが投入された。専用塗装のデザインは、ネイビーブルーと水色の2本の帯で波を描き、赤い十字できらめく光を表現したもの。
- 路線沿革
  - 1989年（平成元年）3月23日 - 運行開始[124]。
  - 1990年（平成2年）
    - 10月19日 - 相鉄高速バスセンターが開業。
    - 10月20日 - 起終点を横浜駅西口から相鉄高速バスセンターへ変更。

  - 2007年（平成17年）
    - 3月31日 - 同日をもって相鉄が撤退、近鉄バス単独運行として運行継続。
    - 4月19日 - 路線廃止。同時に近鉄バスは東北急行バスと共同運行する「フライングライナー号」を横浜経由としてカバーした。
- 経路
  - 運行開始時のルート：横浜駅 - 大阪（上本町）
  - 撤退時のルート：相鉄高速バスセンター - 横浜駅西口 - JR茨木駅 - 阪急茨木市駅 - 大阪駅前（東梅田） - なんばOCAT -あべの橋バスステーション（大阪阿部野橋駅）

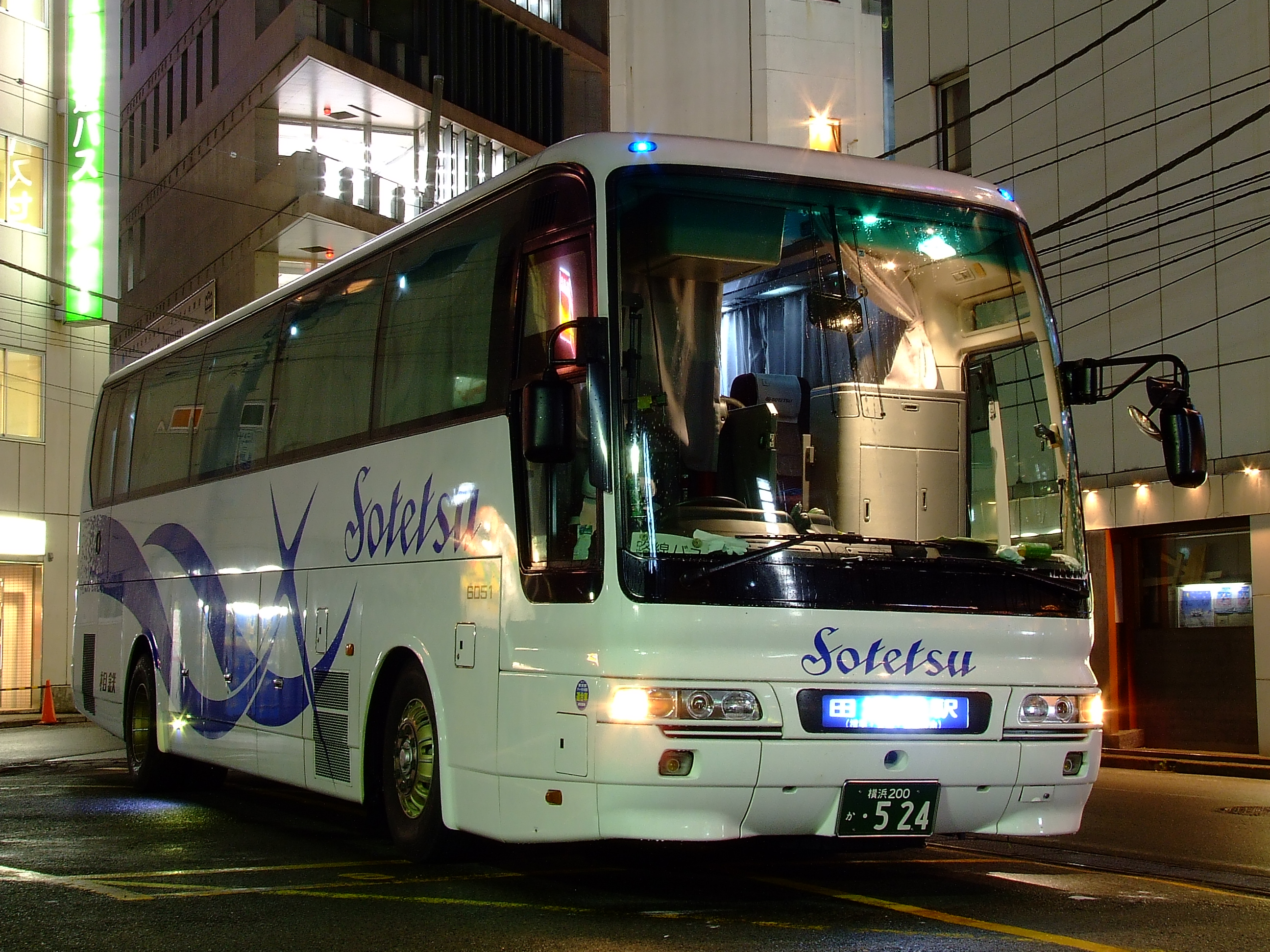
レイク＆ポート号

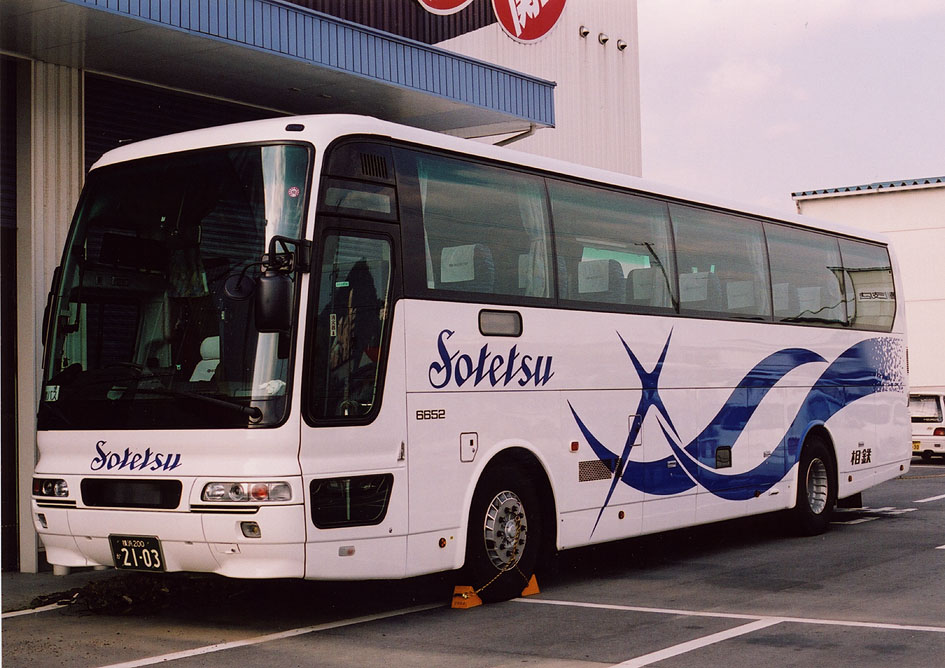
トリトン号

田沢湖線「レイク&ポート号（LAKE & PORT）」
羽後交通と共同運行。夜行高速バス。
路線愛称は英語で、田沢湖の湖を表す "Lake" と、横浜のシンボルである港を表す "Port" を組み合わせている。
車両は「レイク&ポート号」専用塗装のいすゞP-LV719R（富士重工業R15型車体架装、4901号車）を投入。専用塗装は「ブルーライト号」のデザインをブルー単色に変更したもので、このカラーリングがのちに相鉄の夜行高速バス共通カラーとなった。羽後交通は同社共通カラーのボルボ・アステローペ (P-B10M) を投入。
相鉄は撤退時に車両（エアロクィーンI）を羽後交通へ譲渡している。
- 路線沿革
  - 1989年7月20日 - 運行開始。
  - 1990年（平成2年）
    - 10月19日 - 相鉄高速バスセンターが開業。
    - 10月20日 - 起終点を横浜駅西口から相鉄高速バスセンターへ変更。

  - 2008年（平成20年）

    - 8月31日 - 同日をもって相鉄が運行から撤退、これにより相鉄は都市間高速バス事業から撤退した[125]。江ノ電バスへ路線譲渡。
    - 9月1日 - 江ノ電バス藤沢（当時）が田沢湖線を運行開始。

  - 2019年（令和元年）6月30日 - 同日発の便をもって江ノ電バスが撤退。羽後交通単独運行となる[126]。
- 経路
  - 撤退時のルート：相鉄高速バスセンター - 横浜駅西口 - 浜松町バスターミナル - 横手バスターミナル - 大曲バスターミナル - 羽後交通角館営業所 - 田沢湖駅前

金沢線「ラピュータ号（LAPUTA）」
北陸鉄道との共同運行。昼行・夜行1往復ずつを設定。
北陸鉄道にとっては、名古屋線、京都線、池袋線に続く4番目の高速路線で、初の神奈川県発着路線となった。
路線愛称は『ガリヴァー旅行記』に登場する空飛ぶ島「ラピュタ」に由来。
車両は、相鉄は「ラピュータ号」専用塗装のエアロクィーンM（6903・6904号車）を投入。専用塗装のデザインは窓下にブルーの円弧を描き、その中に夕日を思わせる「LAPUTA」のロゴを金色で描いたもの。北陸鉄道は同社共通カラーのエアロクィーンを投入。
- 路線沿革
  - 1989年（平成元年）7月29日 - 運行開始[127][128]。
  - 1990年（平成2年）
    - 10月19日 - 相鉄高速バスセンターが開業。
    - 10月20日 - 起終点を横浜駅西口から相鉄高速バスセンターへ変更。

  - 1992年（平成4年）9月7日 - 北陸自動車道「北陸小松」への停車を開始、昼行便のダイヤ改正。
  - 2000年（平成12年）
    - 3月15日 - 乗車率の低い昼行便を廃止。
    - 4月28日 - 北陸自動車道「松任海浜公園」「尼御前」への停車を開始。

  - 2007年（平成19年）
    - 9月30日 - 同日をもって相鉄が撤退。江ノ電バスへ路線譲渡。
    - 10月1日 - 江ノ電バスが金沢線を運行開始（北陸鉄道との共同運行）。

  - 2017年（平成29年）3月31日 - 同日発の便をもって廃止[129]。
- 経路
  - 運行開始時のルート：横浜駅西口 - 金沢駅前
  - 撤退時のルート：相鉄高速バスセンター - 横浜駅西口 - 尼御前 - 北陸小松 - 松任海浜公園 - 片町 - 香林坊 - 武蔵ヶ辻 - 金沢駅前

横浜駅西口出入口から首都高速神奈川2号三ツ沢線・横浜新道を経て、東名・名神・北陸道経由で金沢市内へ入り、金沢西ICで一般道へ下り、片町・香林坊・武蔵ヶ辻など金沢市内の繁華街を経て金沢駅へ至る。昼行便廃止後に北陸自動車道上にも停留所が新設され、加賀市・小松市・白山市（旧松任市）からも乗降が可能となった。

徳山線「ポセイドン号（POSEIDON）」
防長交通と共同運行。夜行高速バス。
路線愛称はギリシャ神話の海神「ポセイドン」に由来。
相鉄の車両は「ポセイドン号」専用塗装のエアロクィーンM（6003号車）が投入された。専用塗装のデザインは錦帯橋のアーチ橋をイメージしたもの。
- 路線沿革
  - 1990年（平成2年）12月20日 - 運行開始。
  - 1993年（平成5年）11月2日 - 廃止。防長交通が現在も運行する「萩エクスプレス」が後継路線となる。
- 経路
  - ルート：相鉄高速バスセンター - 横浜駅西口 - 岩国駅前・徳山駅前

高松線「トリトン号（TRITON）」
夜行高速バス。香川県側の運行事業者や経路は何度か変更されている。
路線愛称はギリシャ神話の海神「トリトン」に由来。
相鉄の車両は「トリトン号」専用塗装のエアロクィーンM（6001号車）が投入された。専用塗装のデザインは瀬戸内海に浮かぶ島々をイメージしたもの。
- 路線沿革
  - 1990年（平成2年）12月21日 - 運行開始。瀬戸大橋高速バスと共同運行。瀬戸大橋経由で運行開始。
  - 1992年（平成4年）- 瀬戸大橋高速バスの解散に伴い、共同運行先を四国高速バスに変更。
  - 2001年（平成13年）- 明石海峡大橋開通（1998年）により神戸淡路鳴門自動車道経由に変更。
  - 2003年（平成15年）- 共同運行先を四国高速バスから琴平参宮電鉄（現：琴参バス）に変更。
  - 2007年（平成19年）6月 - 相鉄が撤退。これにより四国高速バスが復帰し、路線愛称を「さぬきエクスプレス横浜」に変更。

のちに四国高速バスが西東京バスと共同運行する「ハローブリッジ号」（八王子・新宿発着）と統合された。
- 経路
  - 撤退時のルート：相鉄高速バスセンター - 横浜駅西口 - 高松駅 - 丸亀バスセンター

新潟線「サンセット号（SUNSET）」
新潟交通と共同運行。昼行・夜行1往復ずつを設定。相鉄では最後に設定された都市間高速バス路線で、初の大和駅発着となった。
路線愛称は日本海に沈む夕日にちなむ。
相鉄の車両は夜行高速共通カラー（「レイク&ポート号」専用塗装の「Lake & Port」のロゴを「Sotetsu」に変えたもの）のエアロクィーンIまたはいすゞP-LV719R（富士重工業R15型車体架装）、新潟交通は同社共通カラーの初代エアロクイーンが投入された。
相鉄が運行していた他の都市間高速バス路線と異なり、他の事業者に引き継がれることなく廃止された。
なお、相模鉄道時代の1976年（昭和51年）末に、新潟・東北方面への「帰郷バス」を運行開始している。
- 路線沿革
  - 1993年11月2日 - 運行開始[130]。
  - 1997年9月1日 - 廃止。
- 経路
  - ルート：大和駅 - 横浜駅西口 - 新潟駅 - 万代シテイバスセンター

大和駅から国道16号を南下して横浜駅西口バスターミナルに停車し、第三京浜道路で東京都内に入り環状八号線を経て、関越道・北陸道経由で新潟市内へ至る[123]。

## 車両
三菱ふそうトラック・バス、いすゞ自動車、日産ディーゼル（現：UDトラックス）製を中心に導入され、日野自動車製は少数に留まる。営業所によってメーカー別の割合に差があり、綾瀬営業所はいすゞとUDトラックス、横浜営業所は三菱、旭営業所はいすゞと三菱が多く、高速バスは三菱製が多い。
2022年現在、相鉄バスが所有する日野自動車製の車両は、2005年式ブルーリボンIIワンステップ車2台と海老名市コミュニティバス用のポンチョ、2018年から導入が進むブルーリボンハイブリッド、および特定輸送用のメルファである。
車体架装は、三菱車は三菱ふそうバス製造（旧：呉羽自動車工業）の純正車体で導入している。いすゞ車は長年富士重工業製車体を採用し、同社がバス車体架装事業から撤退するまで採用していた。富士重工のバスボディ製造事業撤退後はいすゞバス製造の純正車体で導入している。日産ディーゼル車も富士重工業製車体を採用していたが、同社の撤退後は西日本車体工業製車体で導入された。同じ富士重工業製車体を架装していても、社番でシャーシメーカーは容易に判別できた。
いすゞ製ノンステップバスについては2001年の導入当初からいすゞバス製造の純正車体を採用している。
一般路線バスは基本的に前中2扉で、運賃支払い方法は先払いが基本で、一部綾瀬地区に後払いがあるが、車両の仕様は統一されている。このため中扉は、構造上引戸を採用しているノンステップバスなどを除き、1997年式から基本的に4枚折戸を採用している。
大型車の配置が多いが、狭隘路線向けと特定輸送用に中型車の配置もある。いすゞ製、三菱製（三菱ふそう・エアロミディMK）が導入されたが、エアロミディMKが生産終了となったため、いすゞ（ジェイ・バス）製が中心となっている。過去には日産ディーゼル製の導入事例もある。
かつては大型短尺車を導入した時期もあり、狭隘路線や乗客の少ない路線で使用していた。
また「ワンロマ車」と呼ばれる、座席が2人掛けロマンスシートで中引戸の路線・貸切兼用車が、横浜営業所と綾瀬営業所を中心に配置されていた。

### カラーリング
一般路線バスの旧々塗装は、白地に臙脂色をアクセントにしたツートーンであった。1977年4月12日から採用された旧塗装は、アイボリー地にグリーンとライトグリーンのラインを用いたスリートーンであった（ワンロマ仕様の車両は二色の緑ラインの境目にさらに赤帯が入る）。この旧塗装はアイボリーホワイト地に相鉄（SOTETSU）・安全（SAFETY）・サービス（SERVICE）の頭文字である「S」を2色の緑の帯で配したものとなっている。旧々塗装車も順次塗り替えられ、1983年3月には全車塗り替わった。当初は後面窓下の緑帯内にも「相鉄」のロゴが入っていたが、1983年度からロゴが省略されて単なる緑帯となり、ロゴが入っていた車両も塗り替え時に順次ロゴが省略された形に改められた。
2008年10月からは、CIによって制定された相鉄グループカラー（アイボリー地にブルーとオレンジ）の現行塗装に変更された。しかしながら2020年現在、旧塗装車の新塗装への塗り替えは行われていない。
旧々塗装の頃から正面窓下に、相模鉄道株式会社の社紋が掲げられていたが、1987年にシンボルマークが制定されると、社紋から順次交換された。さらに相鉄グループCIロゴが導入されてからは、グリーンのスリートーン塗装の車両は前面のシンボルマークが撤去され、車体両側裾部分にCIロゴが貼られている。
なお、相模鉄道（後の相鉄ホールディングス）と相鉄バスが共存している間、後者に所属する車両の前扉上部には「相鉄バス」と記され、バス停留所での社名表記にも「相模鉄道」と「相鉄バス」との違いがあった。
カラーリング

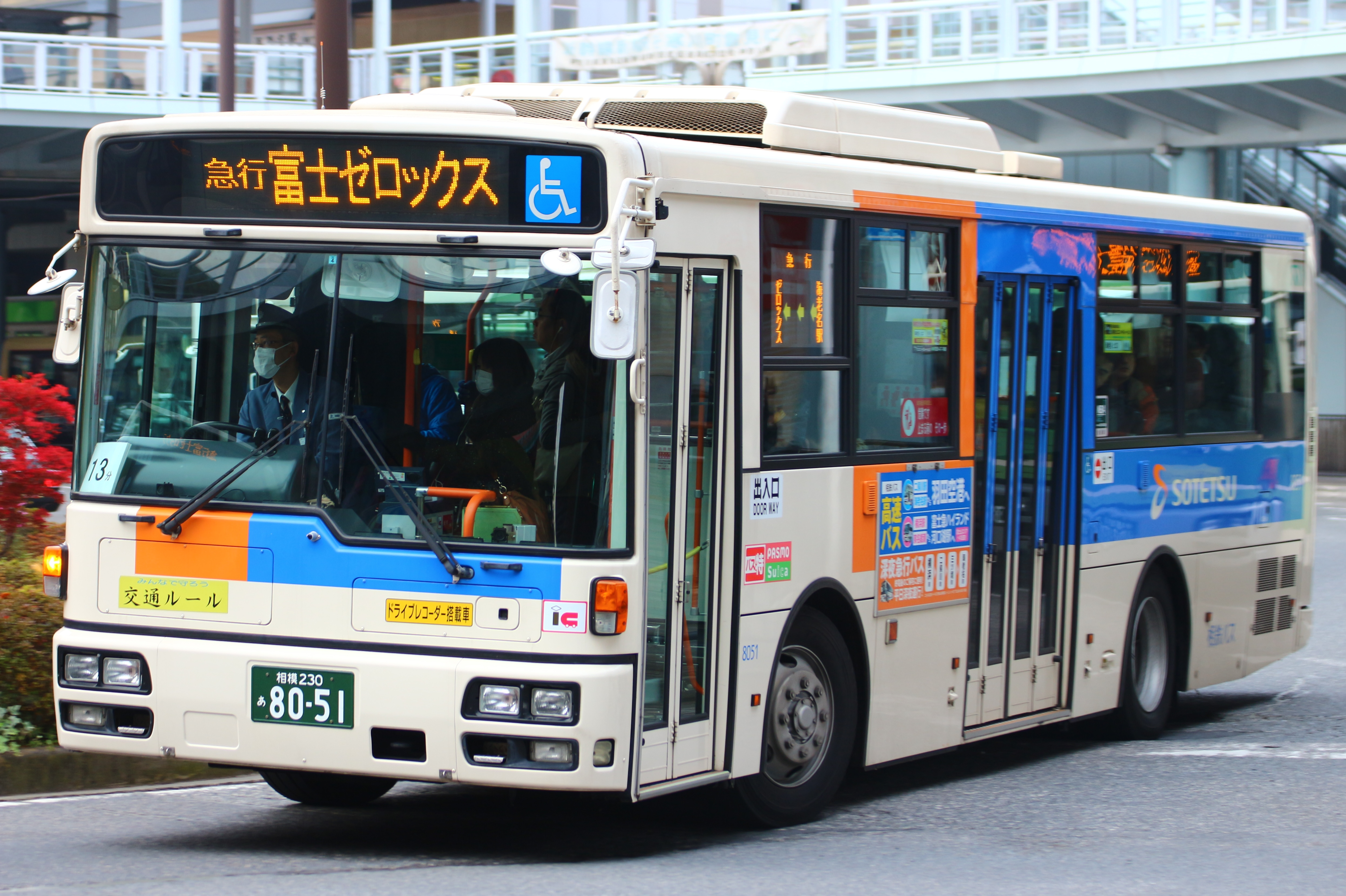
相鉄グループカラーが採用された現行塗装 (8051)
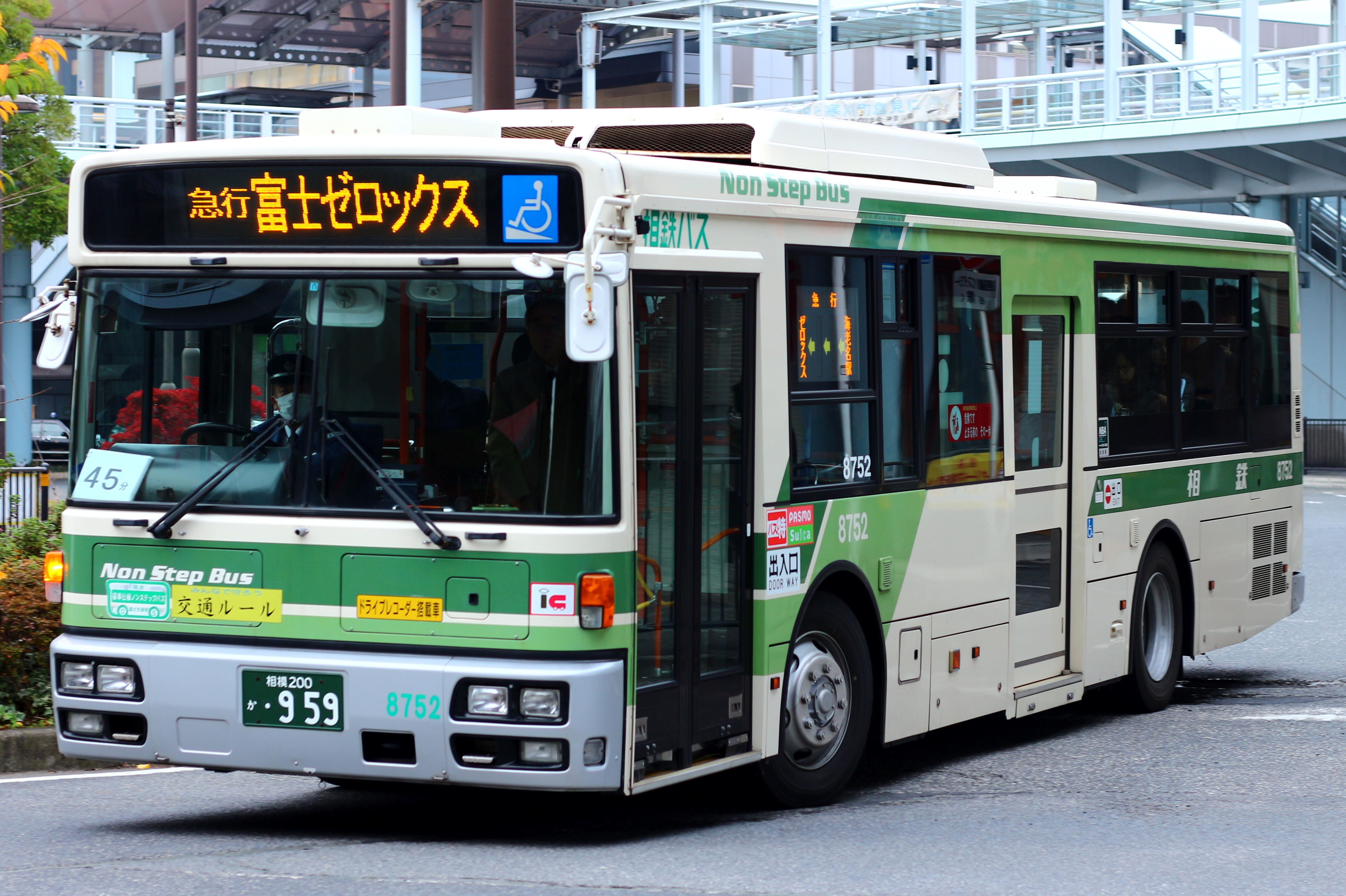
1世代前の一般路線車標準色 (8752)
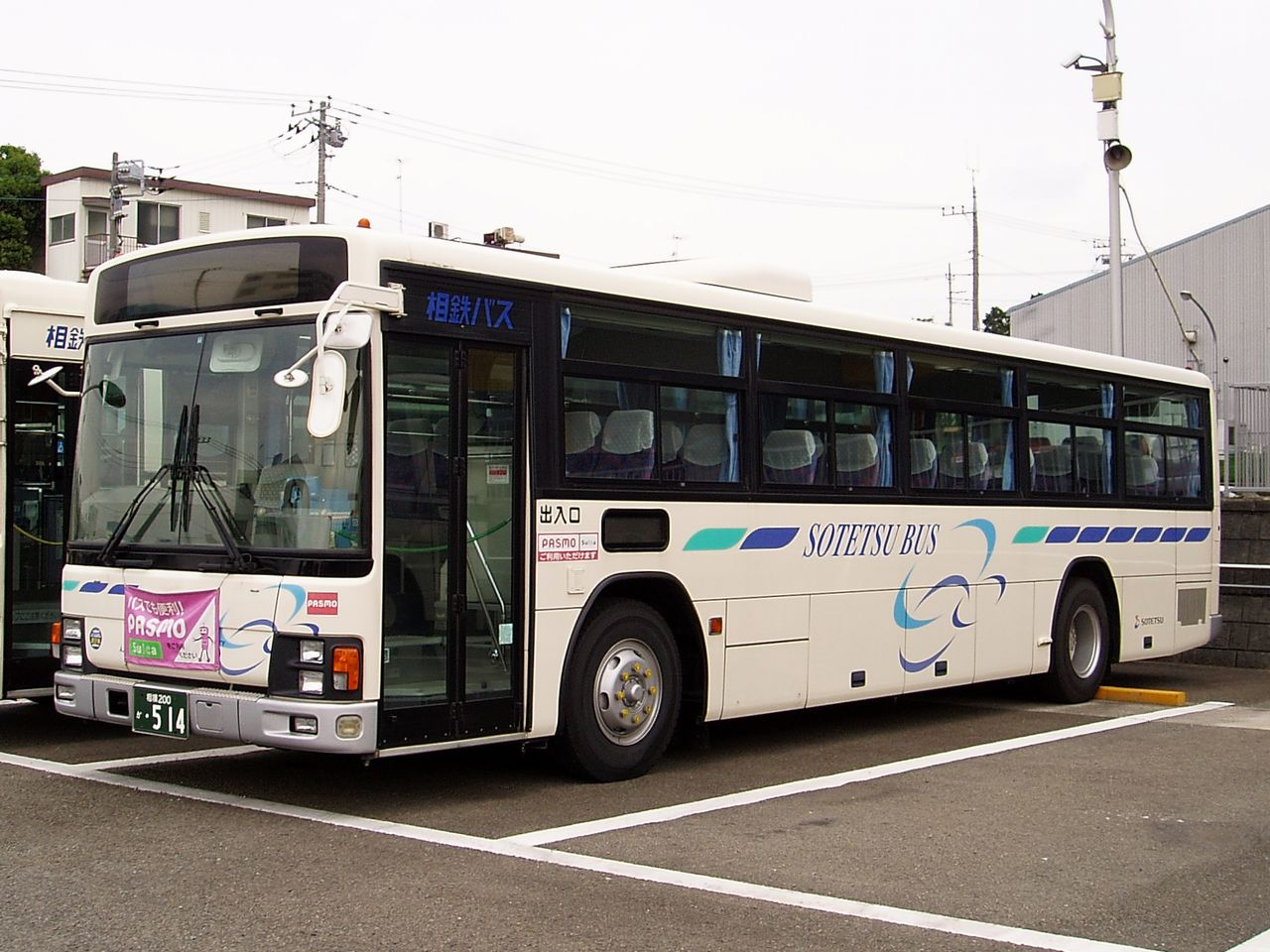
深夜急行バス用車両 (7351)
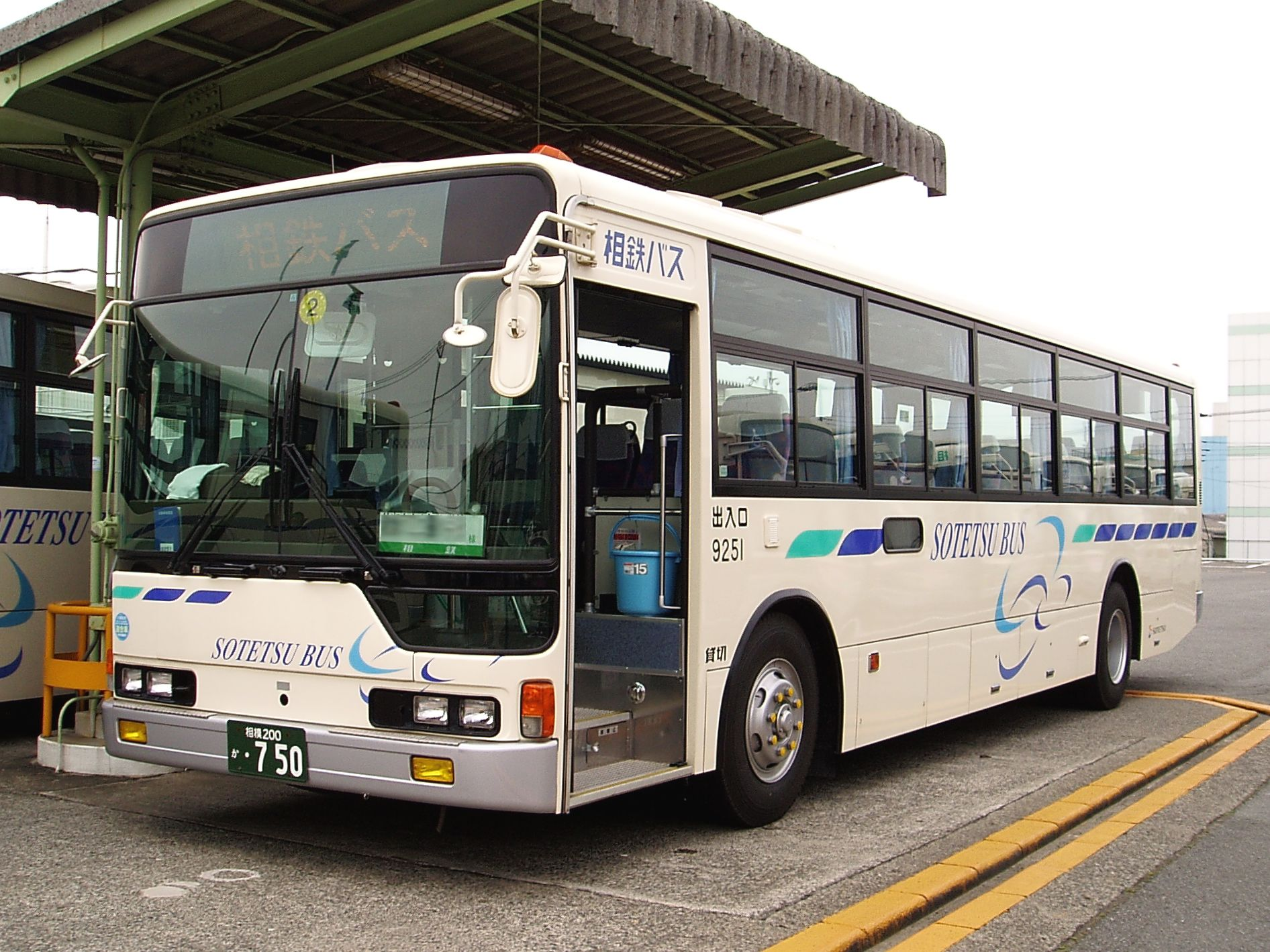
貸切車 (9251)
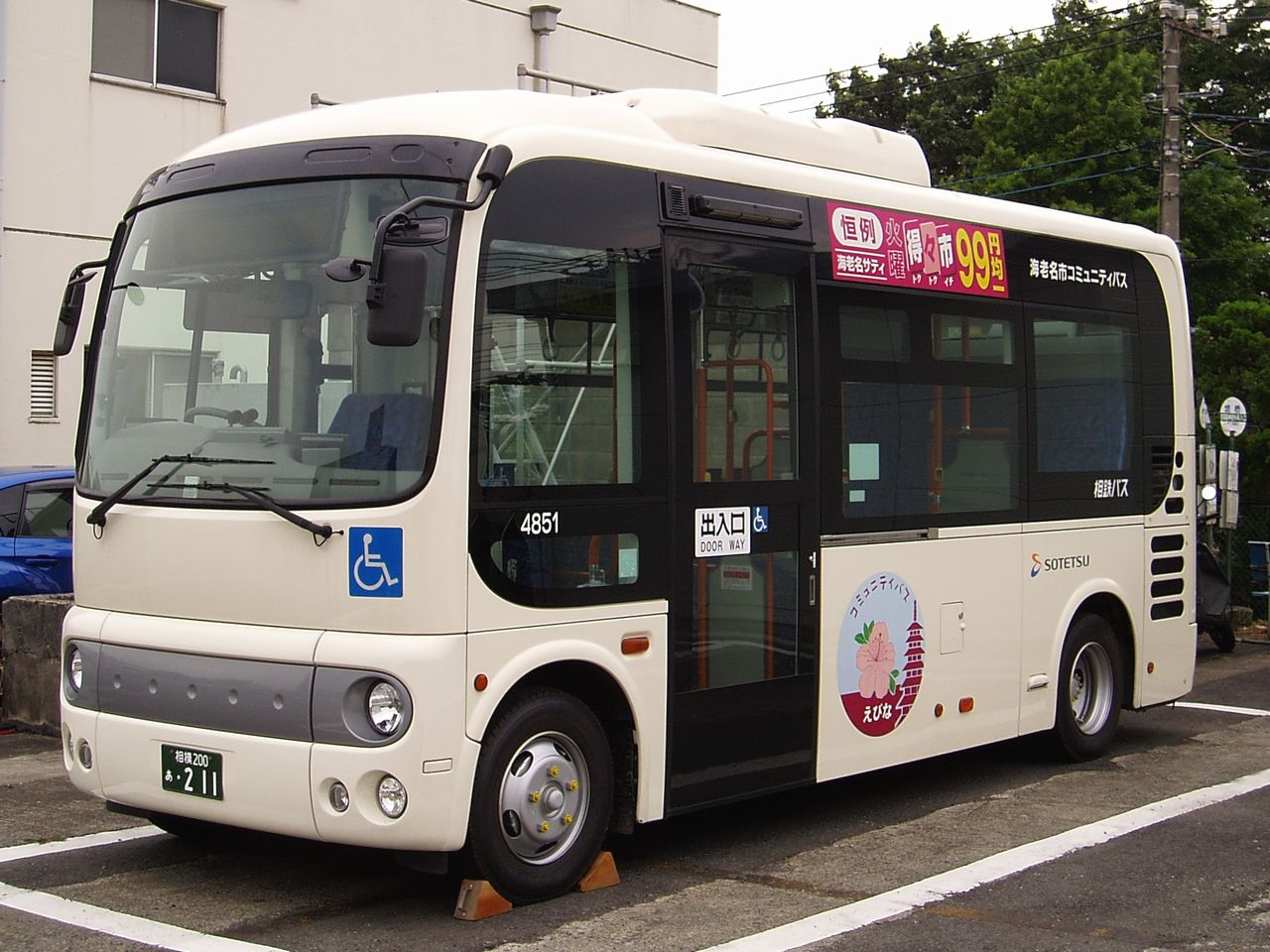
コミュニティバス用の小型車 (4851) 海老名市コミュニティバスの日野・ポンチョ

過去の車両
写真はすべて相模鉄道、相鉄ホールディングス時代。

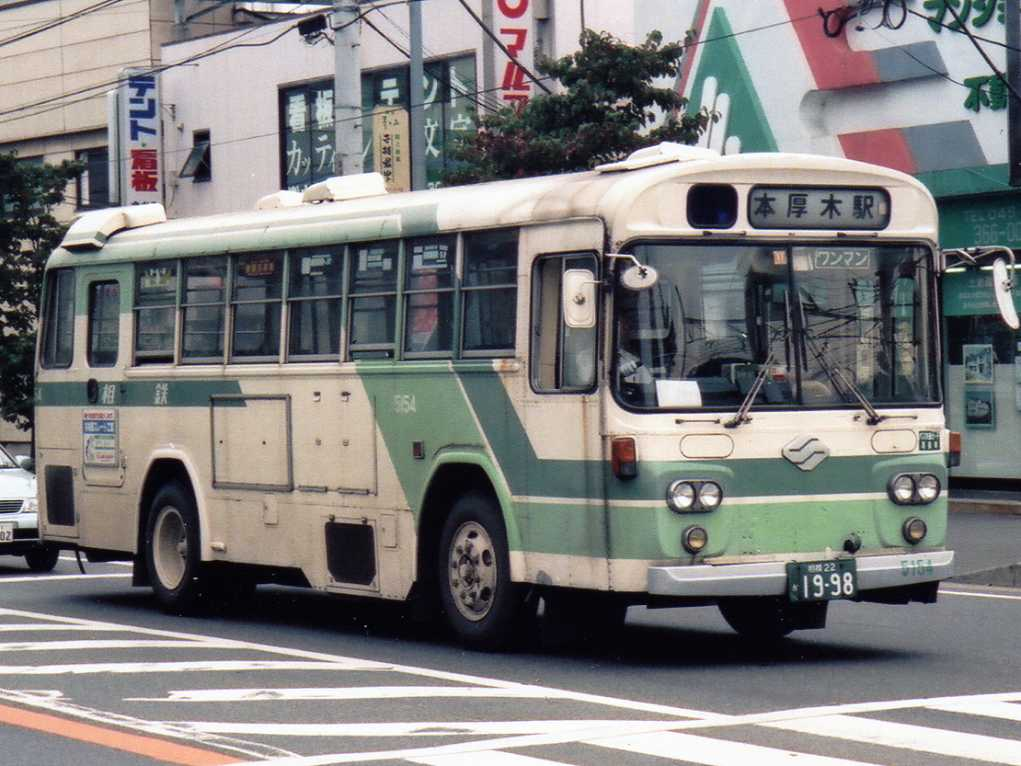
いすゞ製の大型短尺車 (5154) K-ECM430N、1981年式 富士重工製13型E車体架装 車幅が中型車並みのナロータイプ。綾瀬営業所に配属され、本厚木駅 - 二俣川駅線の他、相模大塚駅 - 鶴間駅線などの狭隘路線で使用された。
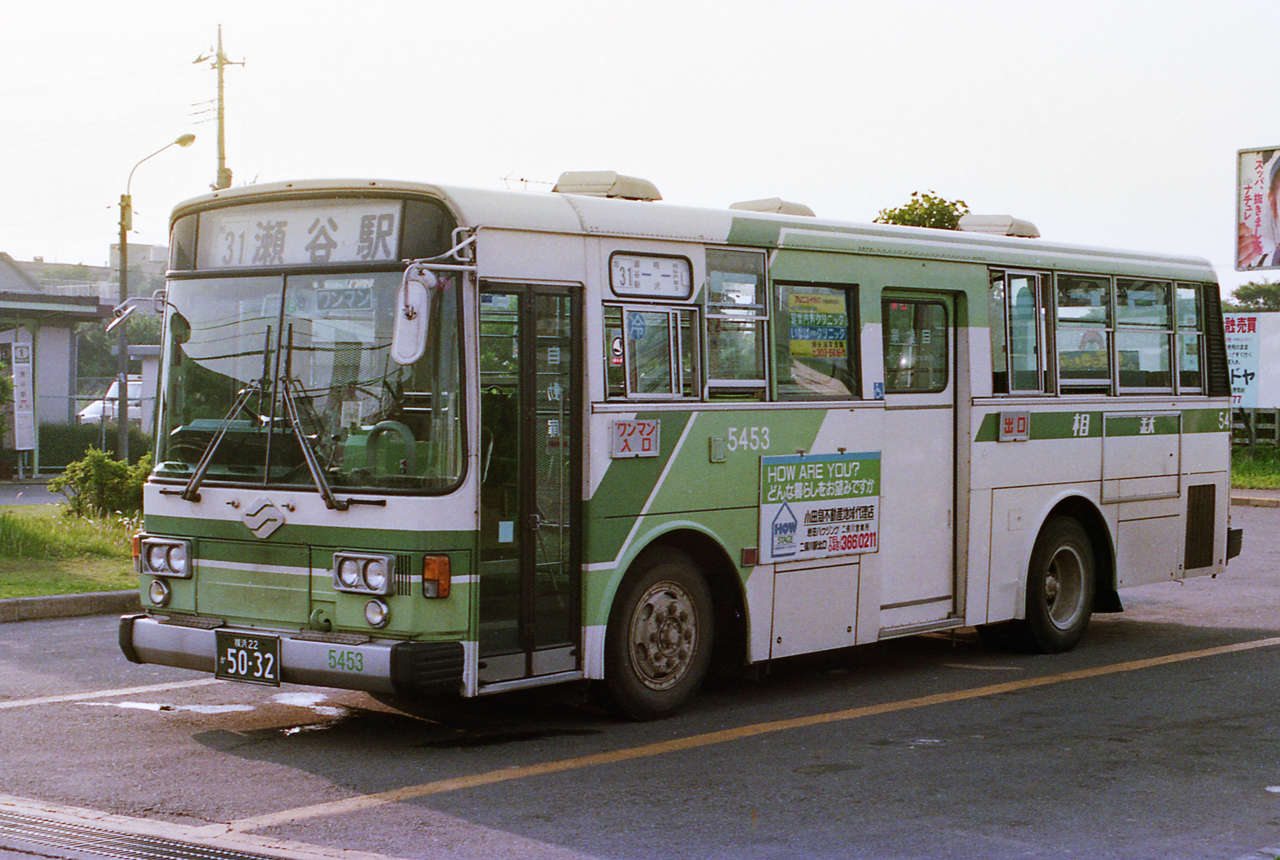
いすゞ製の大型短尺車 (5453) P-LT312J、1984年式 富士重工製15型E車体架装 車幅が中型車並みのナロータイプ。旭営業所に配属され、瀬谷駅 - 細谷戸線で専ら使用された。
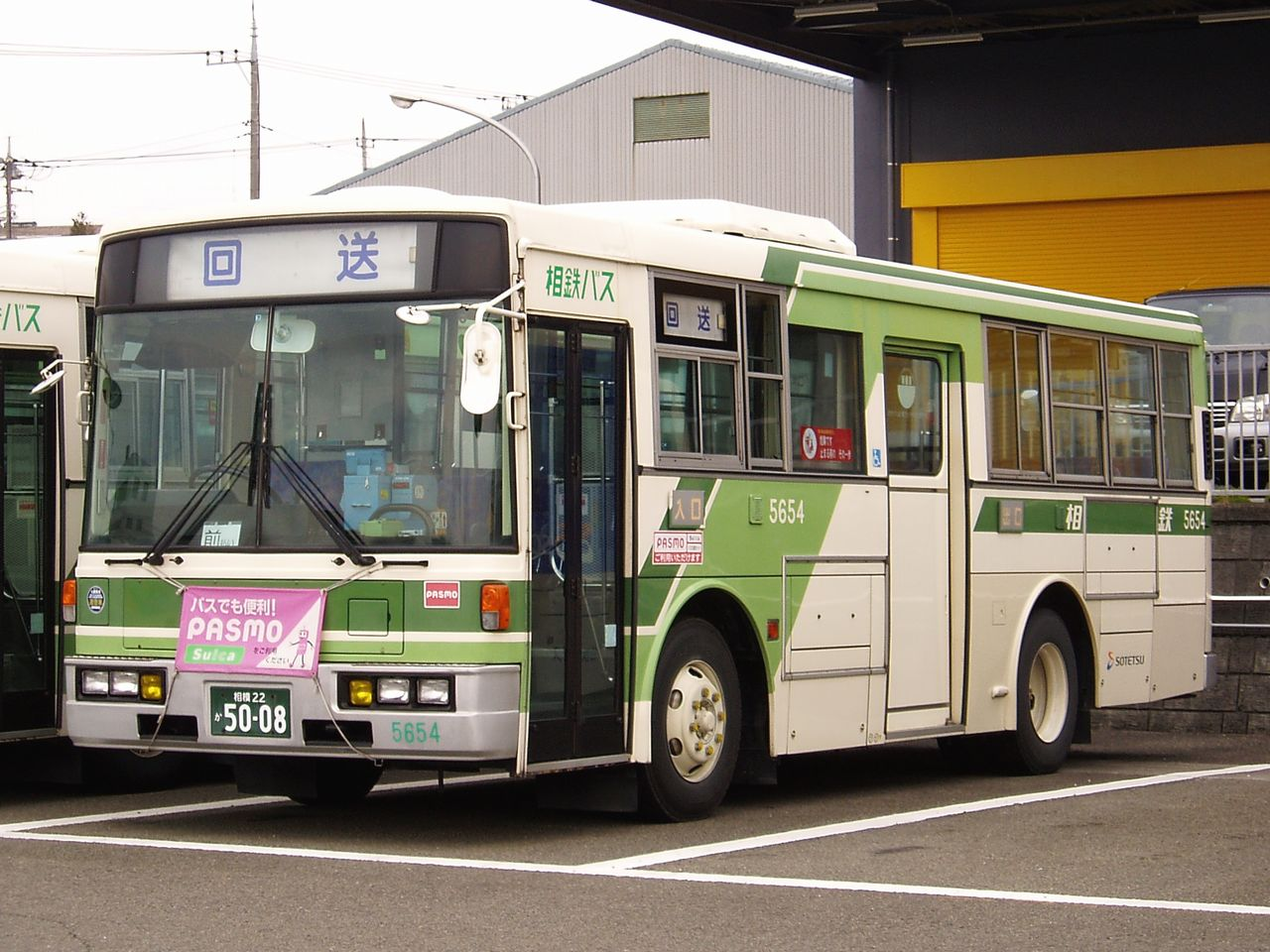
いすゞ製の大型短尺車 (5654) KC-LT333J、1996年式 富士重工製17型E車体架装 車幅は大型車と同じ。綾瀬営業所に配属され、大和駅・相模大塚駅・さがみ野駅発着路線で専ら使用された。同時期に同型の日産ディーゼル車(KC-RP211GSN)も在籍した。
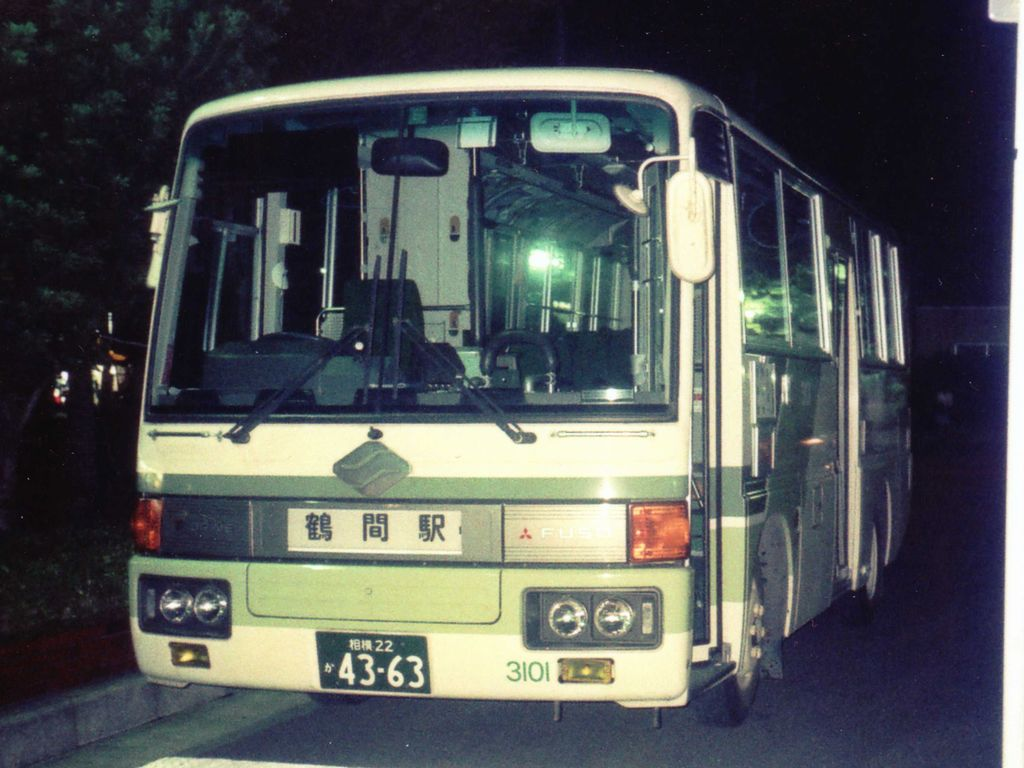
三菱ふそう製の小型路線車 (3101) U-MJ117F改、1991年式 当初は綾瀬営業所に配置され、相模大塚駅 - 鶴間駅線の専用車であった。路線廃止後は西横浜営業所へ転属、後に横浜営業所、旭営業所へと転属した。
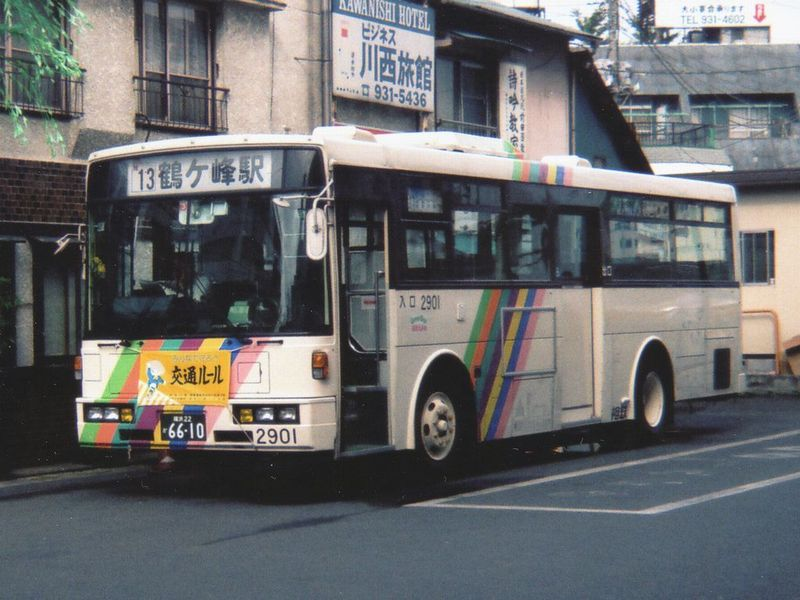
「GreenBox」塗装 (2901) P-LV314L、1989年式 横浜博覧会シャトルバスとして導入。PR塗装車をそのまま統一広告車両として使用していた。
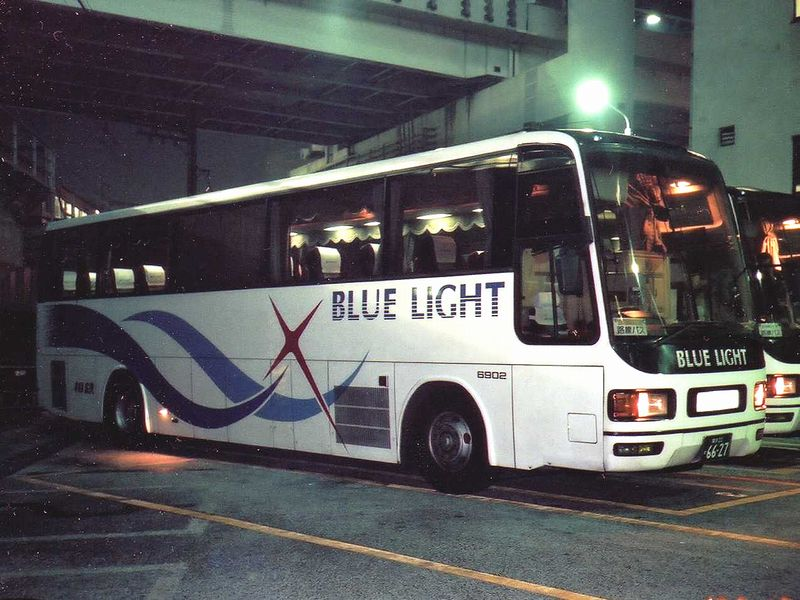
「ブルーライト号」の車両 (6902) P-MS729SA、1989年式 高速バス運行開始時の車両。当初は路線ごとに車両が固定され愛称も表記されていた。

### 機能・装備

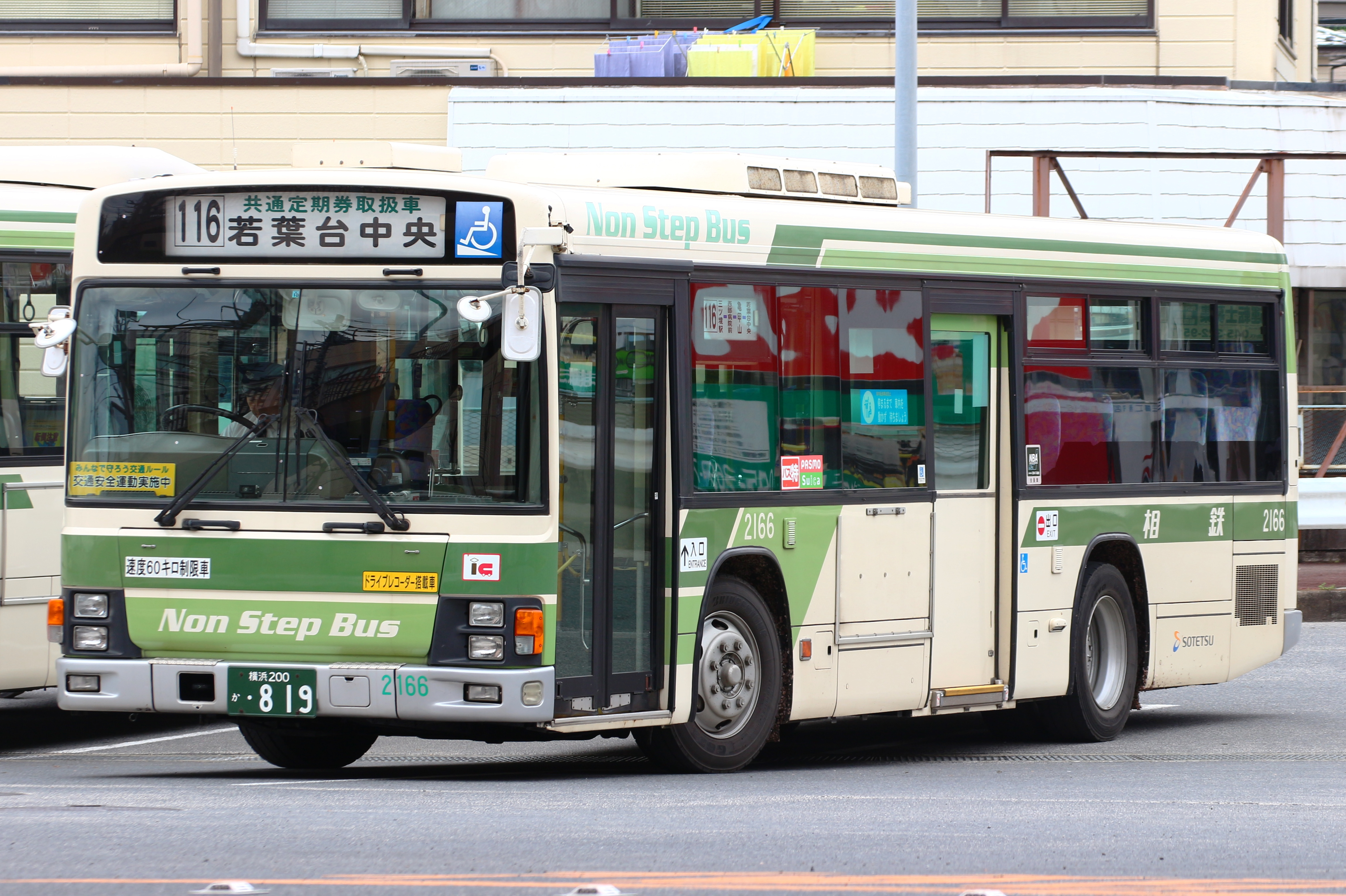
相鉄バスに初めて導入されたノンステップ車 (2166)

一般路線バスでは、1990年代末より積極的にワンステップ・ノンステップ車両を導入して低床化を図っており、10年程度で置き換えが終了した。乗降時に空気ばねのエアーを抜いて車高を下げるニーリング機構付きの車両も多い。当初のワンステップバスは車椅子乗降用スロープが装備されなかったが、交通バリアフリー法の施行を機に標準装備となり、現在ではワンステップ・ノンステップを問わずほとんどの車両に装備されている。
2008年6月に施行された改正道路交通法に伴い、2007年度以降に導入した一般路線バス（大型車）には客席にシートベルトを備える。しかし本法の制限を受ける自動車専用道を経由する車両は、道路運送車両の保安基準第55条の特認を受けた対応を施して運行することとなったため、2012年度以降に導入された車両ではシートベルトは省略されている。
相鉄グループカラー（新塗装）が採用された2009年以降は、窓ガラスをUVカットガラス（緑色の着色ガラス）に変更する、吊革の持ち手を丸型から三角型に変更してつかみやすくするなどの改良が加えられている。2009年導入の車両では、着色ガラス装備であるが吊革は従来通りの車両もある。2010年以降導入以降はいずれも全車標準装備となっている。
添乗員乗務の系統が存在した2015年度までに導入された一般路線バス(大型車)の一部には、中扉後部に添乗員が立席乗務できるスペースが取られていた。末期は座席との仕切りがあるのみで、通路側の仕切りや機器類は一切なかった。
扉開閉時のブザーは基本的に車両の製造メーカーに関わらず、ノンステップバスとワンステップバスで異なるものを採用している。他のバス事業者では車体の製造メーカーによって装備のブザー音が使い分けられていることが多い。このほか、ウィンカー点滅時に連動して「キンコン」という音を鳴らすウィンカーチャイム（右左折警報音）を各車両に装備しており、停留所の着発時や右左折時、徐行時などに使用している（音は川崎鶴見臨港バス、京急バス、東急バスと同様のもの）。
安全運行の一環として、運転席には営業所との交信用に無線機が設置され、営業所から全車両への一斉連絡、車両個別からの営業所への連絡にも対応している。
路線バスの各車両は基本的に行路が固定されており、後面窓右上部に3桁の番号札を下げている。

### 各営業所の車両配置

#### 横浜営業所の車両
大型路線車と高速用車両、そして中型路線車もほとんどの配置車両が三菱ふそう製で、大型車は三菱ふそう・エアロスター、中型車は三菱ふそう・エアロミディMKで占められていたが、三菱ふそうが中型車を生産終了したことで、代替の中型車をいすゞ製に求めたこともあり中型車はいすゞ・エルガミオが主流となった。また2018年から導入が進むブルーリボンハイブリッドも台数が増えてきている。
2017年に配置された新型いすゞ・エルガミオは、白色LEDを装備し、ラグビーワールドカップ特別仕様ナンバープレートで導入された。中型車は基本的に浜4・浜5系統と、出入庫で浜7系統で使用される。
2009年には大型車で相鉄グループカラーを採用した日産ディーゼル製のワンステップバス（日産ディーゼル・スペースランナーRA）も5台導入されたが、同じく相鉄グループカラーの三菱ふそう車の導入に伴い、2012年までに綾瀬営業所（一部は一時的に旭営業所）に転属した。
高速車は、三菱ふそう・エアロバスが二俣川駅 - 羽田空港線で使用されている。
横浜新道を走る浜17・浜18系統には、道路運送車両の保安基準第55条の特認を受けた車両が用いられる。

#### 旭営業所の車両
相鉄バスで在籍車両数が最も多い営業所である。
三菱ふそう製（エアロスター）といすゞ自動車製（エルガ）が大半を占めるが、日産ディーゼル製の車両（スペースランナーRA）や、1台のみでいすゞ・エルガとの統合車種であるが日野自動車製のブルーリボンIIも在籍している。また2018年から導入が進むブルーリボンハイブリッドも在籍している。
また、特定輸送用としていすゞガーラミオ（横浜市西部地域療育センタースクールバス）、三菱ふそうローザ（県立がんセンター送迎車）などが在籍する。
中型車は、一時期は貸切・契約輸送用車両のみであったが、2013年に中型ノンステップバスのいすゞ・エルガミオが3台導入された。主に旭15系統に用いられる。
一般路線で使用する車両のほとんどが大型車であり、大型車は保土ヶ谷バイパスや横浜新道を営業運転や回送運転で走行することが多いため、多くが道路運送車両の保安基準第55条の特認を受けており、道路運送車両の保安基準第55条が施行された2007年前後に導入された車両の中には、全座席にシートベルトを備えている車両もある。
契約輸送用として、横浜市西部地域療育センター送迎用車両(日野・メルファ)と、戸塚カントリー倶楽部送迎用車両、神奈川県立がんセンター送迎用車両（共に三菱ローザ）が配置されている。

#### 綾瀬営業所の車両
大型路線車は、日産ディーゼル製（UA系、スペースランナーRA）、いすゞ自動車製（エルガ）が中心である。
綾瀬営業所の富士重工製ボディ架装車は、いすゞ自動車製は2017年2月で全廃となり、日産ディーゼル製のみ配置されている。
大型路線車のノンステップバスは26台の配置で、残りの車両はワンステップバスである。いすゞ・エルガには深夜急行バス用の車両も存在する。相鉄グループカラーの車両は日産ディーゼル車で2008年から2年間導入された後、2012年からは綾瀬営業所に約5年ぶりに導入されたいすゞ車も登場し、2013年からはエルガノンステップ・AT仕様車が導入されている。
日野車はブルーリボンIIが1台と、海老名市コミュニティバス、綾73用の日野・ポンチョ、そして2018年から導入が進むブルーリボンハイブリッドが在籍する。
三菱ふそう車の台数は少なめであるが、一般路線用と貸切輸送用のエアロスターロマンスバス、トップドアの貸切仕様車、綾瀬市コミュニティバス「かわせみ」用の三菱ふそう・エアロミディMEが在籍している。海老名駅 - 羽田空港線が横浜営業所から移管された際に三菱ふそう・エアロエースが2台転入し、同路線で使用されている。

### 他社への譲渡
1992年（平成4年）以降、神奈川県を含めた首都圏が使用車種規制の対象区域に指定されたことなどから、おおむね12年程度で車両を更新している。そのため、同社で役目を終えた旧車両は中古車事業者等に譲渡され、その後は地方のバス事業者や自家用バスとして、またはミャンマーやインドネシアなどの海外へ輸出されている（一部は直接海外へ譲渡されている車両もある）。

### 社番
車両側面に記載される社番（社内における車両番号）は、1966年からは4桁の数字により付番される（それ以前は3桁であった）。
千の位はメーカーおよび用途の記号、百の位が購入年の西暦下1桁、下2桁が通し番号（基本的には10年ごとに開始番号が01?と51?と交互に入れ替わるが、その通りでない場合もある）。
- 1996年から2005年は51?、2006年から2015年は01?、2016年から2025年は51?（三菱・いすゞ製）
- 1991年から2000年は01?、2001年から2010年は51?（日産・UDトラックス製：2010年で導入終了）
- 2005年から2009年は51?、2010年から2019年は01?（日野製）
  - 2018年から導入の日野ハイブリッドバスは、上記の法則に従わずに各年21から付番

となっている。
千の位の数字の意味は以下の通り。
- 1…三菱ふそう製の大型路線バス
- 2…いすゞ製の大型路線バス
- 3…三菱ふそう製の中型路線バス。
- 4…日野製路線バス。20番台がハイブリッドバス（2020年現在）。過去にはいすゞ製の高速車に使用された。
- 5…いすゞ製の中型路線バス
- 6…三菱ふそう製の高速路線バス。過去には三菱製の貸切車に使用された。
- 7…いすゞ製の貸切バス
- 8…UDトラックス製
  - 下2桁通し番号でさらに区分する。00番台…大型、30番台…貸切、60番台…中型。過去には日野製の貸切車に使用された。
- 9…三菱ふそう製の貸切バス

社番の例：8960 → UDトラックス製、2009年購入、10番目の車両。
近年はナンバープレートに希望ナンバーを導入したため、社番とナンバープレートの数字が一致しており、上記の例ではナンバーは「相模230 あ 89-60」となる。

## ロケーション撮影協力
鉄道事業と同様に、映像業界ではロケーション撮影（ロケ）に協力的であることで知られており、バスにおいては車両の内外で撮影されている。
2016年時点、下記の作品にて確認されている。
- HOME'S CM (2016年) [132]

相鉄グループ全体での受注実績の出典: